# Saab Automobile
Saab Automobile AB fue un consorcio sueco fabricante de automóviles con sede en la ciudad de Trollhättan, Suecia. Saab ha enfocado sus fábricas a la producción de automóviles de gama alta, destacando principalmente la potencia y fiabilidad de sus motores como la seguridad de sus vehículos. 
En 1989, la división automotriz de Saab-Scania se reestructuró en una compañía independiente, Saab Automobile AB. El fabricante estadounidense General Motors adquirió un 50% de la propiedad con una inversión de US$ 600 millones y en 2000 ejerció su opción de adquirir el 50% restante por 125$ millones adicionales, convirtiendo Saab Automobile en una subsidiaria de GM. En 2010 los problemas económicos de GM, provocaron que tuviese que vender Saab Automobile AB al fabricante automotriz neerlandés Spyker Cars N.V.
En 2012 la compañía National Electric Vehicle Sweden AB (NEVS), consorcio con capital de la japonesa Sun Investment y de la compañía china National Modern Energy Holdings adquirió Saab con la intención de reanudar la producción de un modelo eléctrico basado en el Saab 9-3, con tecnología japonesa. Pero la negativa inicial de GM a ceder las licencias de tecnología para continuar con la fabricación de los modelos Saab 9-5 y 9-4X, la falta de liquidez del consorcio y, finalmente, el rechazo por parte de Saab AB a ceder su marca "Saab" para ser utilizada en los nuevos vehículos de NEVS, de incierto resultado, hizo fracasar la retoma de la operación comercial, por lo que la división Saab Automobile AB dejó de producir vehículos de la marca Saab en 2014, continuando únicamente la división de aviación Saab AB.

## Historia

### SAAB “Svenska Aeroplan Aktiebolaget” (1937)
SAAB “Svenska Aeroplan Aktiebolaget” fue creada en 1937 como fabricante de aviones, principalmente con un destino militar. SAAB era un acrónimo de Svenska Aeroplan AB, (Aeroplanos Suecos Sociedad Anónima).

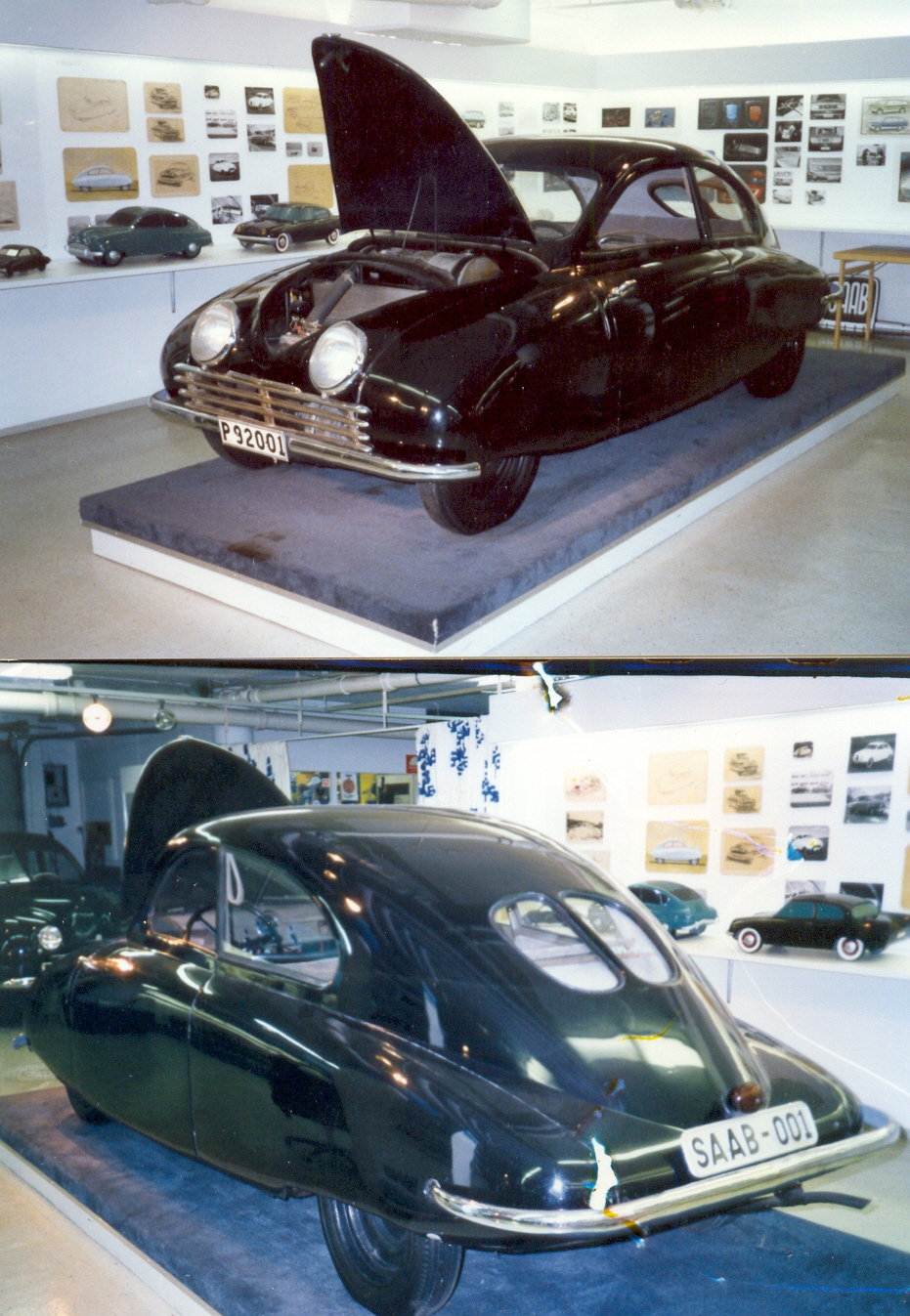
'Ursaab'(1946)

#### Ursaab
En abril de 1946 se comenzó a trabajar en la fabricación de automóviles con el prototipo Saab 92.001 (Ursaab). El Ursaab fue uno de los primeros vehículos diseñado con la utilización del túnel de viento, consiguiéndose el coeficiente aerodinámico de 0.32 Cx. Lo anterior propició que el vehículo dispusiera de una línea futurista y muy personal, que se mantendría en el resto de modelos posteriores de serie: 92, 93 y 96.

#### Saab 92, 93 y 95 "Station Wagon"

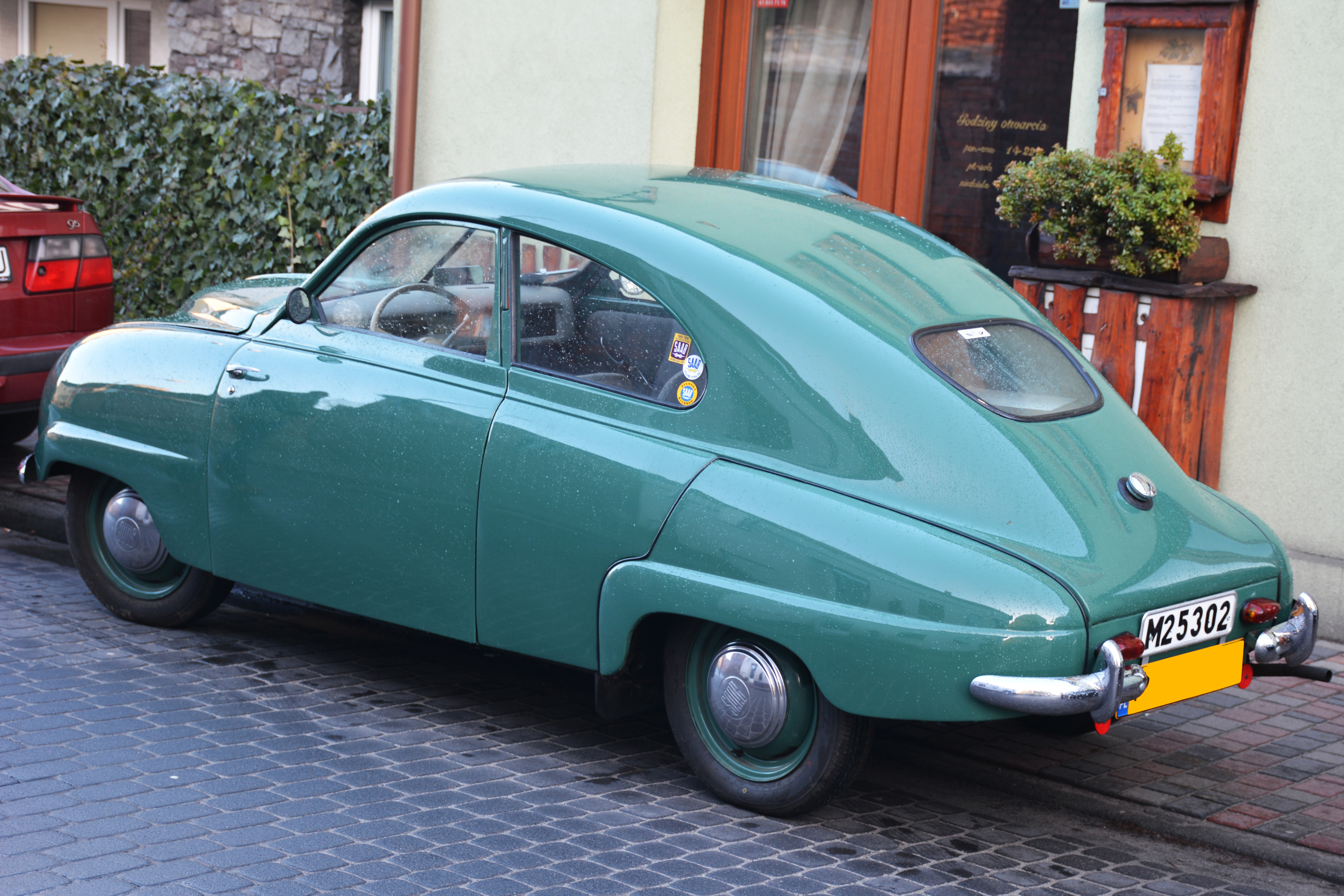
Saab 92 (1949)

En 1949 comenzó la producción en serie de automóviles con el Saab 92. La particularidad y personalidad de estos vehículos estaba en su desarrollo por ingenieros aeronáuticos, al igual que sus aviones, lo que les permitía la constante innovación en la tecnología y seguridad de sus modelos, donde siempre fue una marca pionera. El primer modelo de Saab también presentaba especial cuidado en la parte aerodinámica, esta vez con un coeficiente aerodinámico de 0.30 Cx, mejorando el del prototipo Ursaab, todo un hito para la época, que lo convirtió en modelo mítico. El motor era de 764 centímetros cúbicos, de dos tiempos, dos cilindros y 25 CV.

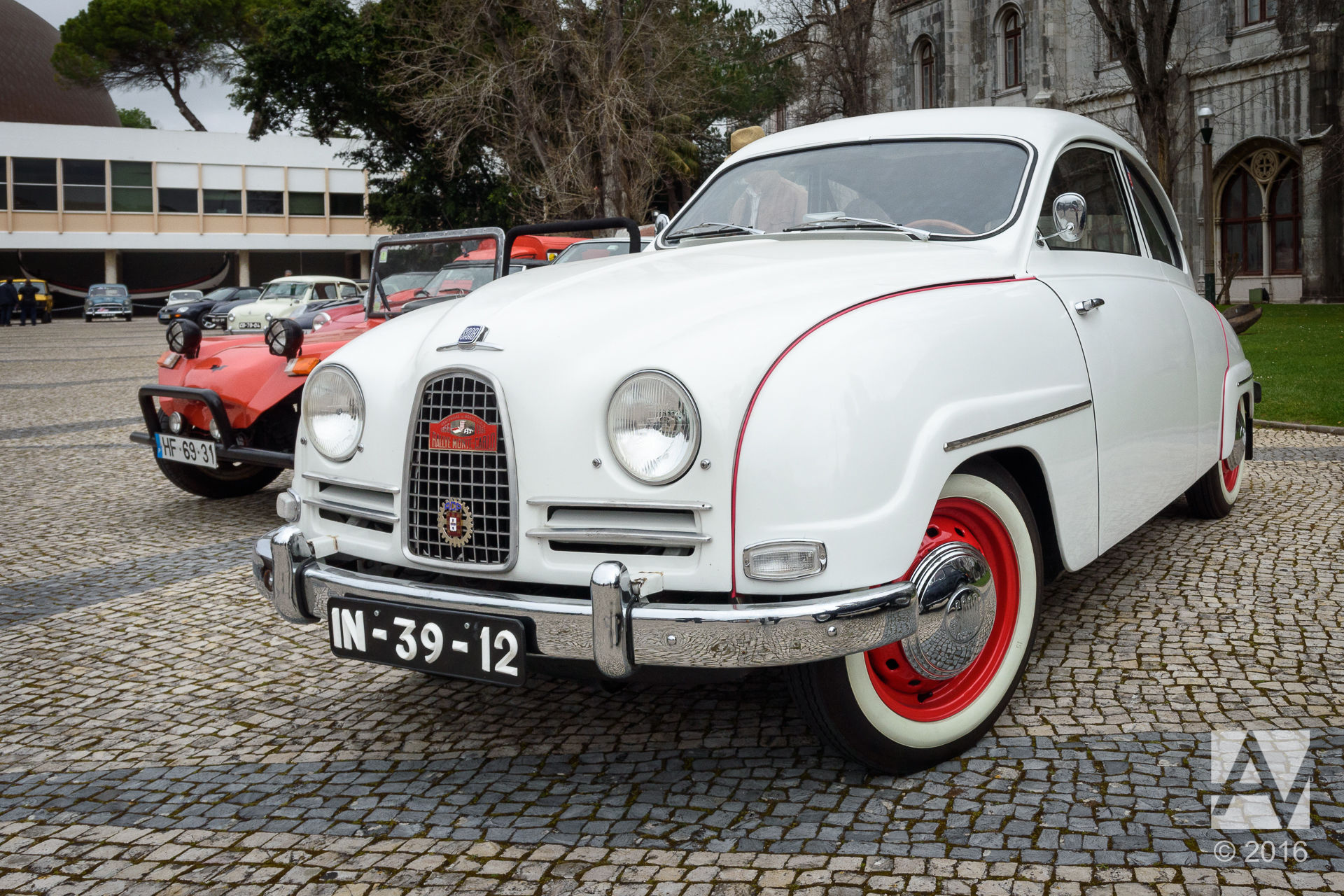
Saab 93 (1955)

En 1955, SAAB incorpora los innovadores neumáticos sin cámara en su nuevo modelo Saab 93, con un motor de tres cilindros de 748 cm³ y 33 CV. 
En 1957 se crea un embrague automático Saab Saxomat.
En 1959 Saab produce su primer vehículo familiar de siete plazas. Se trataba del Saab 95 "Station Wagon", que aportaba una tercera fila de asientos. Estos eran abatibles y situados en dirección contraria a la marcha.

#### Rallyes
Para avanzar en las pruebas y el desarrollo de la marca, SAAB comenzó a participar en la competición de rallyes en 1950, adquiriendo un enorme prestigio desde entonces. Pero sus mayores éxitos internacionales en este apartado llegarían en la década de los 60, con sus victorias en pruebas como el Rally de Monte Carlo en 1962 y 63, o en el RAC de Inglaterra en 1960, 61 y 62, todas ellas bajo el pilotaje de Erik Carlsson y su Saab 96. Posteriormente en 1971 SAAB volvería a ganar el RAC inglés y el Rallye de Suecia, victoria que se volverá a repetir en otras seis ocasiones, con el pilotaje de Stig Blomqvist en un Saab 99. 

#### Sonett

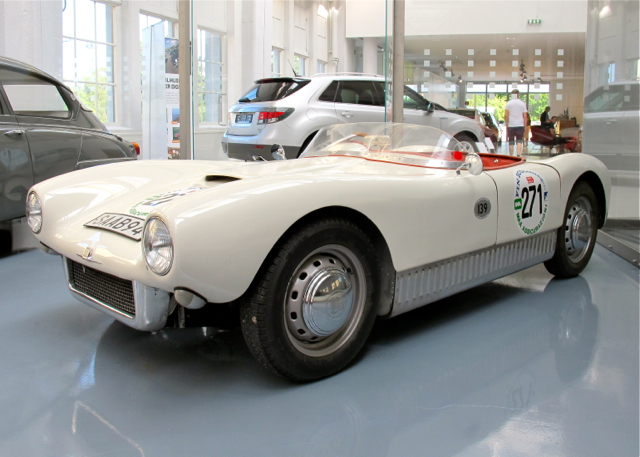
Saab 94 Sonett I (1956)

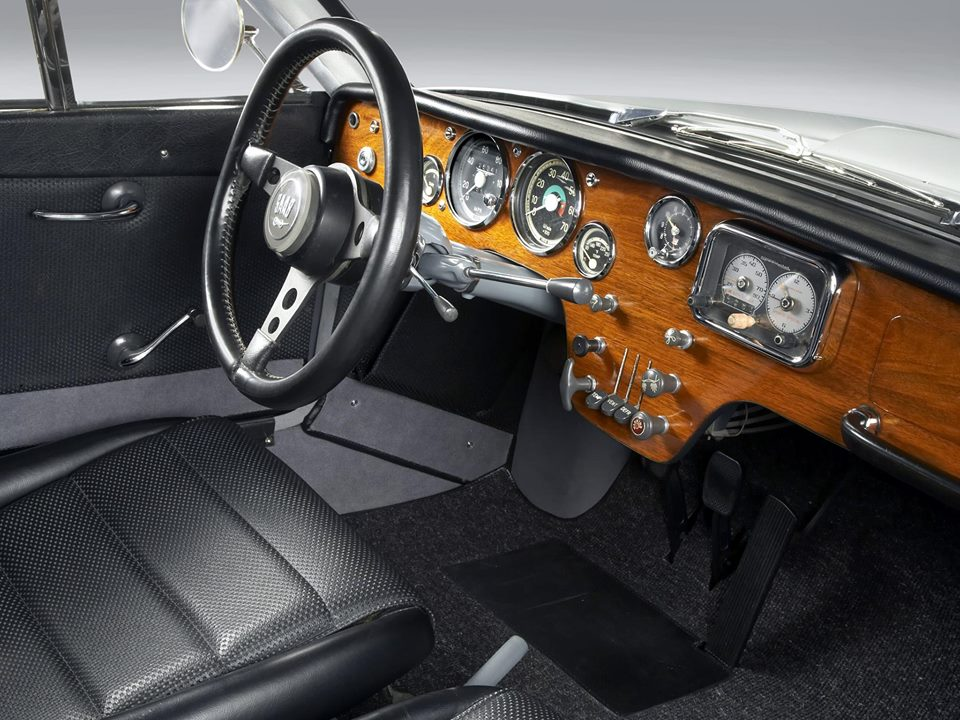
Interior Saab 97 Sonett II (1968)

En 1956 Saab diseñó por primera vez un vehículo deportivo biplaza, que por su suavidad y ligereza de líneas en sueco significaba, "tan limpios como son" (Sonett). La idea era vender un coche de competición directamente a los clientes, pero el proyecto perdería interés con el cambio en la normativa de la época, que permitió usar vehículos derivados de modelos de producción en serie para la competición. No obstante, el Sonett original derivó, en las siguientes décadas del 60 y 70, en otros dos biplaza de Saab, con la intención de crear un modelo que generase imagen de marca en USA, donde la fama de Saab por sus victorias en los rallyes era más limitada que en Europa. 
En 1956 se presentó el Saab Sonett Super Sport (Sonett I), biplaza abierto con una carrocería innovadora y ultraligera de fibra de vidrio y bastidor de aluminio. 
En 1967 se creó el Saab Sonett II y finalmente en 1970 el Sonett III. Ambos eran cupés, con una estética moderna e impactante para su época, e interesantes prestaciones debido a sus carrocerías de fibra de vidrio.

#### Saab 96

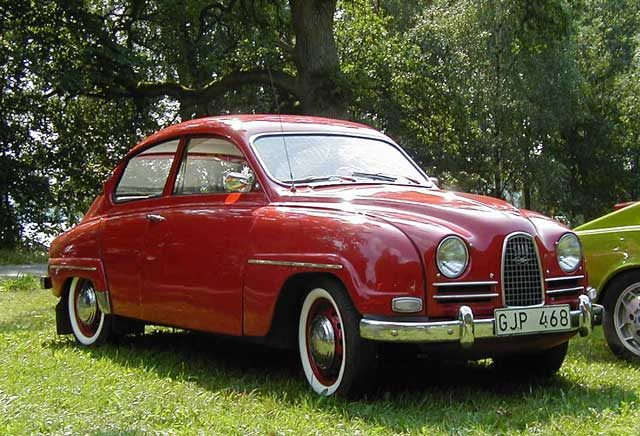
Saab 96 2T (1960)

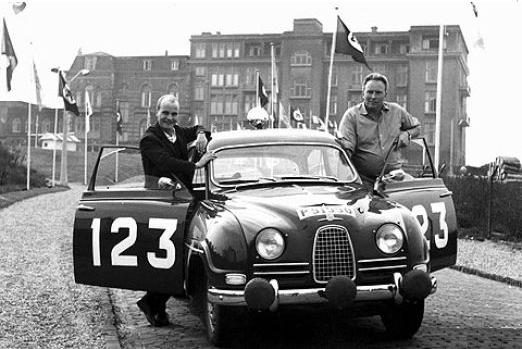
Erik Carlsson y Saab 96 en un Rally -1962.

En la década de los sesenta, Saab alargó el chasis de su anterior modelo 93, incluyó un motor de mayor cilindrada y potencia y notables cambios en las líneas exteriores y desarrollos generales, como el circuito de circulación de aire interior o la inversión de la dirección de apertura de las puertas. El resultado fue el Saab 96, destinado a continuar con la participación en la competición mundial de rallyes, por lo que se convertiría en pieza fundamental de la marca durante muchos años y fue considerado un avión sin alas, contemporáneo del también emblemático avión de la marca, Saab 35 Draken.

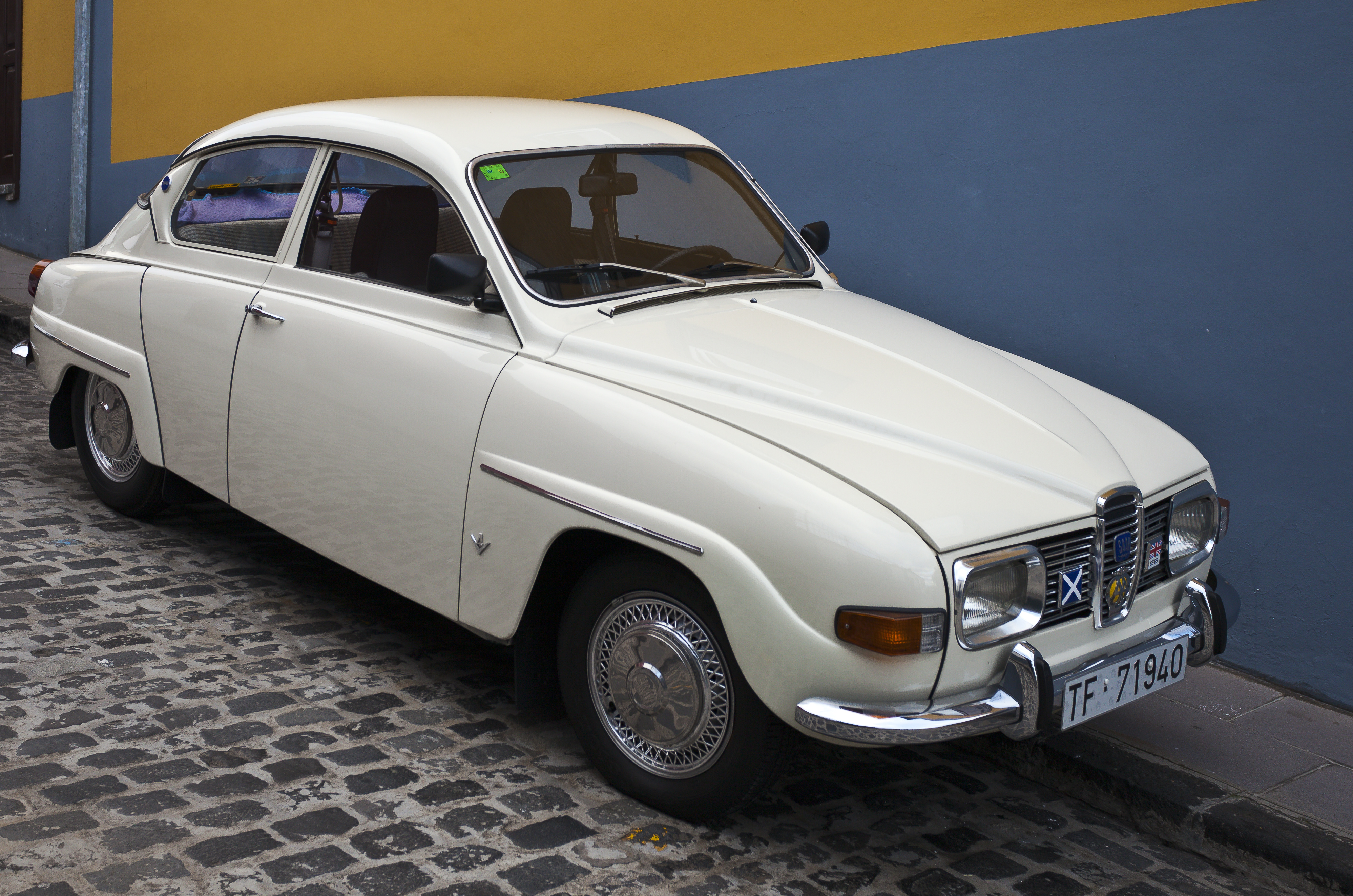
Saab 96 V4 (1964)

El primer 96 fue equipado con un motor de 3 cilindros en línea, dos tiempos, 750 cm³ y 38 caballos de potencia. Posteriormente el motor sería ampliado a 841 cm³ para producir 40 caballos. Su palanca de cambios seguía adosada a la columna de dirección, lo cual era una particularidad de Saab, ya que esto se había utilizado en otros vehículos para el cambio automático, pero no en un cambio manual. Los primeros modelos fueron equipados con transmisión de 3 velocidades. Posteriormente se adoptó una transmisión de 4 velocidades.
Como elementos de seguridad se crearon los primeros reposacabezas delanteros, parasoles blandos y deformables en caso de accidente y se introdujeron los cinturones de seguridad como elemento estándar, varios años antes de que fueran obligatorios. En 1963 Saab fue también el primer fabricante de automóviles que ofreció un sistema de frenos con doble circuito en diagonal para evitar la descompensación en la frenada y ganar en seguridad. Los primeros modelos utilizaban frenos de tambor en las 4 ruedas, pero pronto se introdujeron los discos de freno en las ruedas delanteras, frente a los tambores de la época.
La evolución de este modelo incluiría el Saab Sport, una versión con motor de 841 cm³ con 57 CV de potencia, gracias a que en 1962 se incorporó el carburador de tres bocas, el circuito de lubricación separado y la inyección de aceite; el Saab Monte Carlo 850, versión deportiva del Saab Sport y, en 1964, el primer motor de cuatro tiempos de Saab: El V4 construido por Ford-Alemania, de 1.5 litros (posteriormente 1.7) y 65 CV, que se convertiría en un éxito comercial y deportivo.
El Saab 96 se produjo hasta 1980, llegando a coexistir en un breve lapso de tiempo con sus sucesores, el 99 y el 900.

#### Saab 99

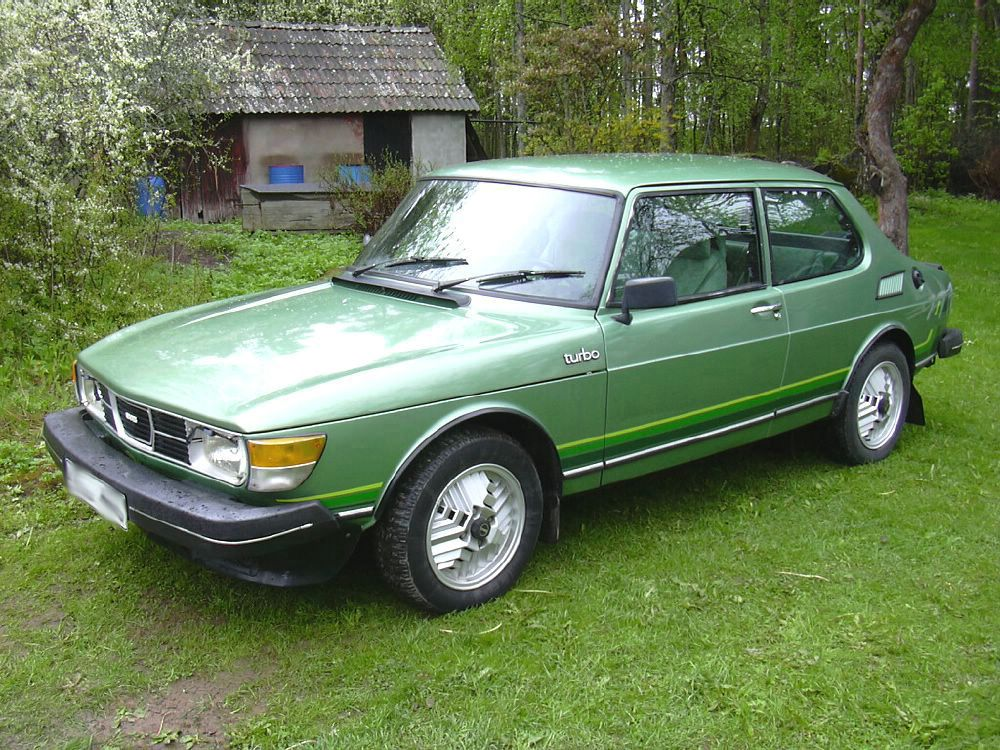
Saab 99 (1968).

En 1968 se lanzó al mercado un automóvil completamente nuevo por dentro y por fuera que supondría una nueva era para la marca y la industria de la automoción en general. Se trataba del Saab 99. Incorporaba un motor de 1.7 litros desarrollado para Saab y construido por Triumph en el Reino Unido, que más adelante pasó a ser un 2.0 litros de inyección electrónica y 112 CV, desarrollado y evolucionado por Saab.

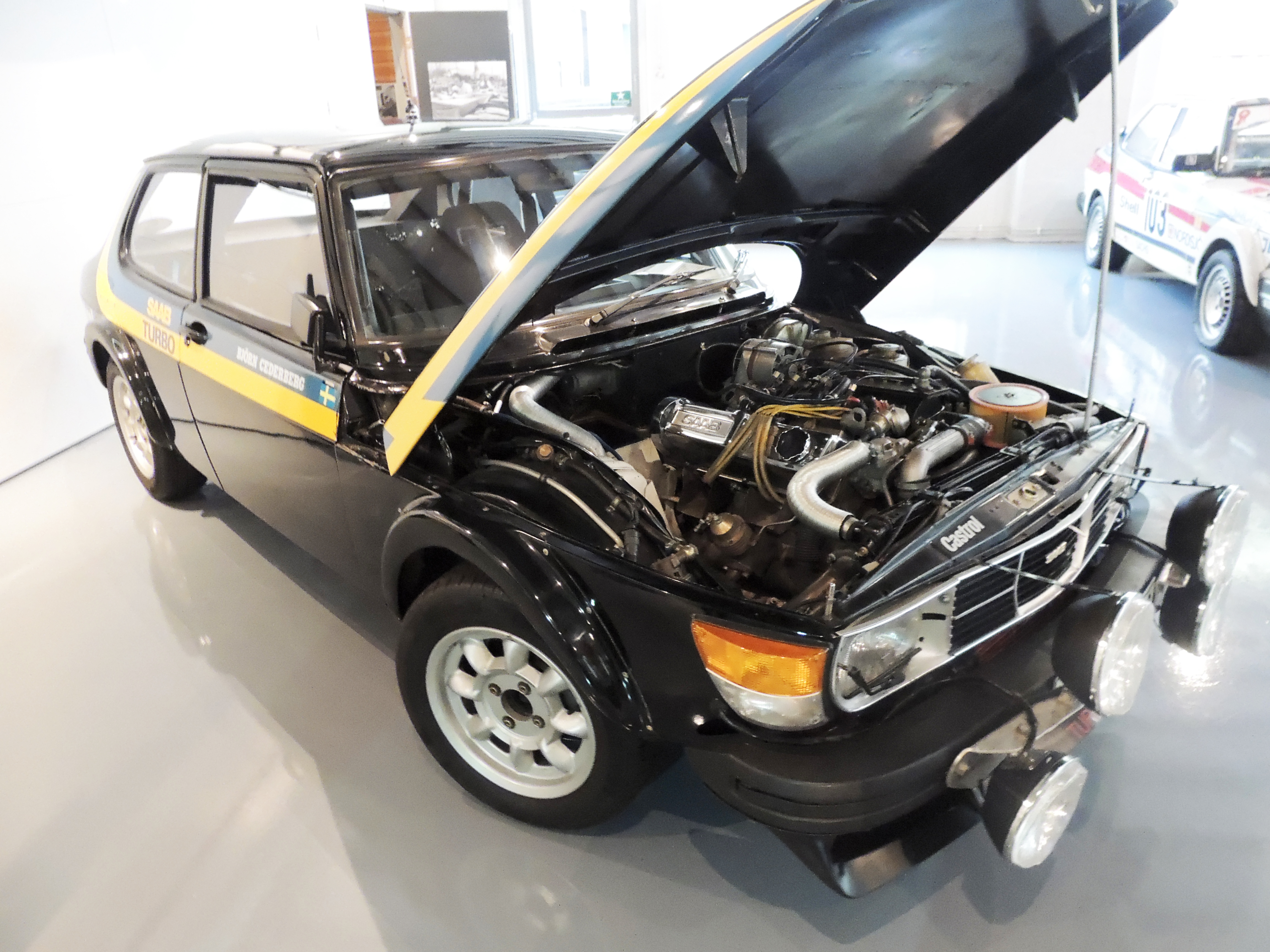
Saab 99 turbo (1977).

Entre las novedades más destacadas el 99 incluía las siguientes:
Sistema de inyección electrónica de agua con la gasolina, no utilizado hasta entonces.
Por primera vez se dotaba a un automóvil de pasajeros de serie, con un motor turbo manejable y fiable. 
El Saab 99 Turbo marcó un hito al equipar un motor turboalimentado, con su 2.0 litros, 145 CV y una velocidad máxima de 200 Km/h.
Primer vehículo con asientos calefactados.
Se introdujo el limpia-lavafaros en un vehículo.
Primer automóvil con inhibidor de arranque sin los cinturones abrochados.
Primeras barras de refuerzo y anti intrusión integradas en las puertas.
“Downsizing”: 
Saab se adelantó más de 4 décadas a la industria del automóvil con el concepto de “downsizing”. Se trataba de hacer motores de pequeña cilindrada sobrealimentados para reducir su tamaño, peso y consumo sin perder en prestaciones. Fueron capaces de conseguir el máximo rendimiento en un motor de 2.0 Litros y cuatro cilindros.
Tracción delantera: 
Saab tenía claras las ventajas de un coche con motor y tracción delantera, frente a la tracción trasera más utilizada entonces, para el agarre y adherencia en condiciones meteorológicas adversas. La solución para evitar los problemas de subviraje de este tipo de tracción, fue montar el motor justo encima del eje, y el resultado fue el deseado con una motricidad excelente con todo el peso sobre el eje delantero, y mucho menos subvirador que otros modelos de la época.
Seguridad: 
Con el 99 Saab patentó un nuevo tipo de parachoques con piel de goma elástica y en cuyo interior se alojaban unos módulos de material sintético que se deformaban elásticamente. Los paragolpes del Saab se reparaban por sí mismos frente a impactos por debajo de 10 km/h.
Al no introducirse lo más mínimo ni el cambio ni el motor en el habitáculo, Saab pudo diseñar unos soportes de motor pensados para romperse en caso de accidente. De esta forma, el motor se desprendía del coche ante un impacto fuerte. Con ello se lograba reducir la masa del vehículo de forma que tuviese que disipar mucha menos energía y que el motor no pudiese incrustarse en el espacio de las piernas de los pasajeros.
Entre las pruebas originales a las que se sometía el Saab 99 estaba el dejarlo caer al suelo sobre su techo desde una altura de 2 metros y el habitáculo apenas se deformaba en este ensayo, garantizando una célula de supervivencia excepcional.
El capó delantero tenía una zona más blanda en el centro que hacía que, en caso de impacto frontal, el capó tendía a doblarse en forma de "A" por ese punto, protegiendo el parabrisas delantero en caso de atropello de un animal, al evitarse su entrada hacia el interior.
Un tubo de acero con unas paredes de 3mm de espesor comenzaba en el suelo del coche y recorría todo el marco del parabrisas, de forma que en caso de vuelco éste fuera indeformable.
El 99 tendría una última versión en 1984, con un modelo más moderno denominado Saab 90.

### Saab-Scania AB (1969)
En 1969 nace Saab-Scania AB, con la fusión de Saab AB (fabricante de automóviles, aviones, elementos electrónicos avanzados, ordenadores Datasaab) y Scania-Vabis AB (camiones y autobuses).

#### Saab 900

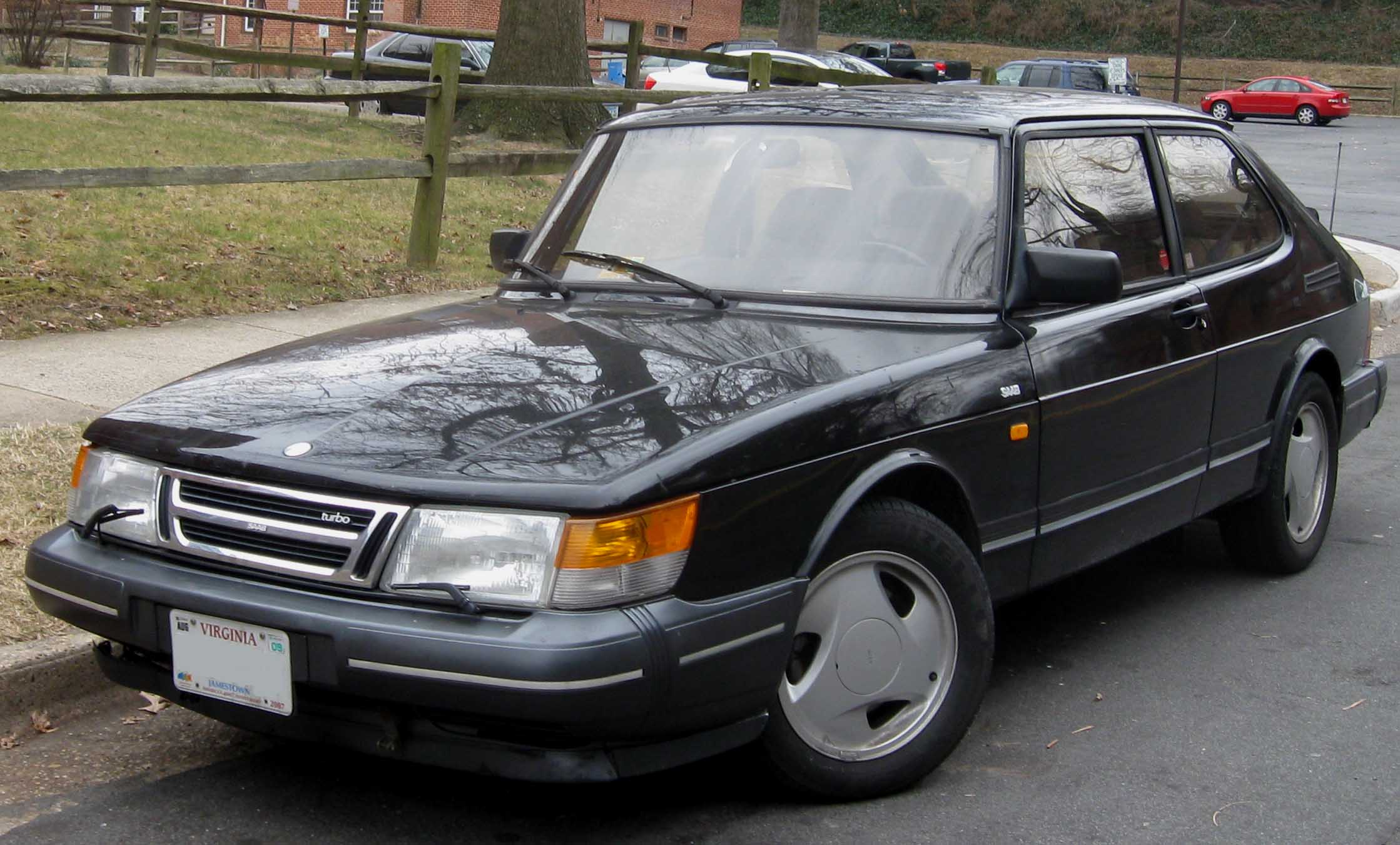
Saab 900 (1978)

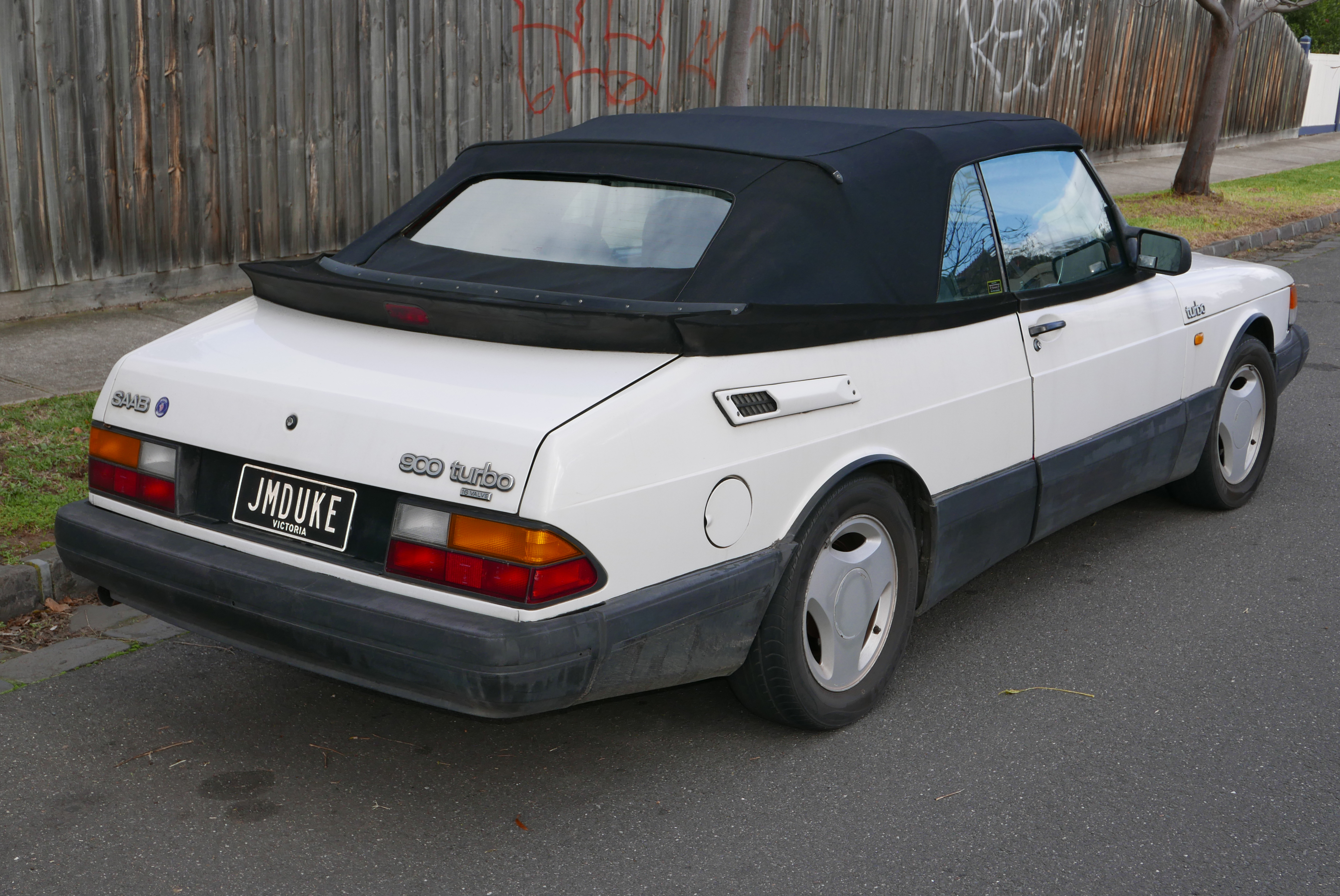
Saab 900 Cabrio (1983)

En 1978 fue lanzado el Saab 900, otro modelo original de Saab, pero ya sobre la base y las nuevas directrices marcadas por el modelo 99. El Saab 900 Turbo también representaba las características típicas de la marca, con su estética personal, sobre todo marcada en el parabrisas fuertemente curvado en los laterales, que mejoraba ostensiblemente la visibilidad y recordaba al de la cubierta de la carlinga de un avión. El salpicadero también con una clara influencia aeronáutica, se orientó hacia el conductor, con los botones colocados más cerca del volante para evitar distracciones. También fue el primer modelo, junto con el 99, en desplazar la llave de contacto a la zona situada entre la palanca de cambio y el freno de mano, una peculiaridad que se mantendría en el resto de modelos, como identidad de la marca.
El motor Turbo utilizado para el 99 fue evolucionado tecnológicamente con un sistema de gestión de la sobrealimentación, consiguiendo el equilibrio entre fiabilidad y prestaciones. El chasis, también evolucionó gracias a la tecnología y en el eje delantero se utilizaron nuevas suspensiones de doble triángulo que mejoraron notablemente el comportamiento en carretera. 
Entre las evoluciones del modelo se incluiría posteriormente en 1983 el Saab 900 Cabrio, y en 1984 el Saab 900 Aero, con el primer motor con tecnología de cuatro válvulas por cilindro e intercooler. Así se refrigeraba la corriente de aire caliente que salía del turbocompresor, haciéndola pasar por un intercambiador de calor aire-aire, con el consiguiente incremento de potencia. Con la introducción de la culata con 16 válvulas, en sustitución de la culata con sólo 8 válvulas, se avanzó aún más en cuanto a prestaciones, elevando la potencia desde los 145 hasta 175 CV, y finalmente a los 185 CV en la citada versión Aero. Todo ello sin aumentar el motor de 2 litros y cuatro cilindros.
En la década de los 80 se incorporan, entre otros avances, el filtro de aire para ventilación, otra innovación de Saab, que elimina completamente la entrada de polen en el habitáculo; en 1981 el sistema APC (patentado por la firma) de control automático de las prestaciones, para gestionar la entrada del turbo y permitir un funcionamiento de máxima seguridad con cualquier gasolina, aunque sea de diferente octanaje. Se incorpora también el primer espejo retrovisor externo con campos diferenciados, que permitirá una visión sin puntos ciegos; En 1982 de nuevo Saab es el primer fabricante del mundo en aplicar los frenos libres de asbesto para sus modelos de serie.

#### Saab 9000

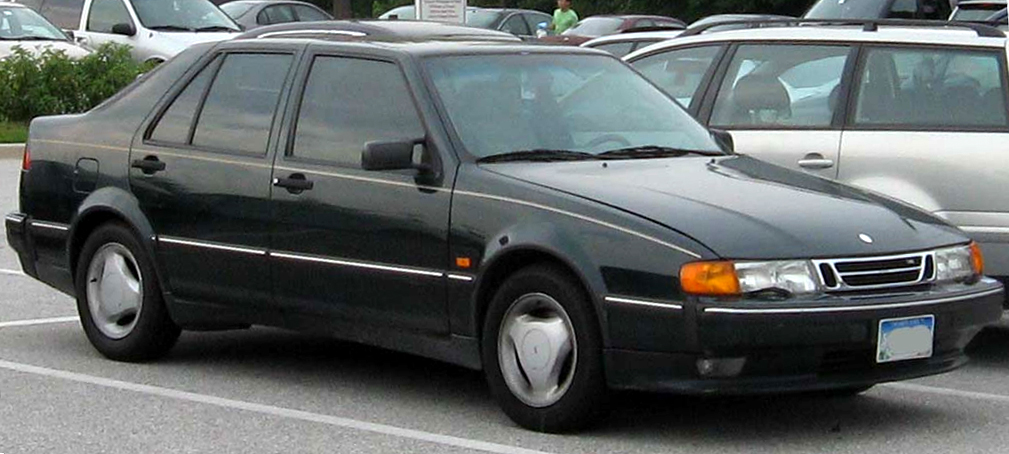
Saab 9000 CSE (1984)

En 1984 es presentado el Saab 9000. Tercer modelo absolutamente nuevo en la historia de Saab, tras el 92 y el 99, diseñado sobre una plataforma del Proyecto "Tipo 4", conjunto con Fiat Auto, que incluía el Lancia Thema, el Alfa Romeo 164 y el Fiat Croma. El 9000 incorporaría, entre otras, las siguientes novedades: En 1985 el revolucionario sistema Saab de Encendido Directo SDI (Saab Direct Ignition), un avanzado concepto de gestión de motor con una única culata y una bobina montada en cada bujía. Posteriormente evolucionado y superado por otro sistema de desarrollo propio, el sistema Trionic de gestión del motor. Integrando además del control del encendido, el de la inyección y el de la presión de soplado del turbo.
En 1987 el Saab 9000 se convierte en el primer vehículo de tracción delantera que incorpora ABS; y en 1988 incorpora airbag lateral para el conductor, control de tracción Saab y control de emisiones con sonda Lambda con precalentamiento; En 1991 es presentado el aire acondicionado que no tiene CFC's, otra innovación pionera de Saab. El 9000 comenzó su producción y venta con el ya clásico motor 2.0 Turbo, que en este caso generaba 175 CV. Posteriormente se utilizó un nuevo motor atmosférico de 3,0 litros V6, que proporcionaba 210 CV, para la segunda generación de 9000. El 9000 Aero disponía de un motor sobrealimentado de 2.3 litros que producía 225cv y le permitía alcanzar los 240km/h, siendo el Saab de serie más potente y veloz construido hasta ese momento.

### Saab Automobile AB (1989)
En 1989, las tres grandes divisiones de Saab-Scania AB, se reestructuran en tres compañías independientes: Saab AB (Aviones); Scania AB (Vehículos Industriales) y Saab Automobile AB (Automóviles).

#### Saab 9-3 y 9-5

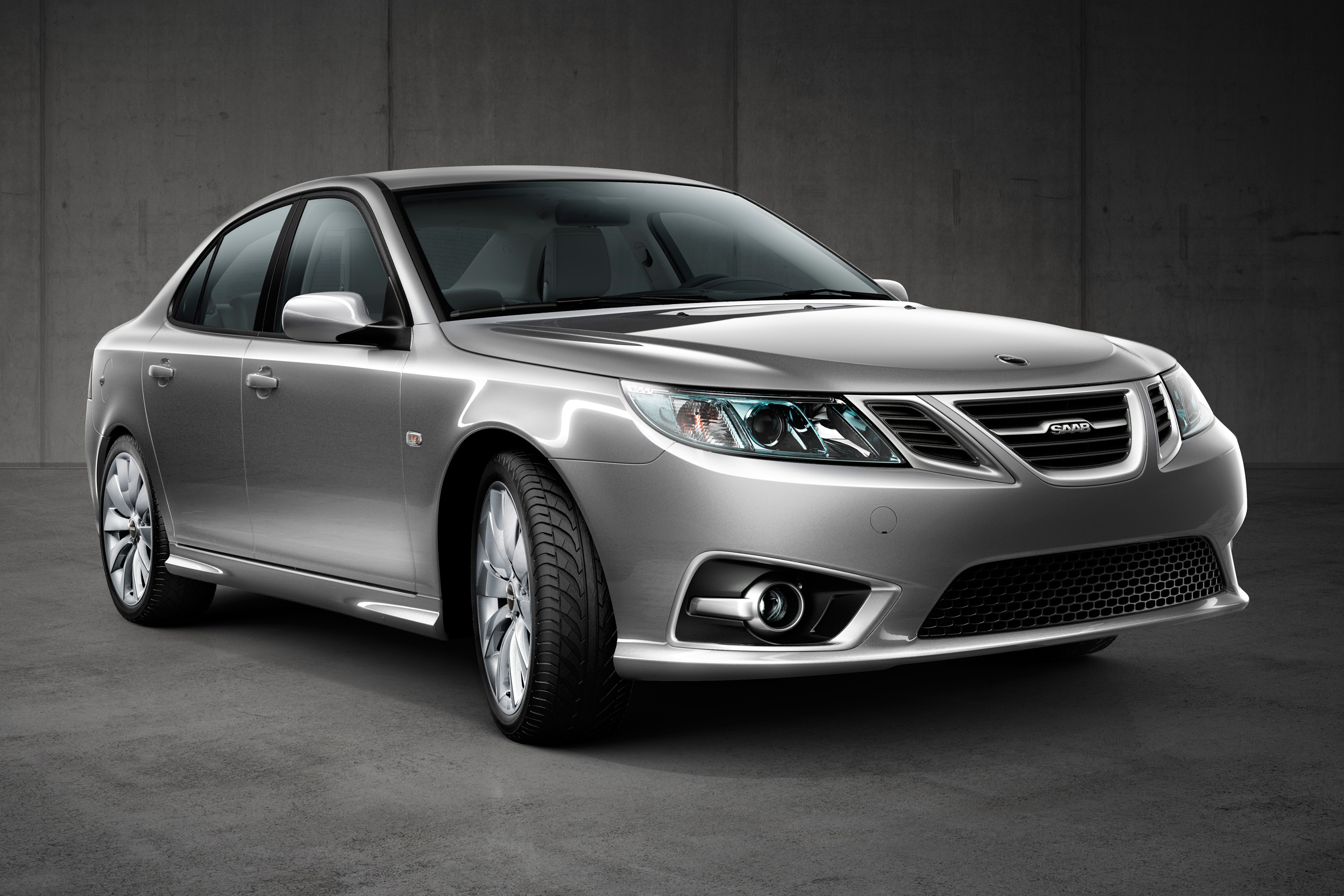
Saab 9-3 Aero Sedan MY14 in silver colour (2003).

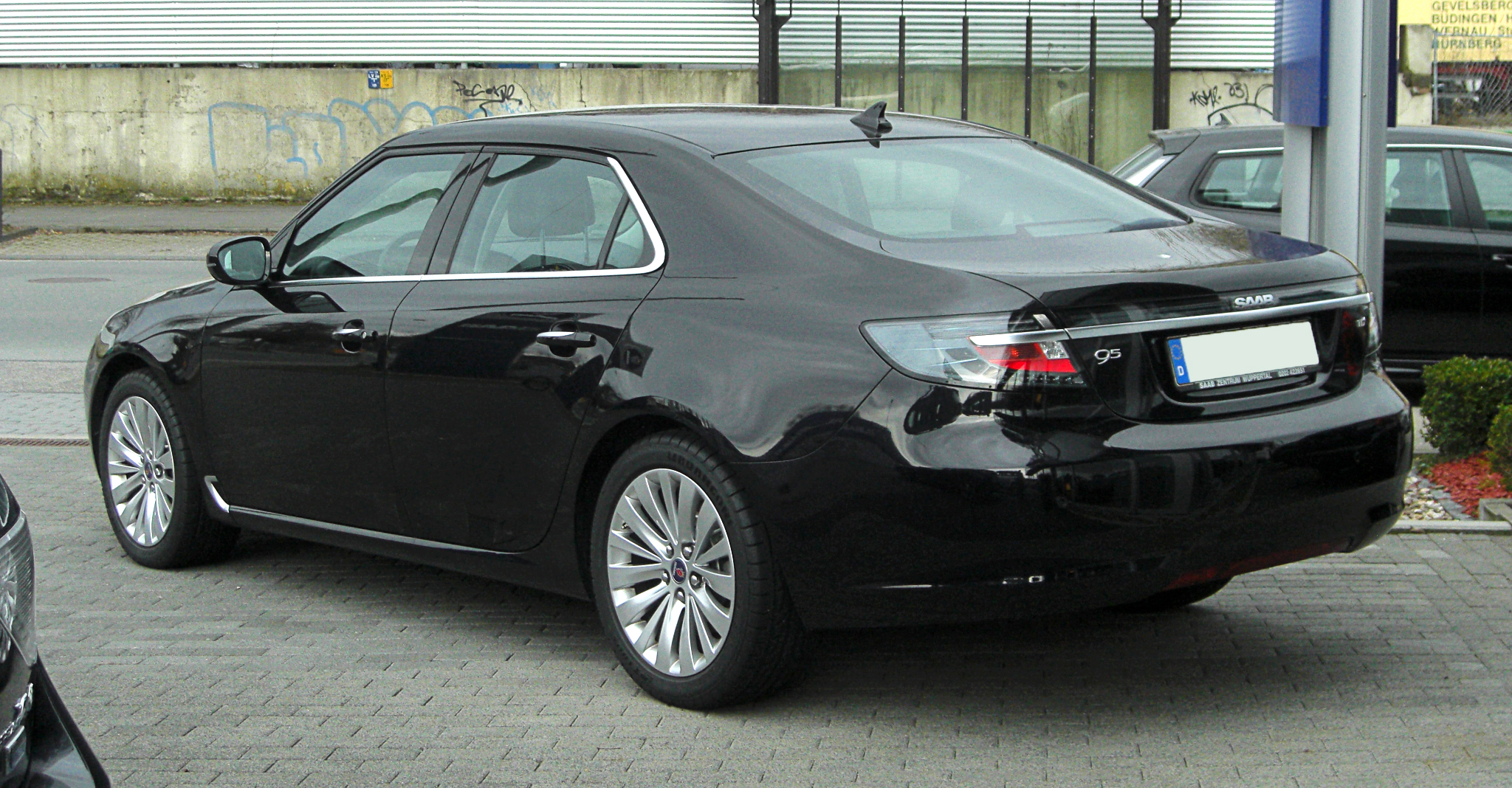
Saab 9-5 2.0 TiD Vector (2010).

En 1997 se presenta Saab 9-5. Sus motores de gasolina más destacados fueron un cuatro cilindros en línea de 2.3 litros de 260 CV, para la primera generación (1997-2010), y un V6 de 2.8 L de 300 CV para la segunda generación (2010-2011). El Saab 9-5 Station Wagon, el primer coche familiar de Saab en treinta años, se presentó en 1998.
En 1998 se crea el Saab 9-3, sobre la base del Saab 900. En el año 1999 Saab lanzó al mercado un 9-3 con un motor 2.3 heredado del 9-5 Aero, con 225cv. La segunda generación de 9-3 (2003-2010), llegaría a contar entre sus motores gasolina, con un seis cilindros en V de 2.8 litros y 230, 250 o 280 CV.

#### General Motors (2000)
En 1989 General Motors (GM) había adquirido ya el 50% de la compañía automotriz, Saab Automobile AB, con una inversión de 600$ millones, y en 2000 ejerció su opción de adquirir el 50% restante por 125$ millones adicionales, por lo que el 100% de Saab Automobile AB pasó al Grupo GM. La nueva propiedad produjo su primer automóvil con la segunda generación del Saab 9-3, en el año 2003. El nuevo modelo, abandonó la icónica personalidad de Saab en favor de un enfoque más convencional y comercial.
Bajo la dirección de GM, fueron introducidos en el mercado estadounidense, en el año 2005, el Saab 9-2X (basado en el Subaru Impreza) y el Saab 9-7X (basado en el Chevrolet Trailblazer), con la intención de mejorar las ventas, pero ambos modelos tuvieron un fracaso de crítica y comercial y su producción fue cancelada en 2006 y 2008, respectivamente. GM también canceló un reemplazo del 9-5 previsto para 2005 y anunció el cambio de producción de la fábrica histórica de Saab en Trollhättan (Suecia) a la fábrica de Opel en Rüsselsheim (Alemania).

#### Spyker Cars N.V.
En 2010, tras importantes problemas económicos, GM vende Saab Automobile AB al fabricante neerlandés Spyker Cars N.V. Pero nuevos problemas económicos conducen a la quiebra de Saab Automobile AB en diciembre de 2011.
En ese mismo año reportó ingresos por 693 000 000 € y beneficios por 331 000 000 €, que en ambos casos fueron menores que el año inmediato anterior.
En 2011 tenía una plantilla total de 3200 empleados.

#### National Electric Vehicle Sweden (2012)
El 13 de junio de 2012, en una rueda de prensa, se anunció que la mayoría de los activos en uso de la antigua Saab Automobile AB, así como sus filiales Saab Automobile Powertrain AB y Saab Automobile Tools AB y la planta de producción de la Saab habían sido adquiridas por una firma inversora china llamada National Electric Vehicle Sweden (NEVS). Saab Automobile Parts AB no fue incluida en el acuerdo de compra y la Oficina Nacional Sueca de Deudores continuará siendo su propietaria hasta que un mejor postor aparezca. El plan de la sociedad NEVS era el de producir únicamente automóviles de propulsión eléctrica, comenzando con una versión de dicha motorización para el modelo Saab 9-3, y posteriormente continuar con el desarrollo del reemplazo de dicho modelo, el Phoenix. GM continuó denegando la licencia de la tecnología para el Saab 9-5 y 9-4X, por lo que esos modelos tuvieron que interrumpir su producción. Tampoco los derechos de uso de la marca Saab fueron otorgados por Saab AB y Scania AB a NEVS. Las negociaciones sobre ese asunto lamentablemente fracasaron en 2014 y la división de automóviles, Saab Automobile AB tuvo que dejar de existir como marca, continuando únicamente las divisiones de aviación y vehículos industriales de Saab AB y Scania AB.

## Plantas y cifras de producción

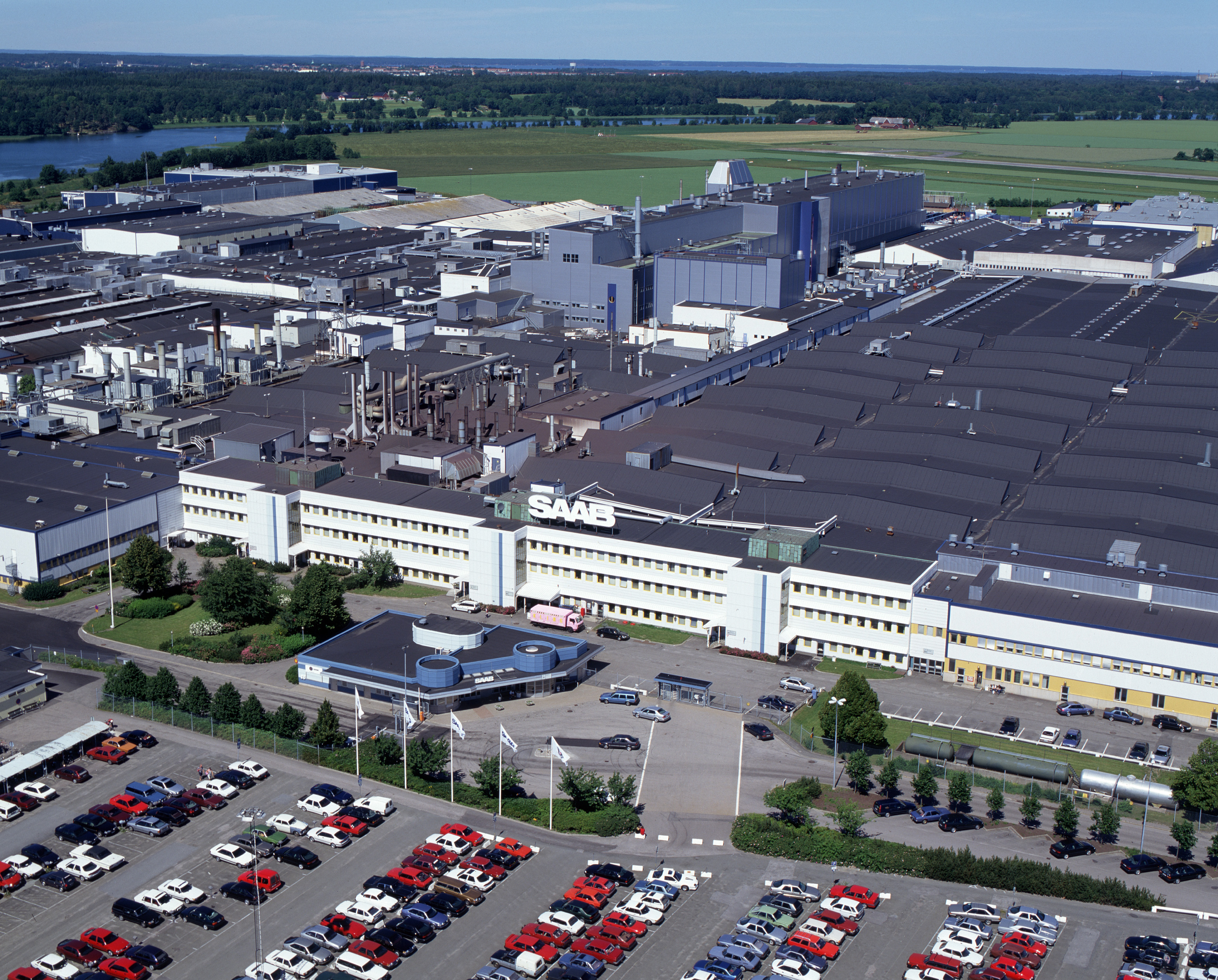
Factoría de Saab Automobile en Trollhättan.

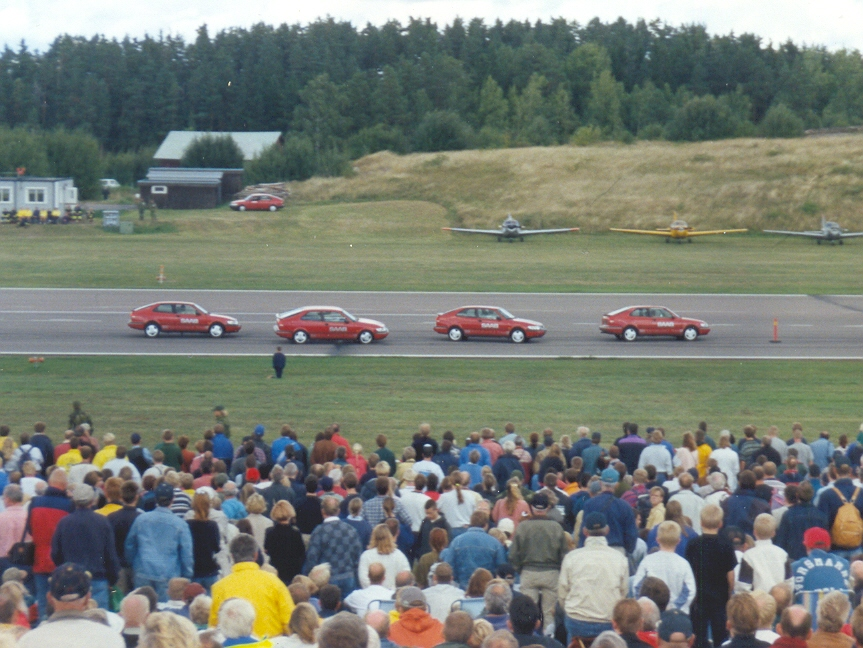
Exhibición de Saab Automobile.

Saab fabricaba varios modelos en su dos Plantas localizadas en la ciudad de Trollhattan en Suecia;entre 1945 y 2012.La producción total de Saab Automobile en 2007 fue de 102,915 vehículos producidos.
| País               | Automóviles (2011) | Automóviles (2010) | Automóviles (2009) | Automóviles (2008) | Automóviles (2007) | Modelos                        |
| ------------------ | ------------------ | ------------------ | ------------------ | ------------------ | ------------------ | ------------------------------ |
| Suecia Trollhättan | 17,520             | 32,048             | 20,950             | 75,073             | 102,915            | 9-3 y 9-5, todas las versiones |
| Total              | 17,520             | 32,048             | 20,950             | 75,073             | 102,915            |                                |

## Productos

### Históricos
- Saab 92 - con motor de 2 tiempos
- Saab 93 - 2T
- Saab 94 - Sonett I (2T)
- Saab 95 - 2T y V4
- Saab 96 - 2T y V4
- Saab 97 - Sonett II (2T y V4) y Sonett III (V4)
- Saab 99
- Saab 900 - ‹Clásico› y ‹Nueva Generación› (NG)
- Saab 9000

### Últimos modelos
- Saab 9-3 (1998-2014)
- Saab 9-5 (1997-2012)

### Prototipos
- Ursaab (1946)
- Saab Catherina Targa (1964)
- Saab Paddan-The Toad (1966)
- Saab EV-1 (1985)
- Saab 9-X, (2001)

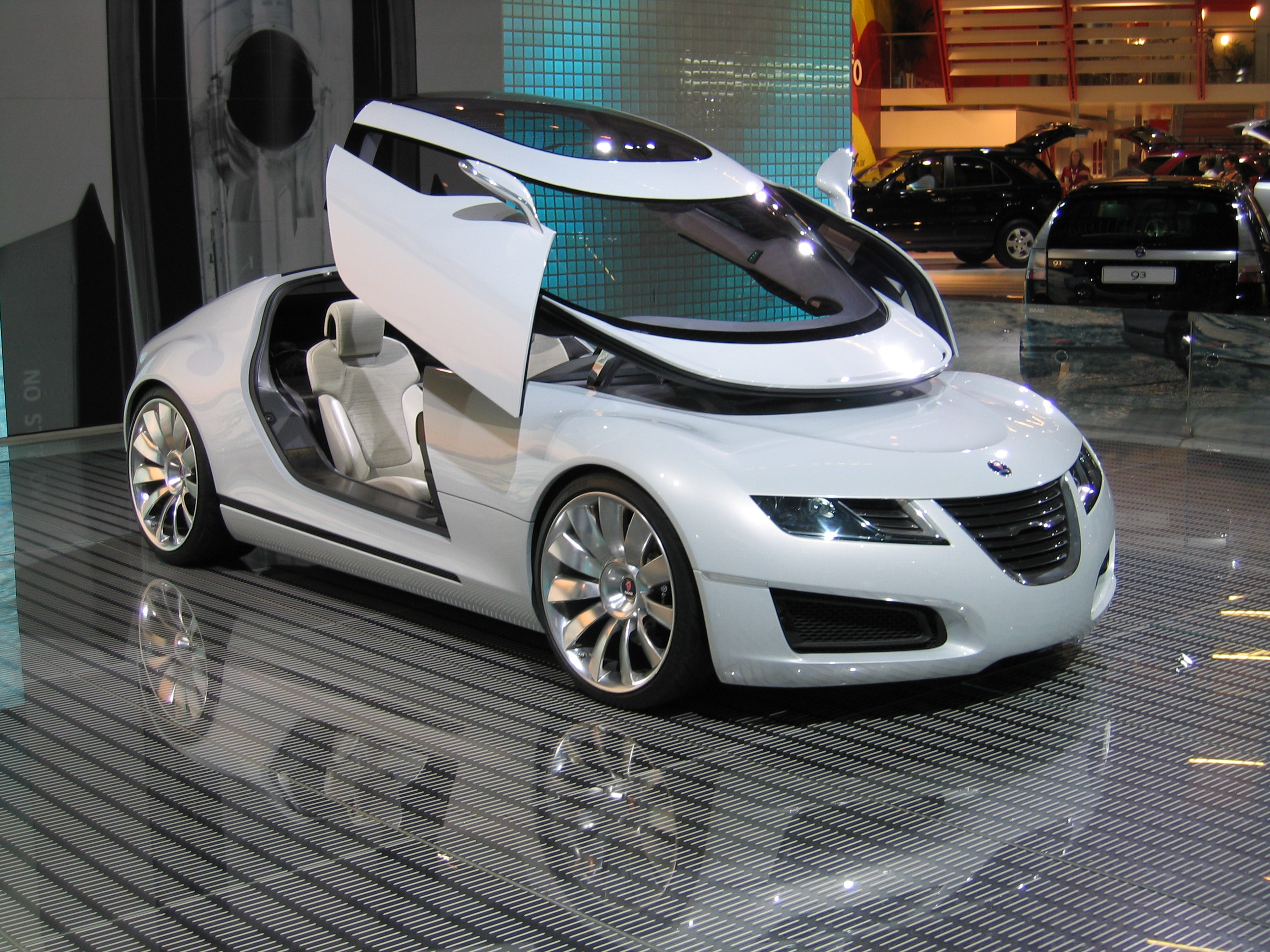
Saab Aero X (2006)

- Saab Aero X (2008) Salón del Automóvil de Ginebra 2006. V6 biturbo de etanol, 2.8 L y 400 CV.[23]
- Saab PhoeniX (2011) Salón de Ginebra 2011, motor híbrido de 200 CV.[18]

### Otros modelos
- Saab quantum I, II, III, IV y V (1959-65)
- Saab 98 (1974)
- Saab-Lancia 600 (1981) - Colaboración con Lancia en el modelo Delta.[6]
- Saab 90 (1984)
- Saab 9-2x (2004) - Colaboración con Subaru para el mercado USA.[6]
- Saab 9-7X (2004)
- Saab 9-1 (2010).[24][25][26]
- Saab 9-4X (todoterreno) (2009)[27]

## Galería

### Históricos

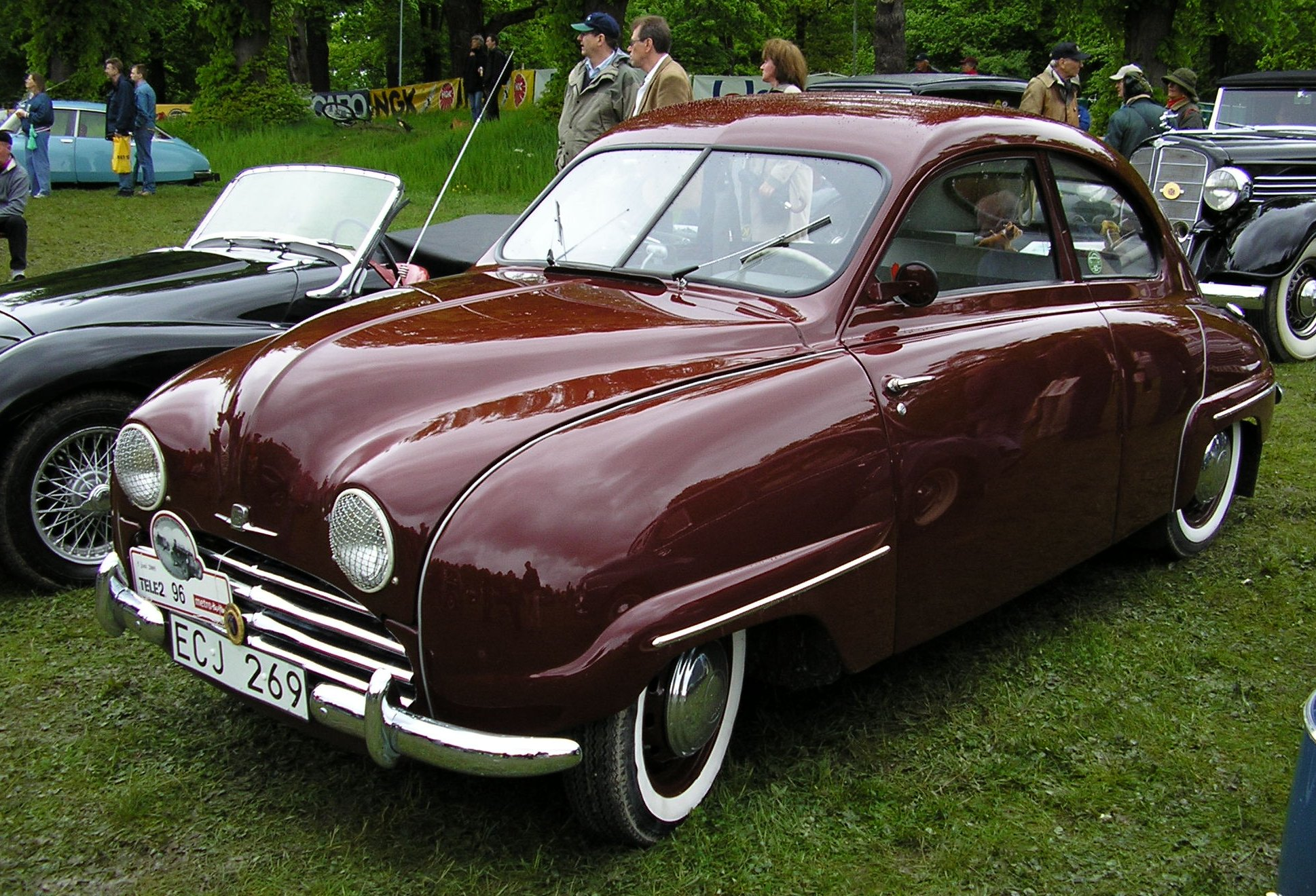
Saab 92 (1949-56)
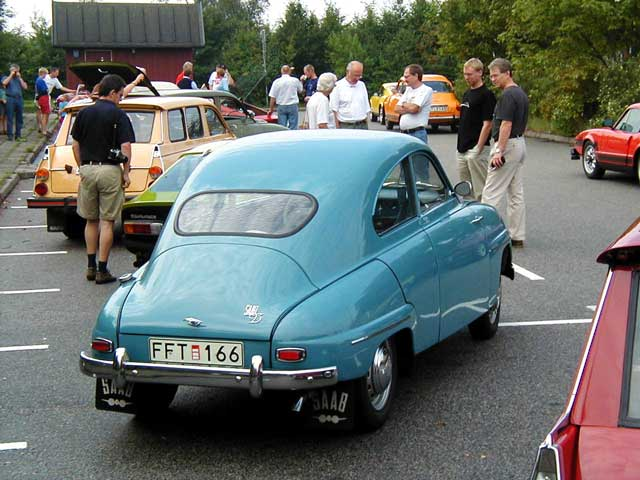
Saab 93 (1955-60)
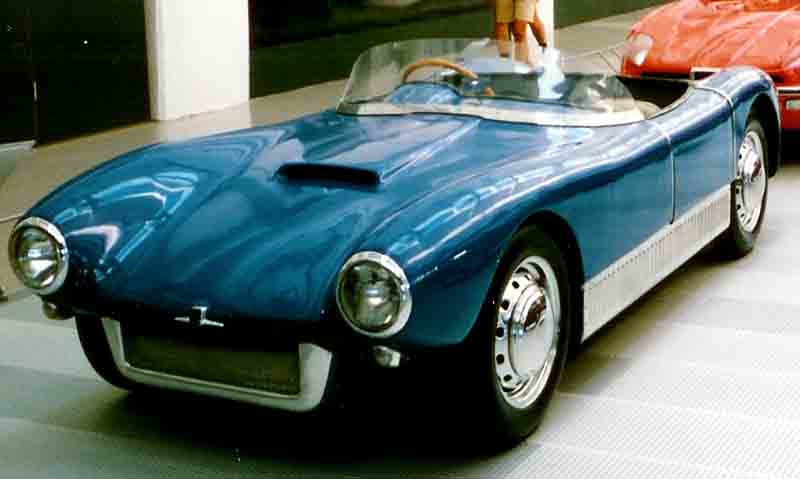
Saab 94 Sonett I (1956-57)
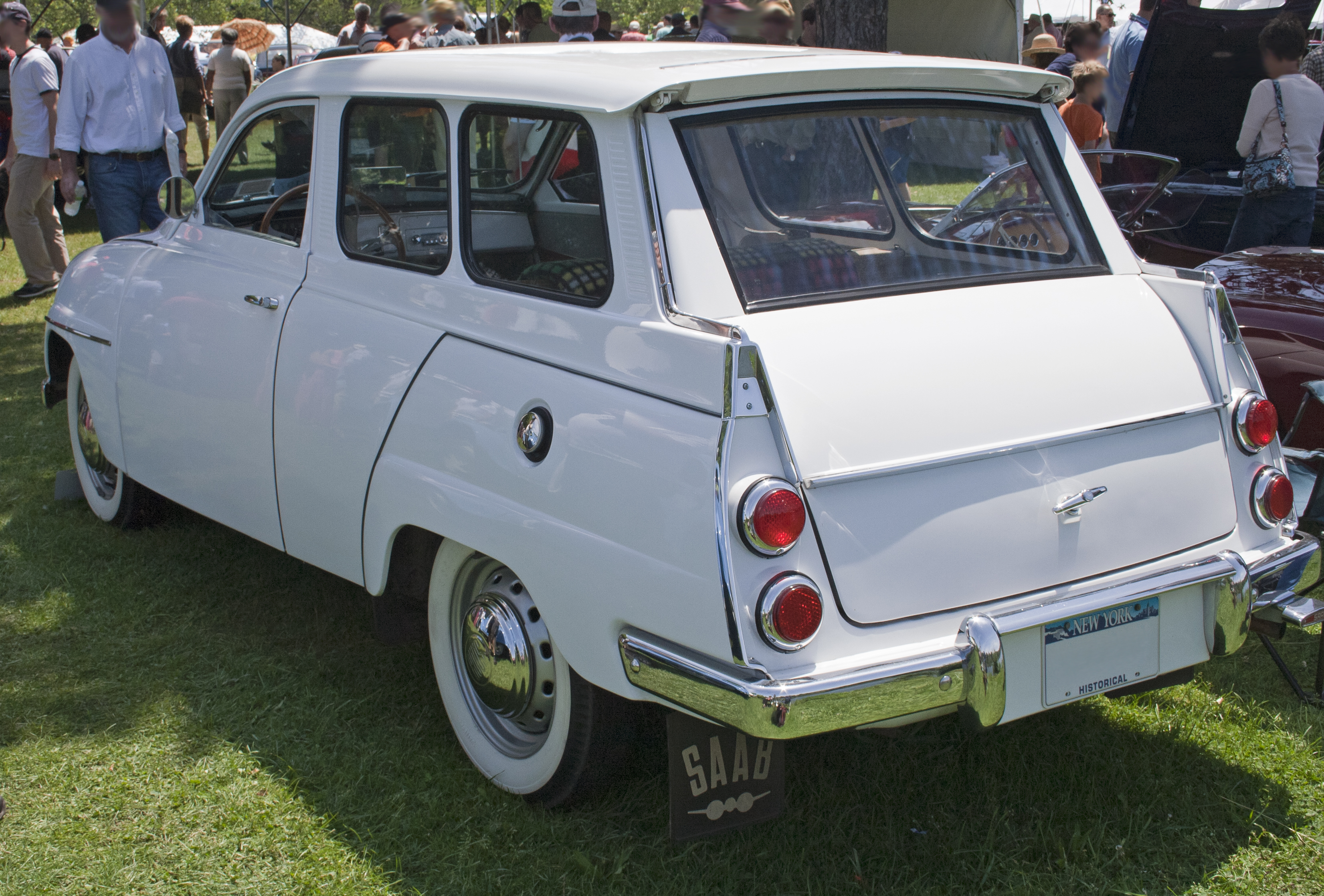
Saab 95 Station Wagon (1959-78)
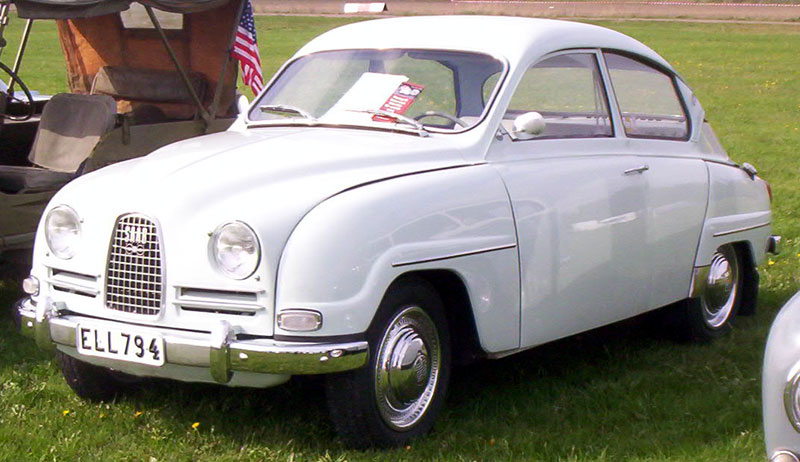
Saab 96 2T (1960-65)
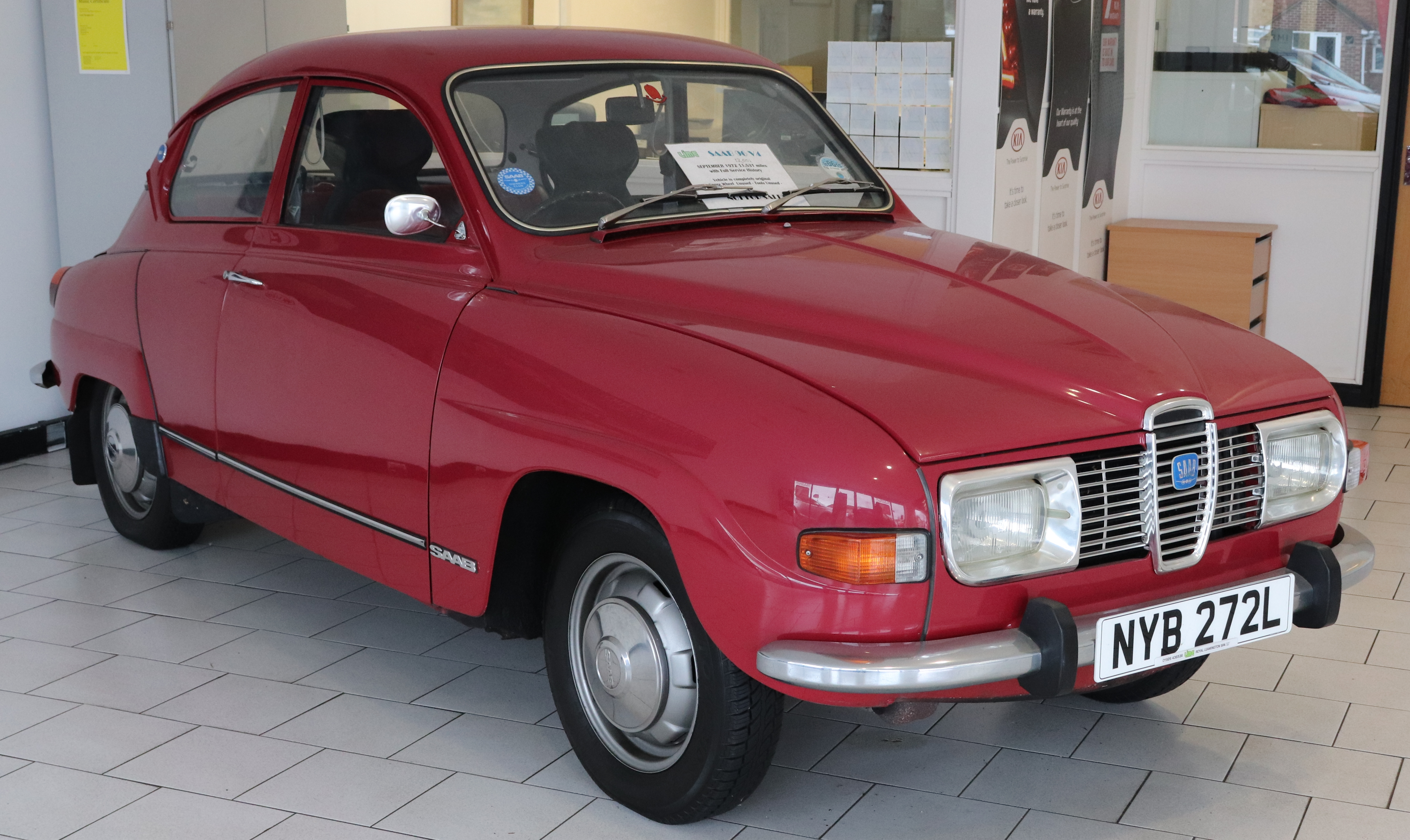
Saab 96 V4 (1964-80)
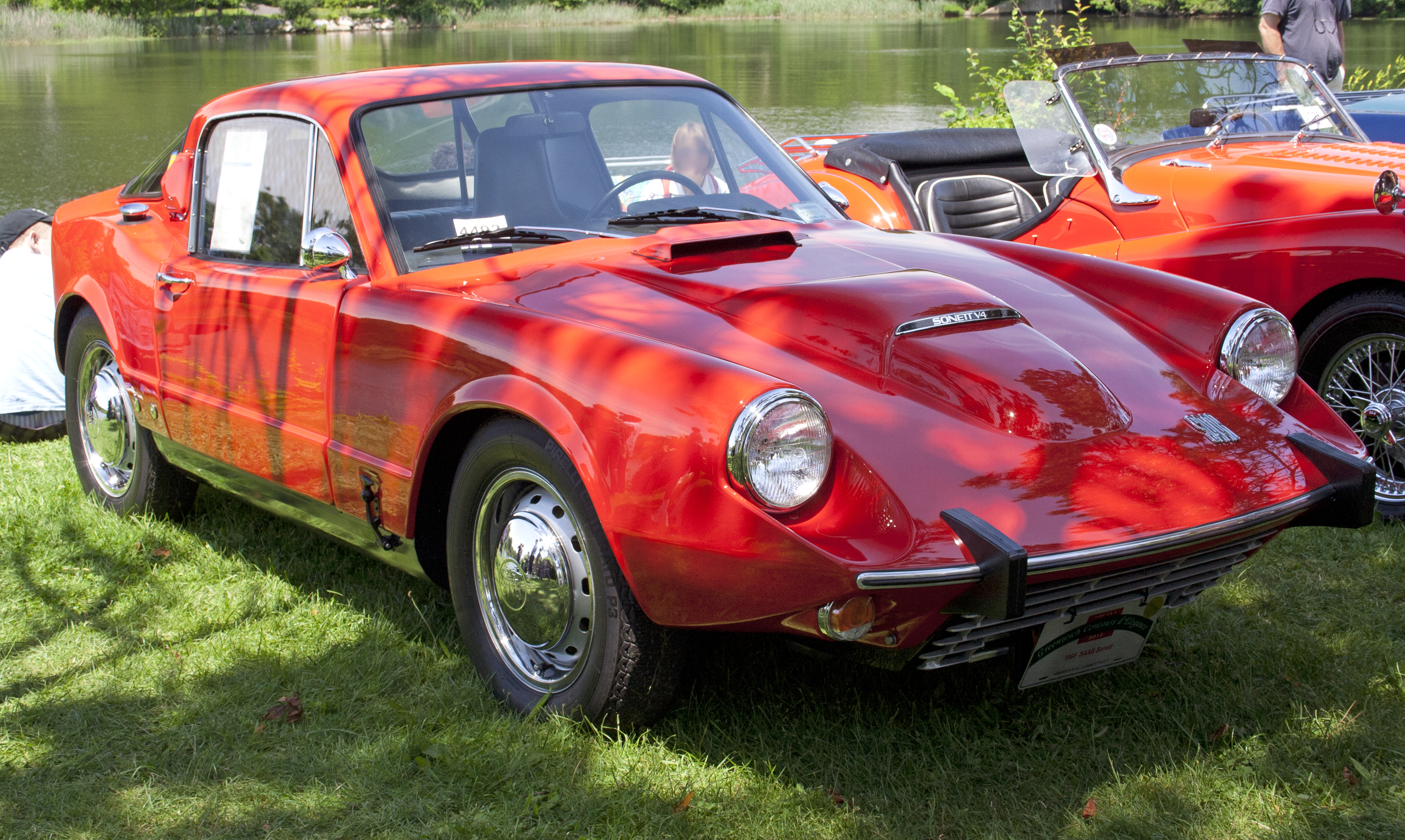
Saab 97 Sonett II (1966-69)
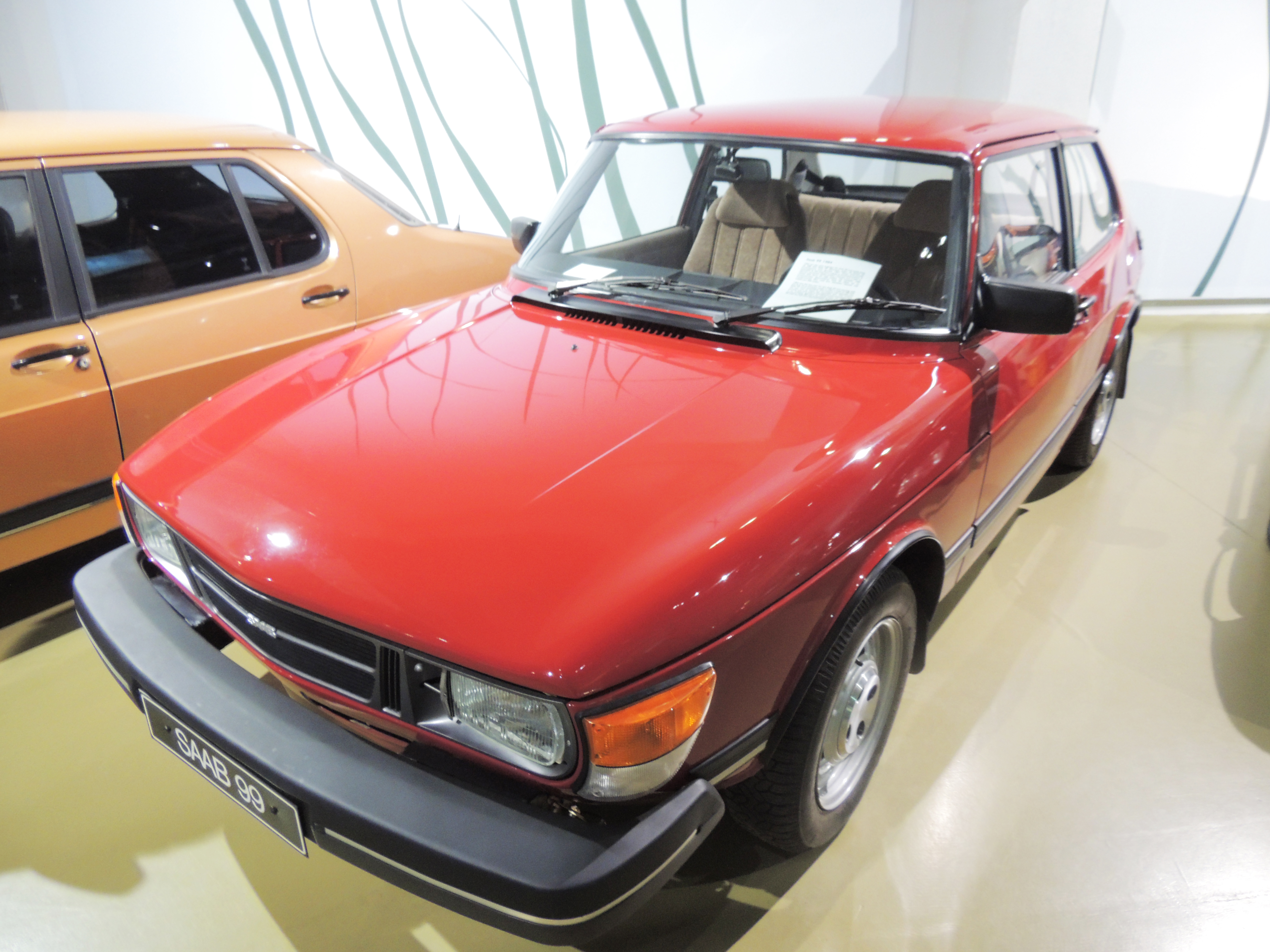
Saab 99 (1968-84)
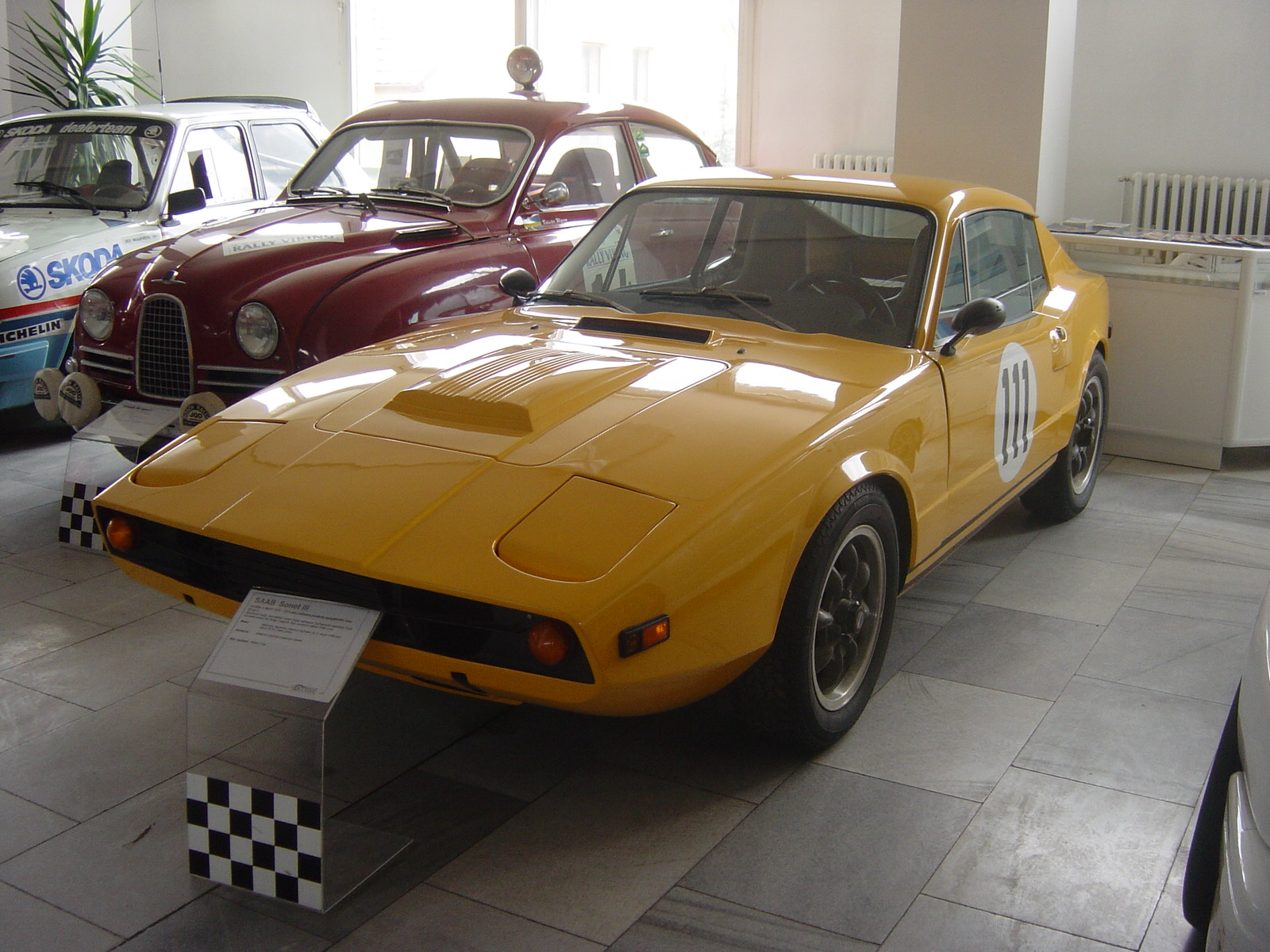
Saab 97 Sonett III (1970-74)
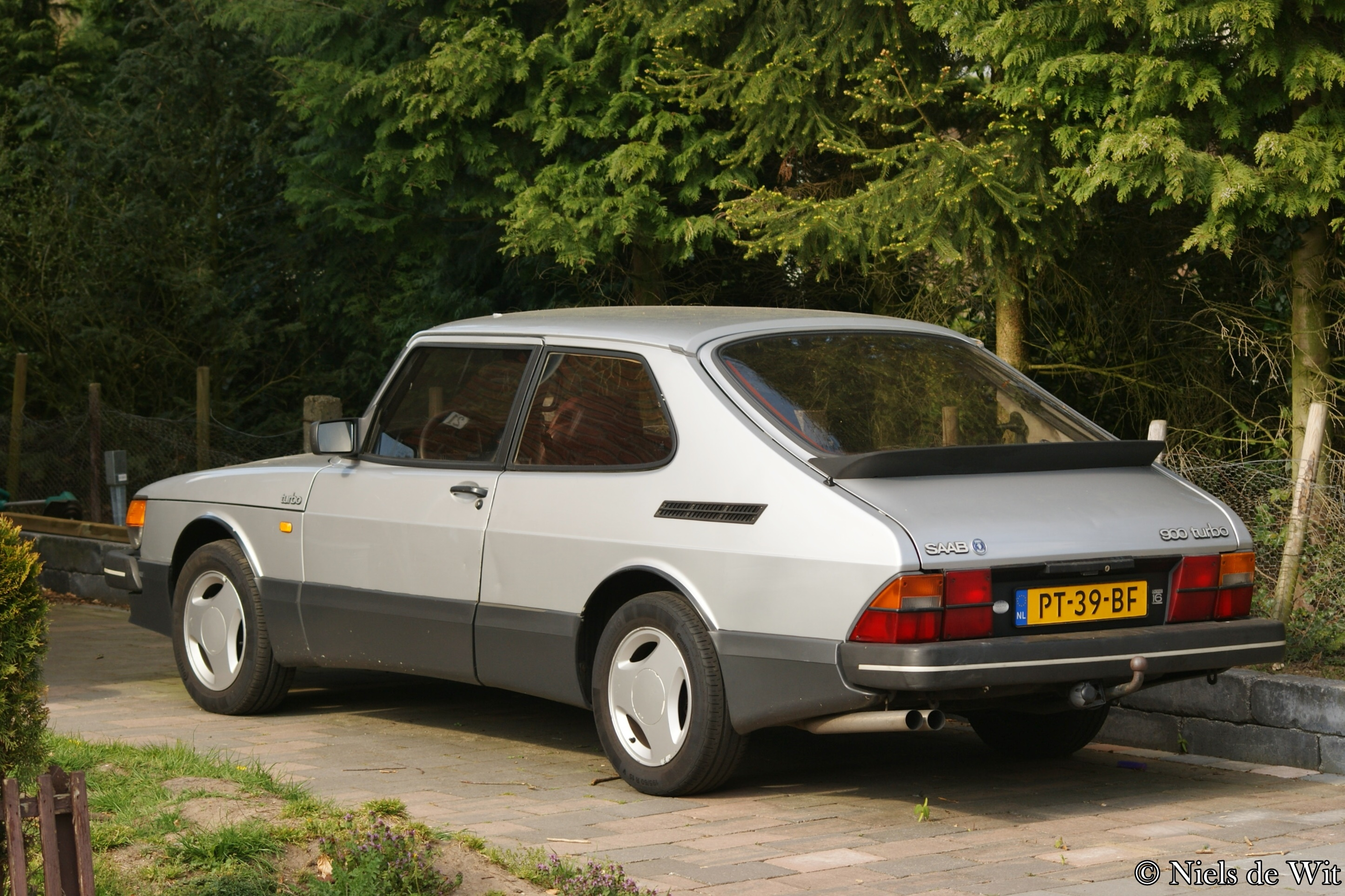
Saab 900 (1978-98)
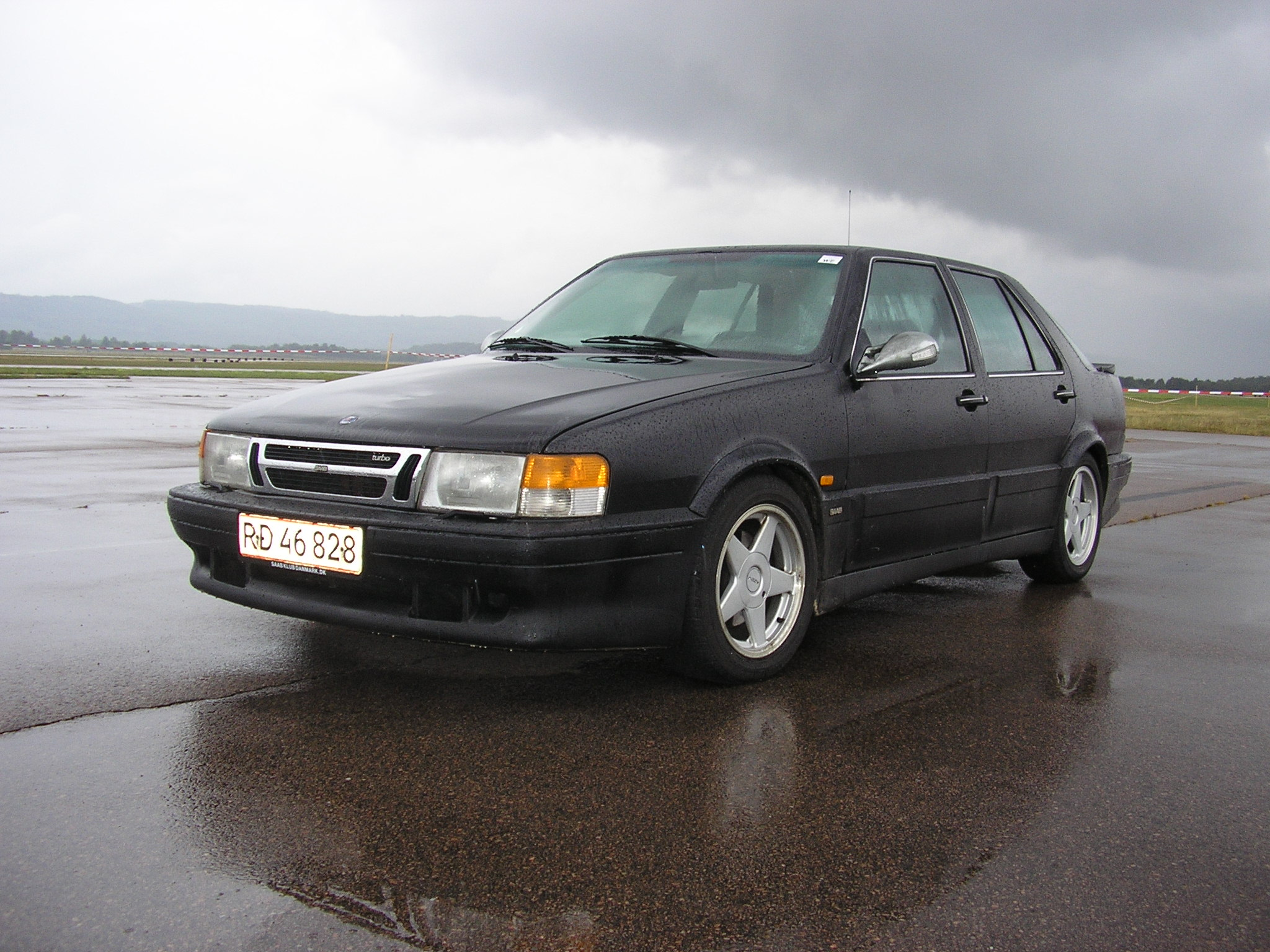
Saab 9000 (1984-98)

### Últimos Modelos

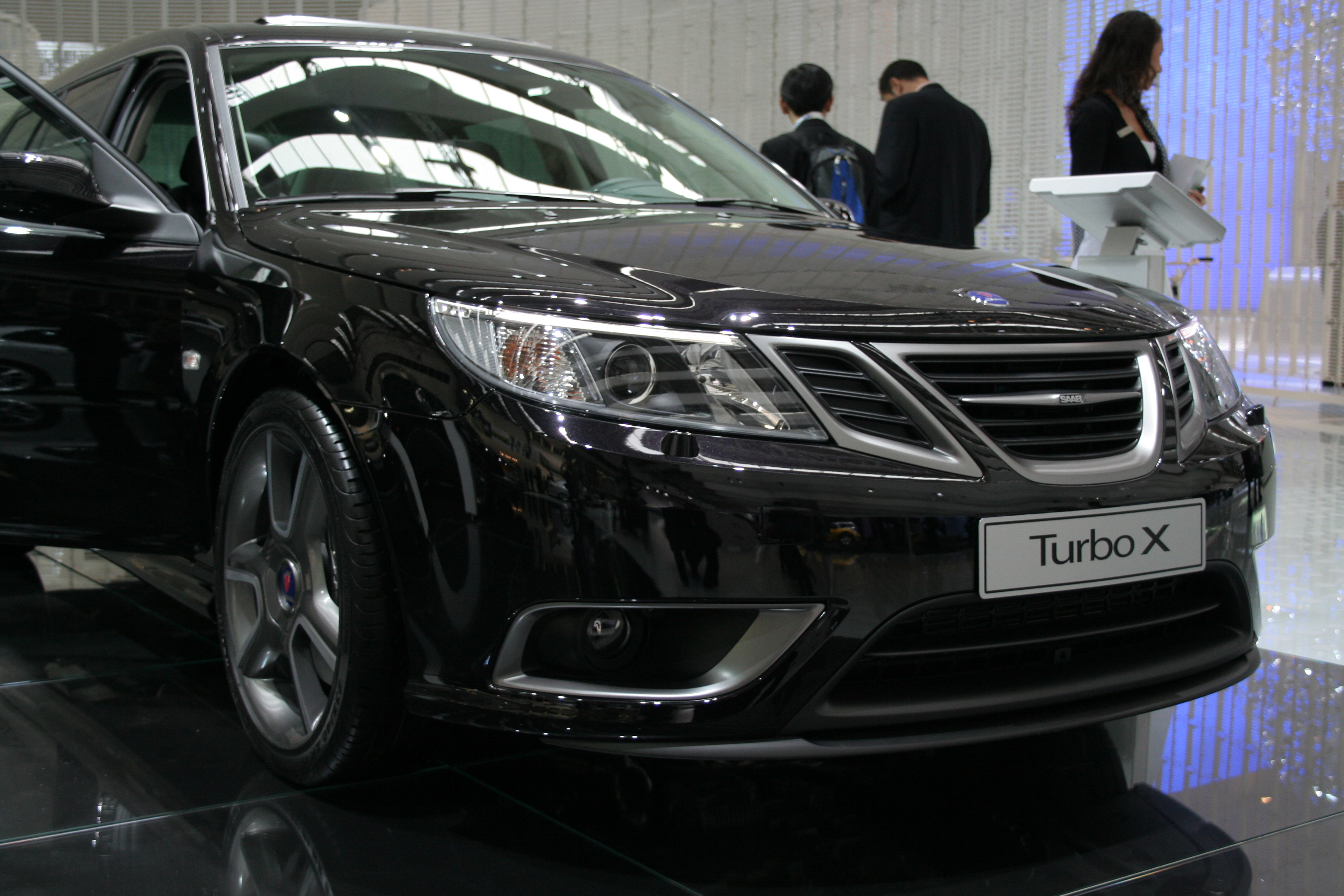
Saab 9-3 (1998-2010)
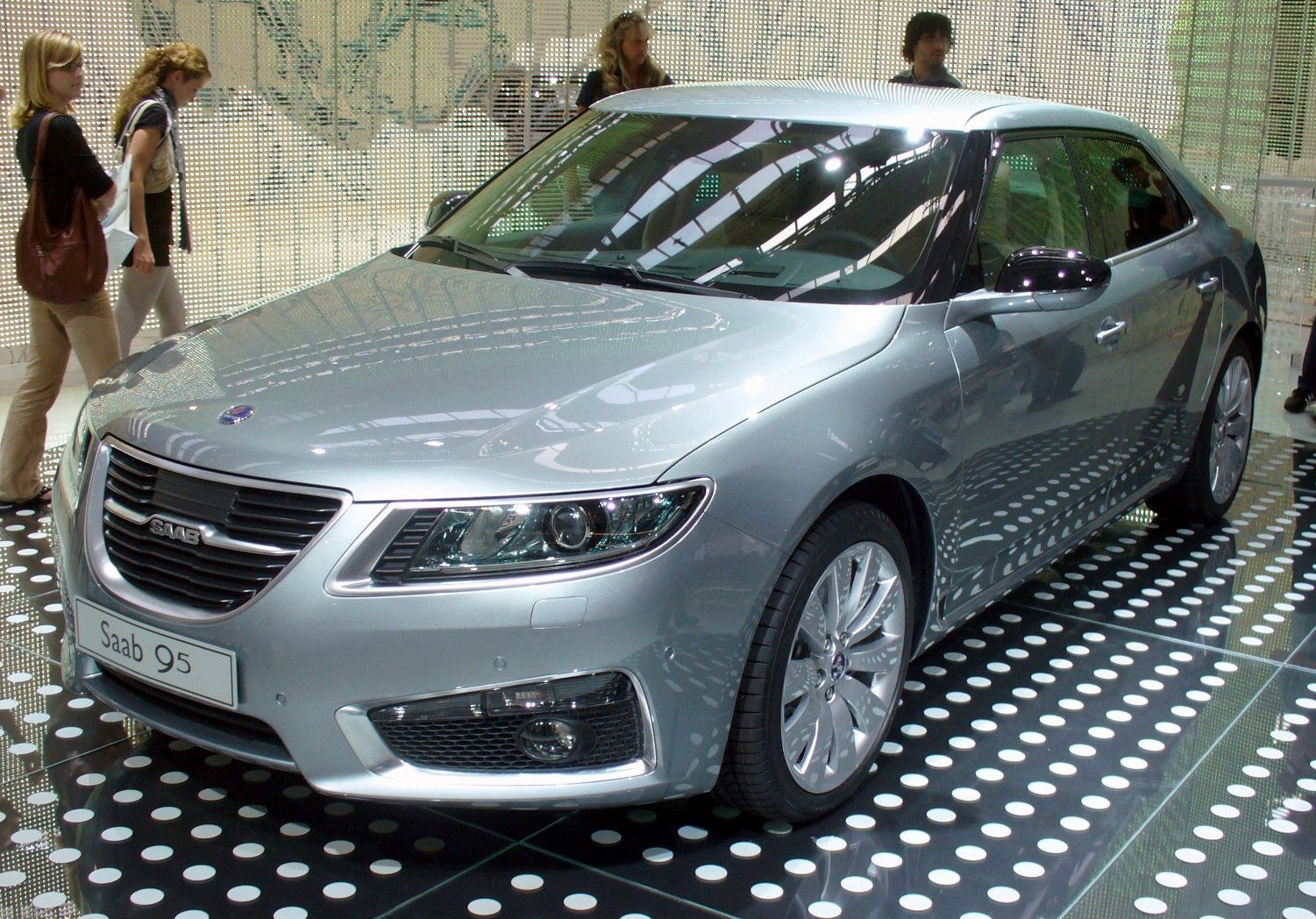
Saab 9-5 (1997-2011)

### Prototipos

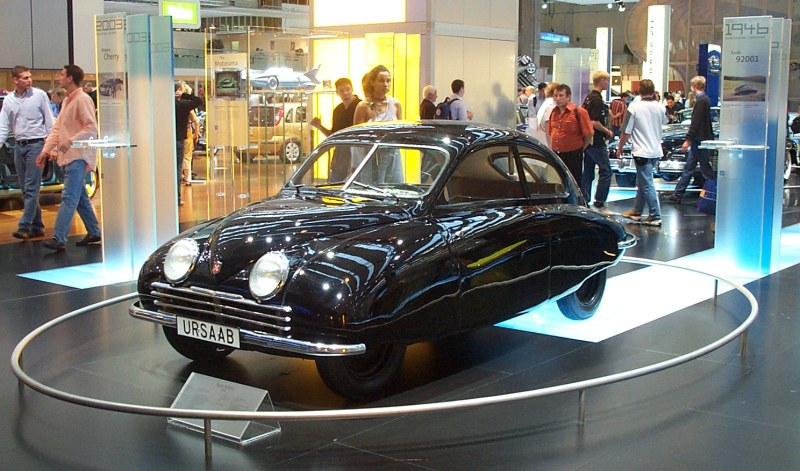
'Ursaab' (1946)
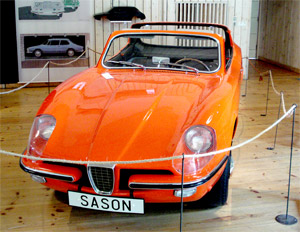
Saab Catherina Targa (1964)
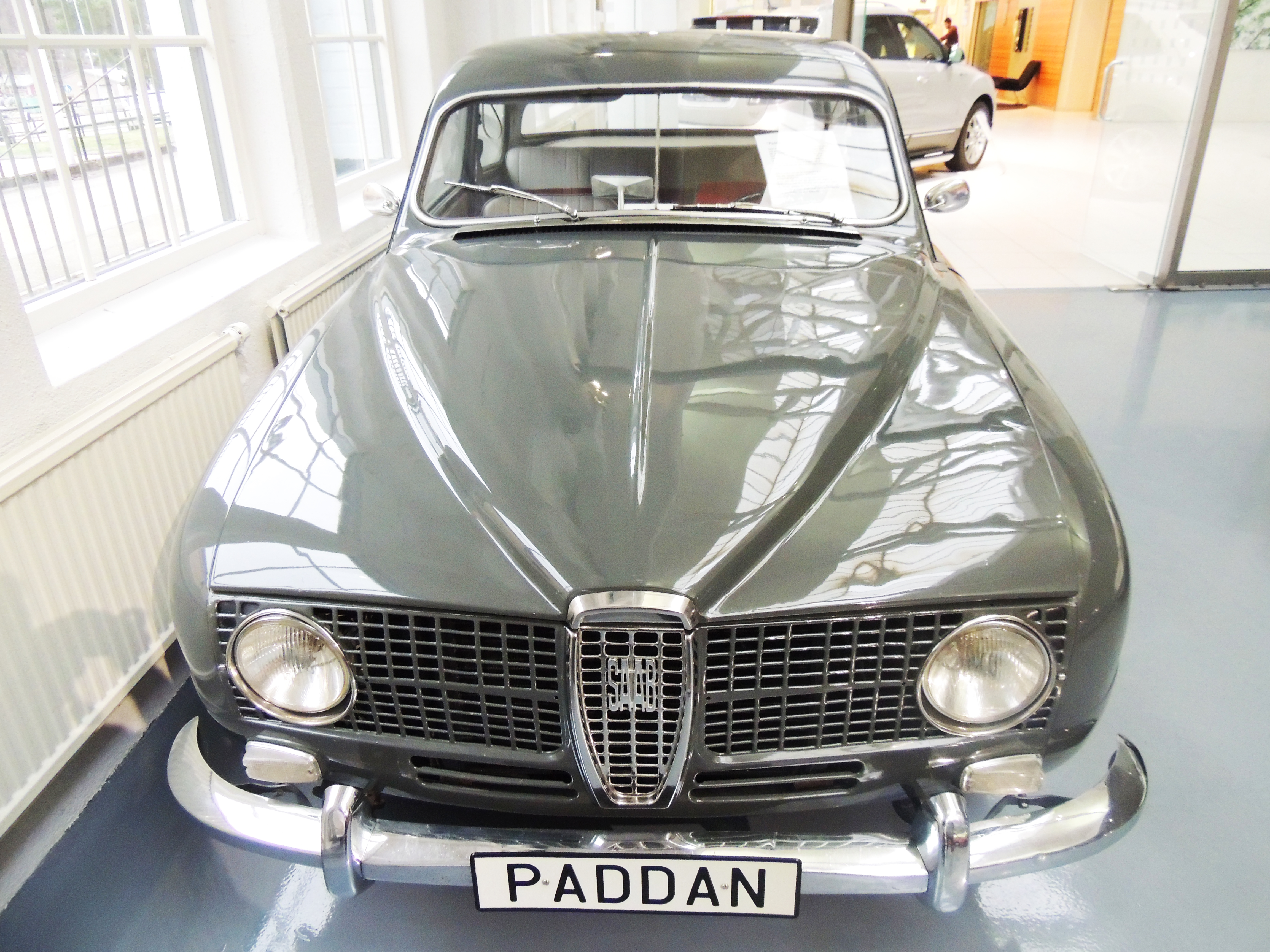
Saab Paddan-The Toad (1966)
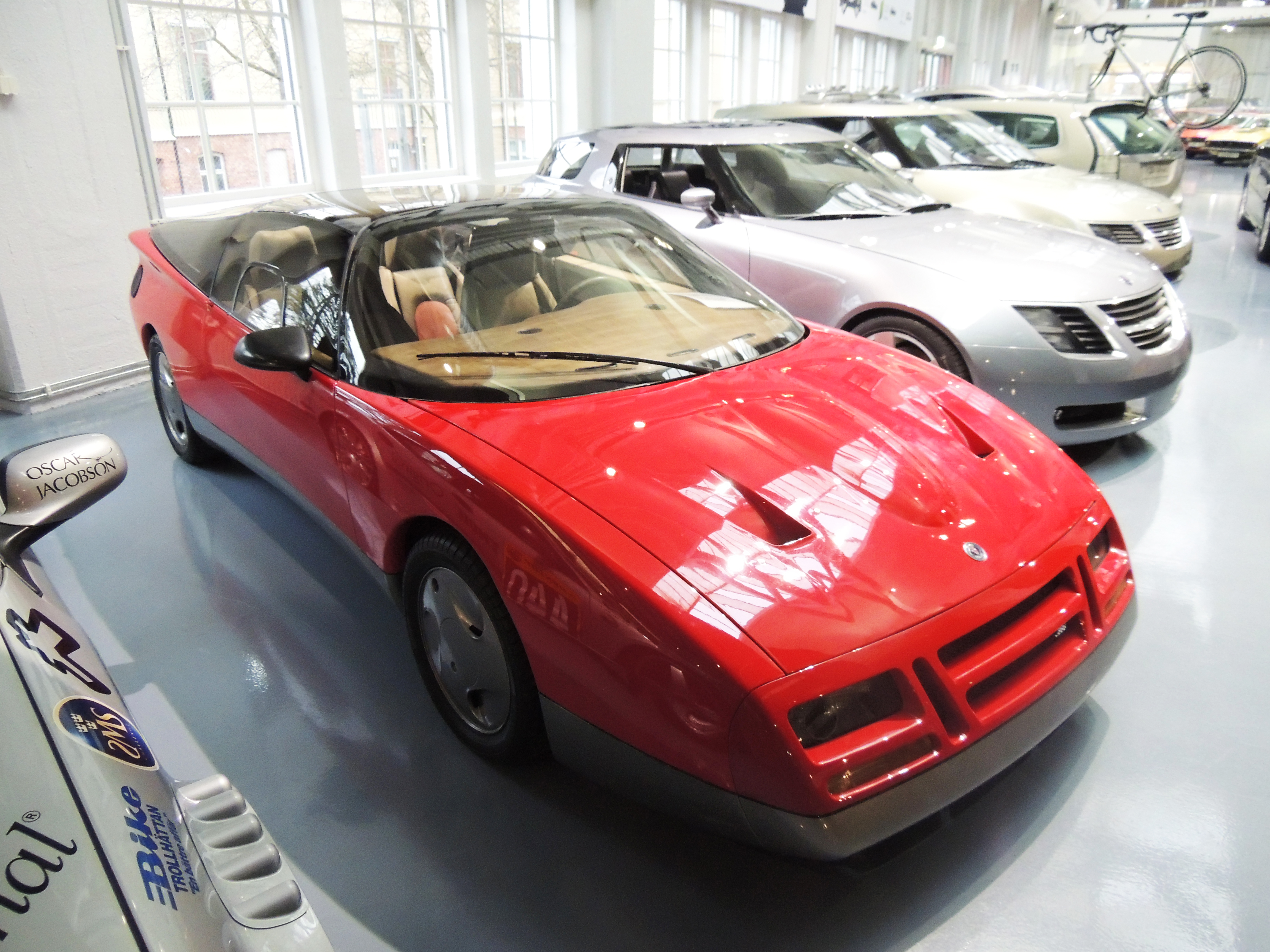
Saab EV-1 (1985)
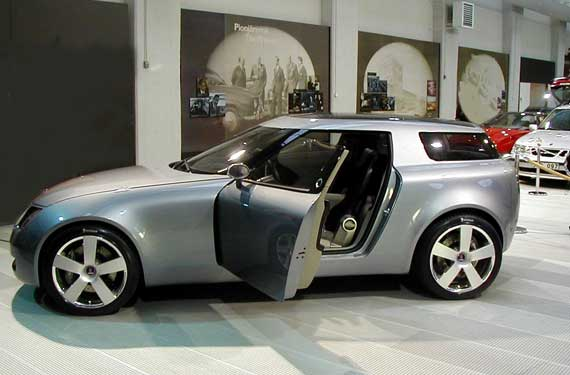
Saab 9-X, (2001)
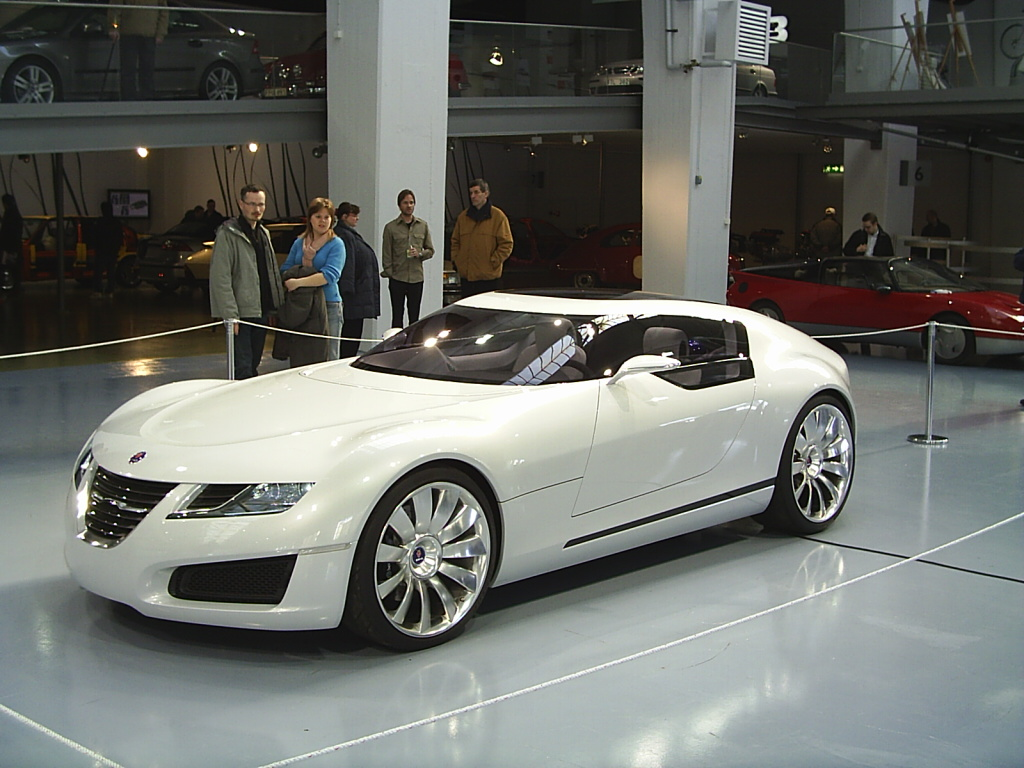
Saab Aero X (2008)
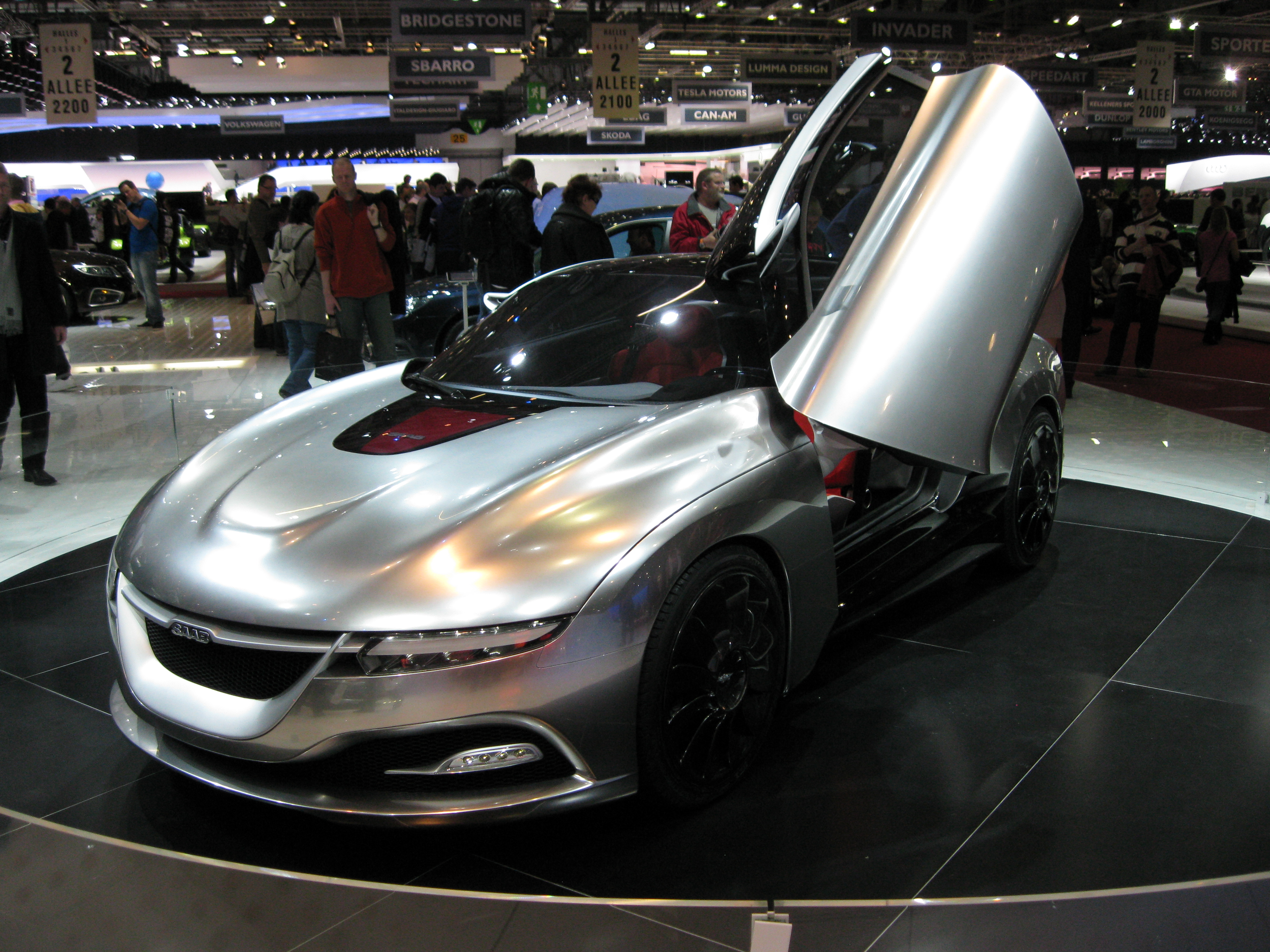
Saab PhoeniX (2011)

### Otros modelos

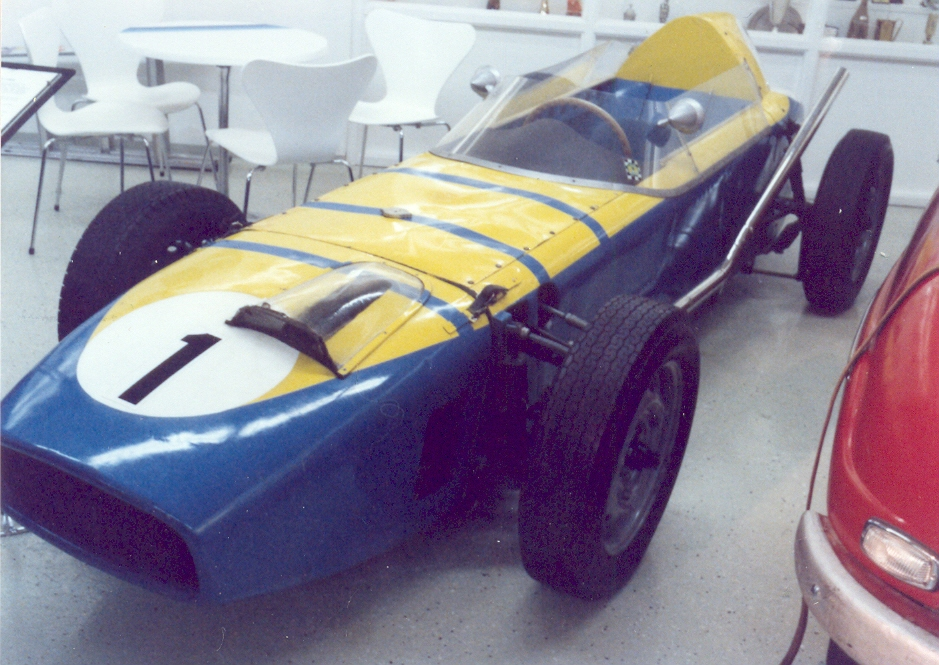
Saab Formula Junior (1960)
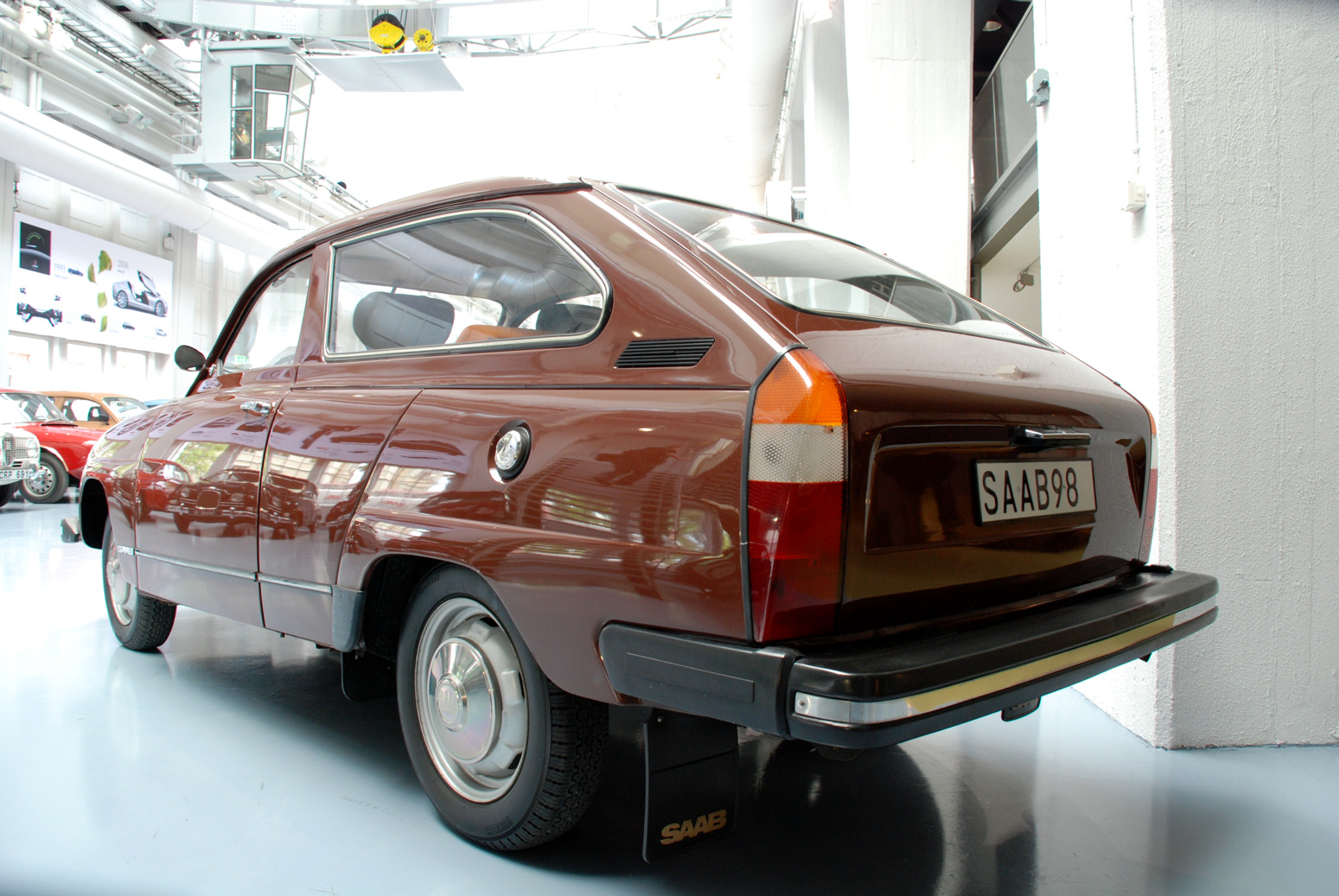
Saab 98 (1974)
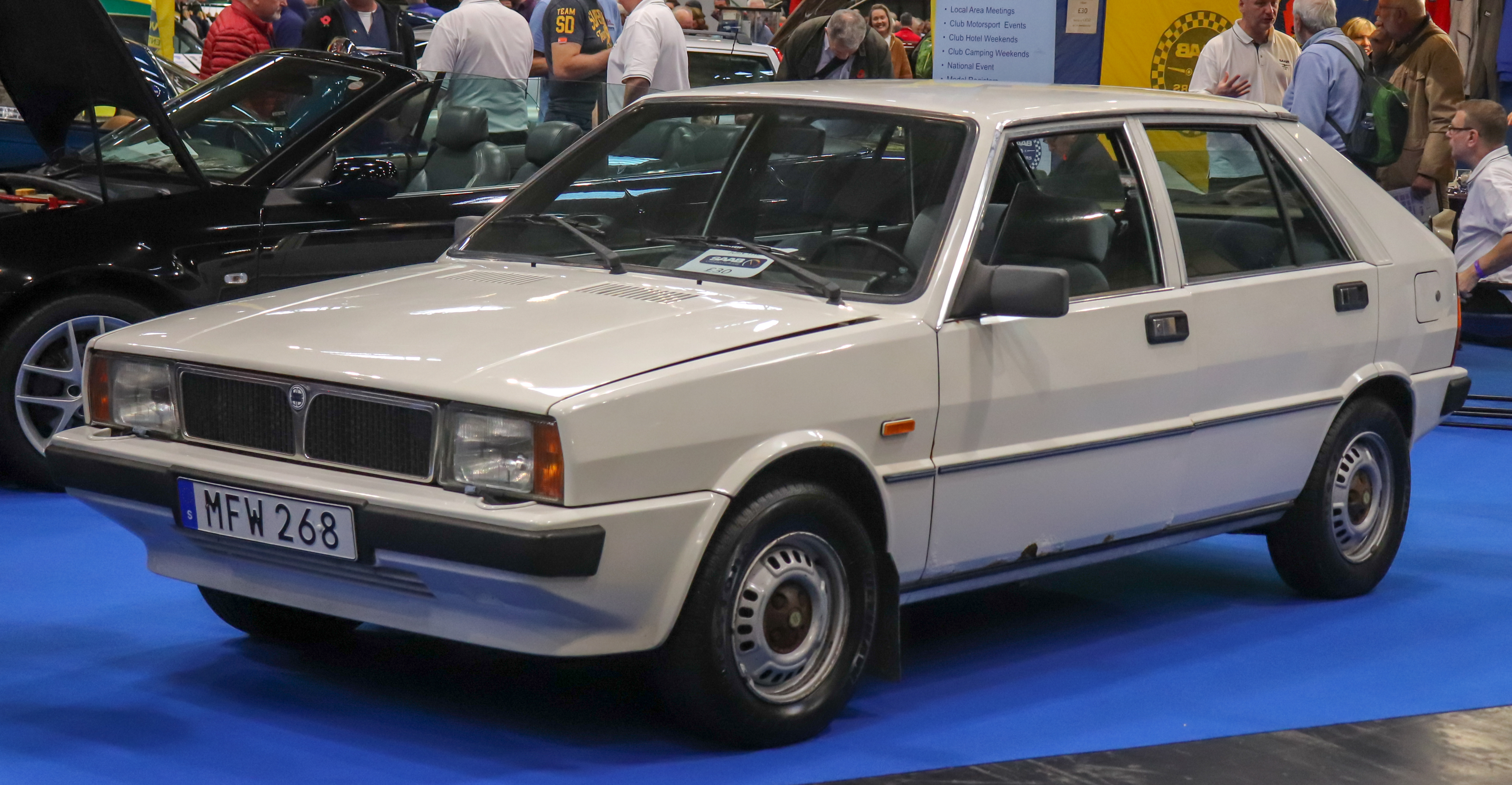
Saab-Lancia 600 (1980-82)
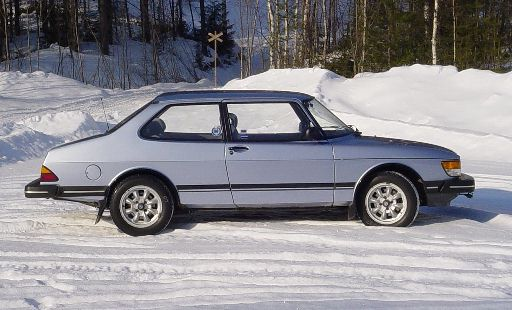
Saab 90 (1984-87)
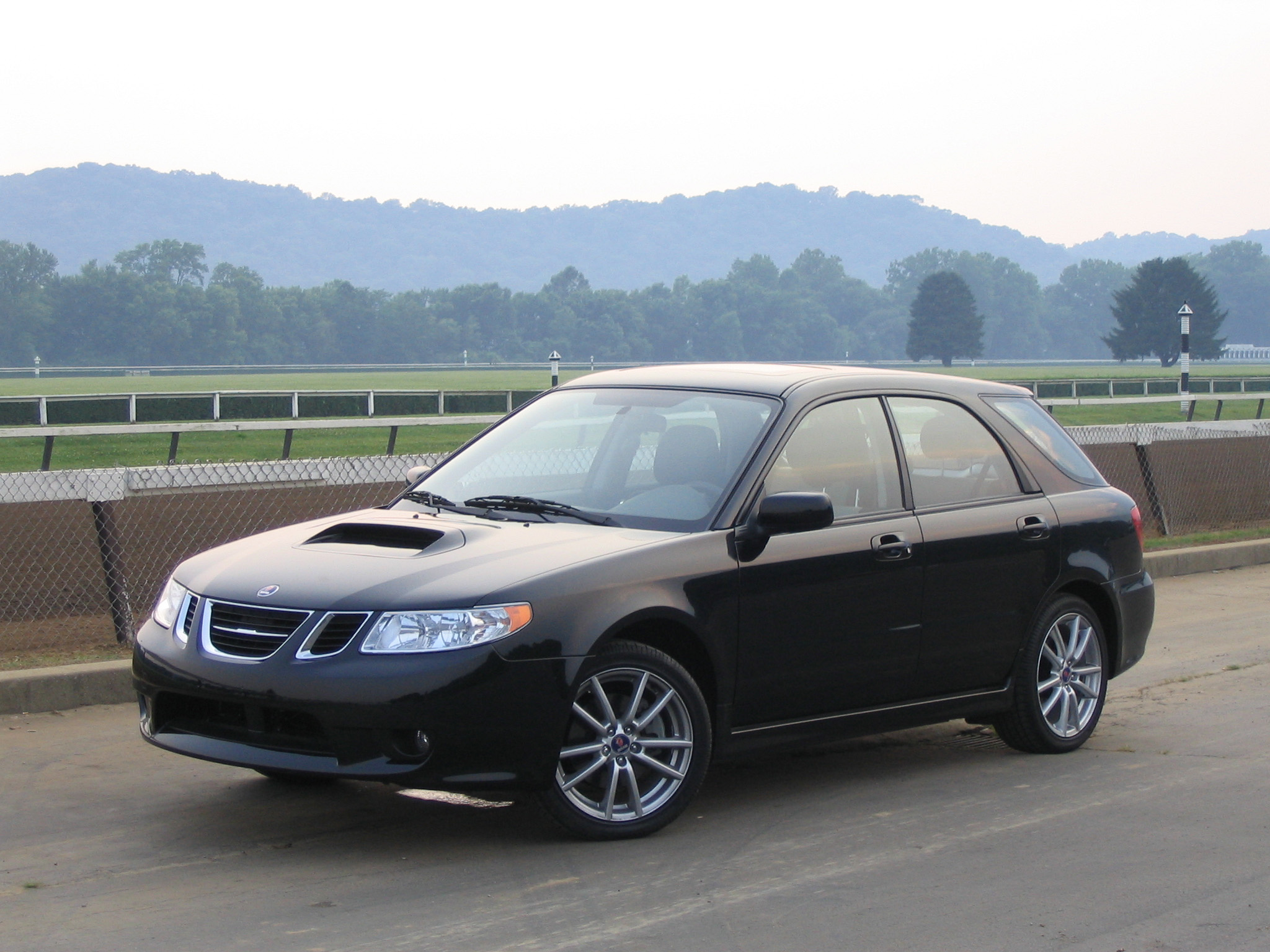
Saab 9-2X (2004-06)
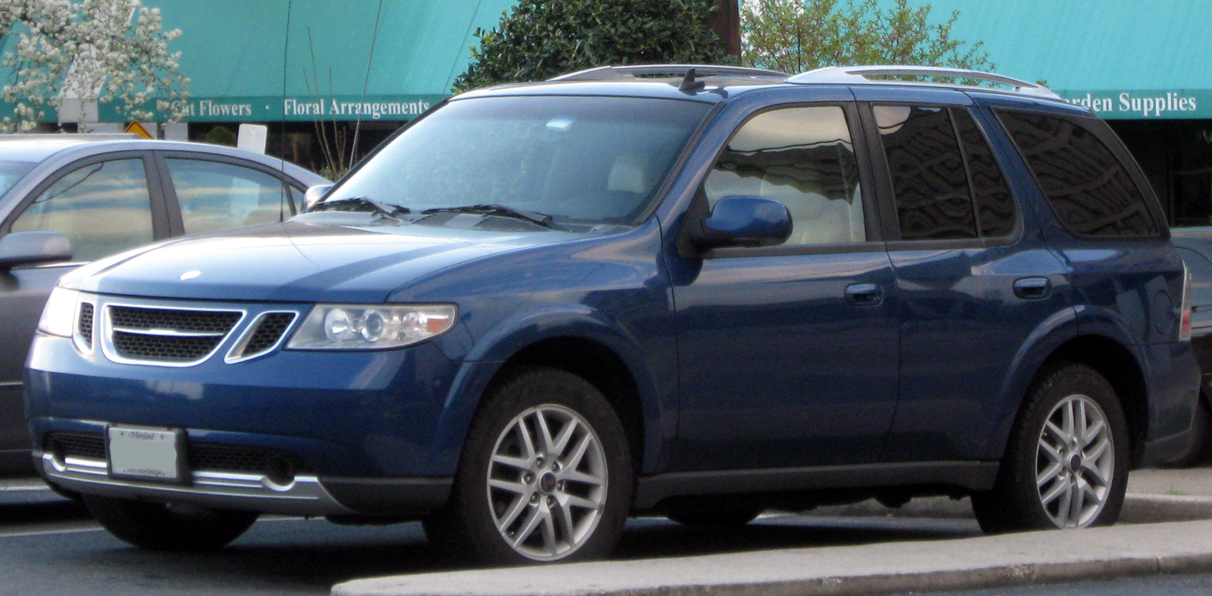
Saab 9-7X (2004-08)
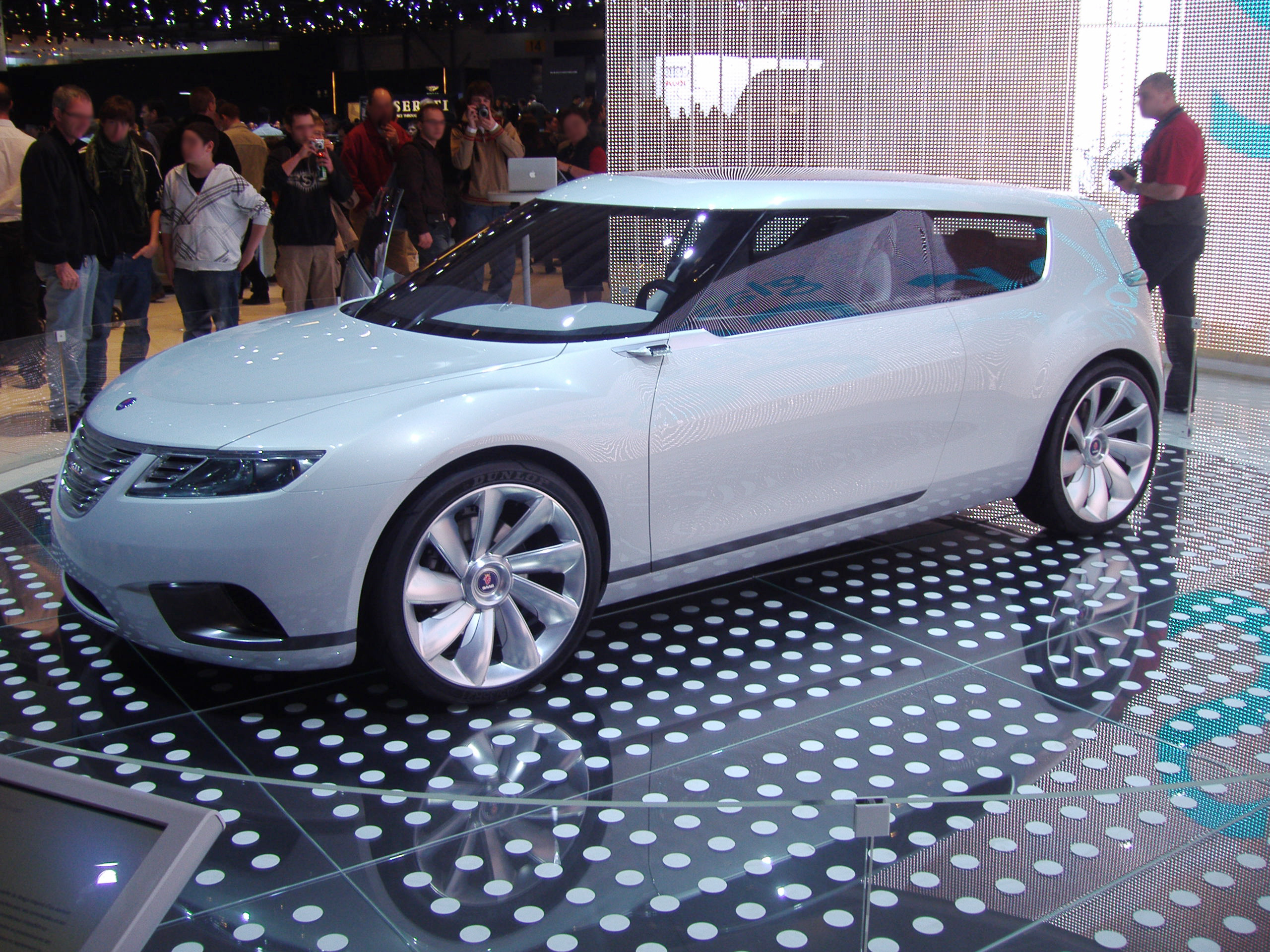
Saab 9-1 (2009)
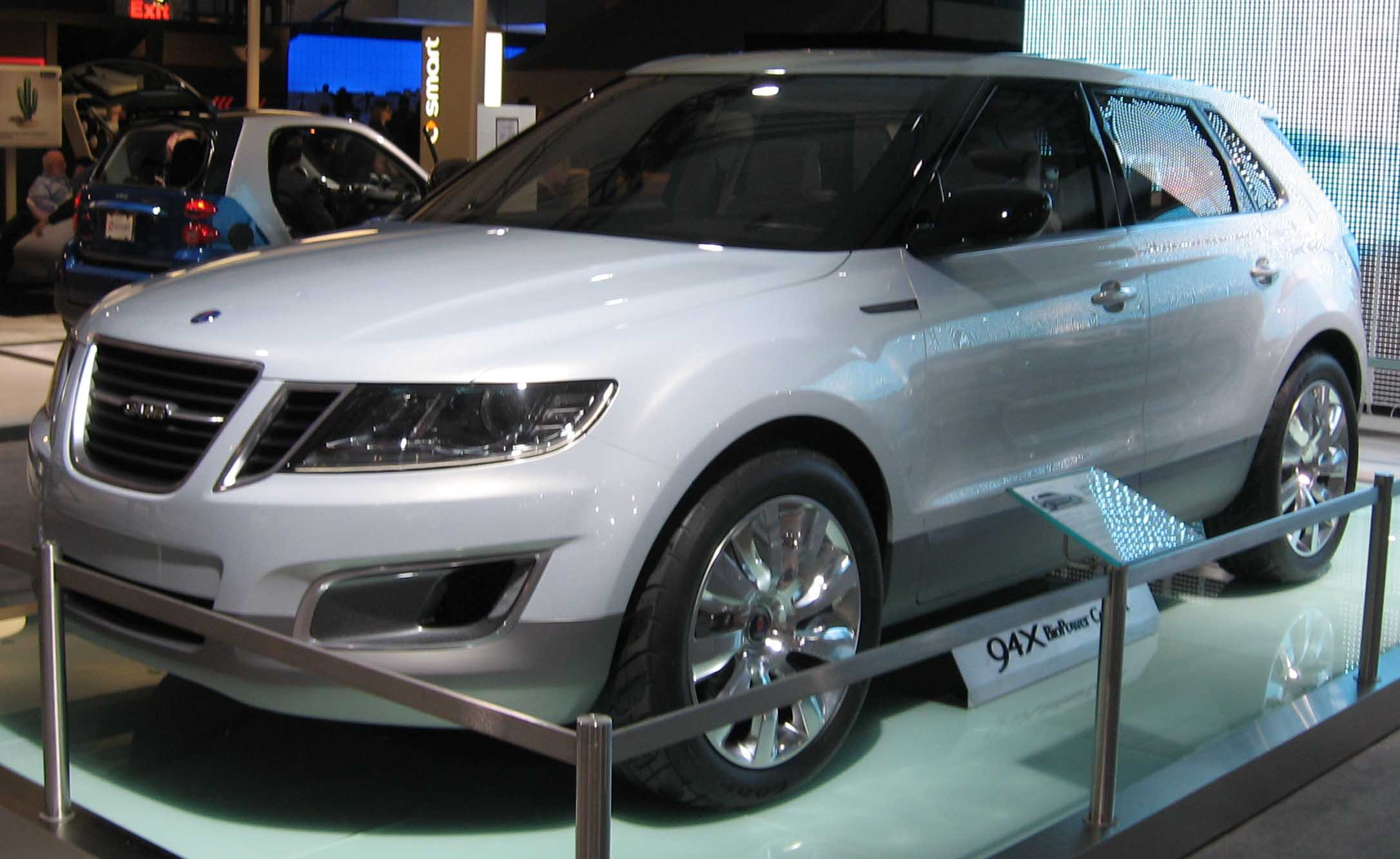
Saab 9-4X (2010)

## Motores

### Motor 2T
Basado en un diseño de la desaparecida marca alemana de automóviles y motocicletas, DKW. El motor tenía ya algunas características que solamente se encuentran en los automóviles modernos, como una bobina de encendido por cilindro. Colocado transversalmente en el Saab 92 de 1950-1956, era un dos tiempos de dos cilindros, 764 cm³ y 25 CV, lo que le permitía superar los 100 km/h. En 1954, la potencia del motor se elevó a 28 CV. 

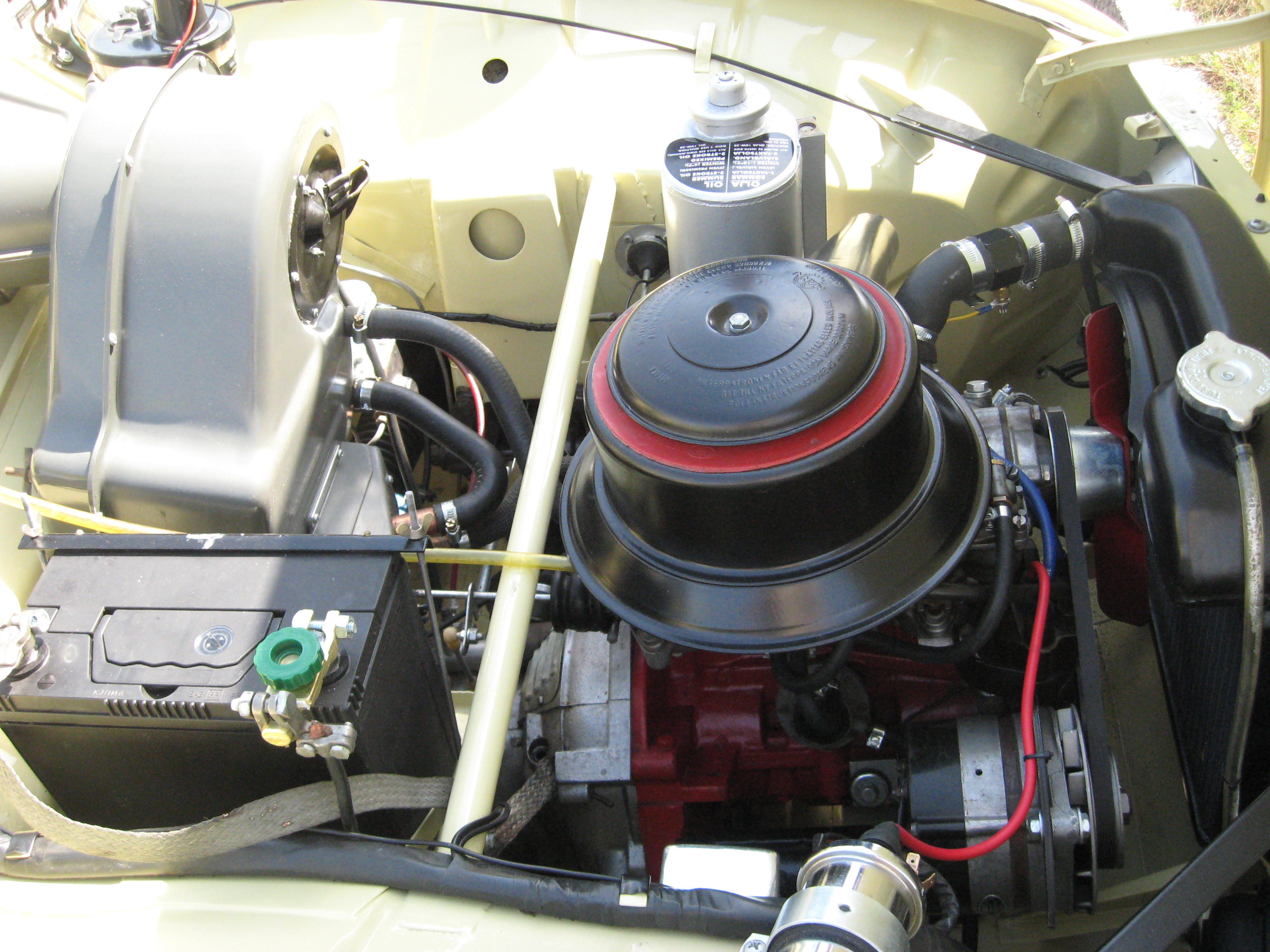
Saab 2T engine

### Motor V4
El motor V4 de Saab, era de origen Ford Motor Company de Alemania y se comenzó a utilizar en 1962 para el Saab 96. Era de pistón 60°, 4 cilindros en V y eje de equilibrio. Se utilizó también para los Saab Sonett II y III, tanto el de 1.5 litros y 65 CV, como el posterior de 1.7 litros.

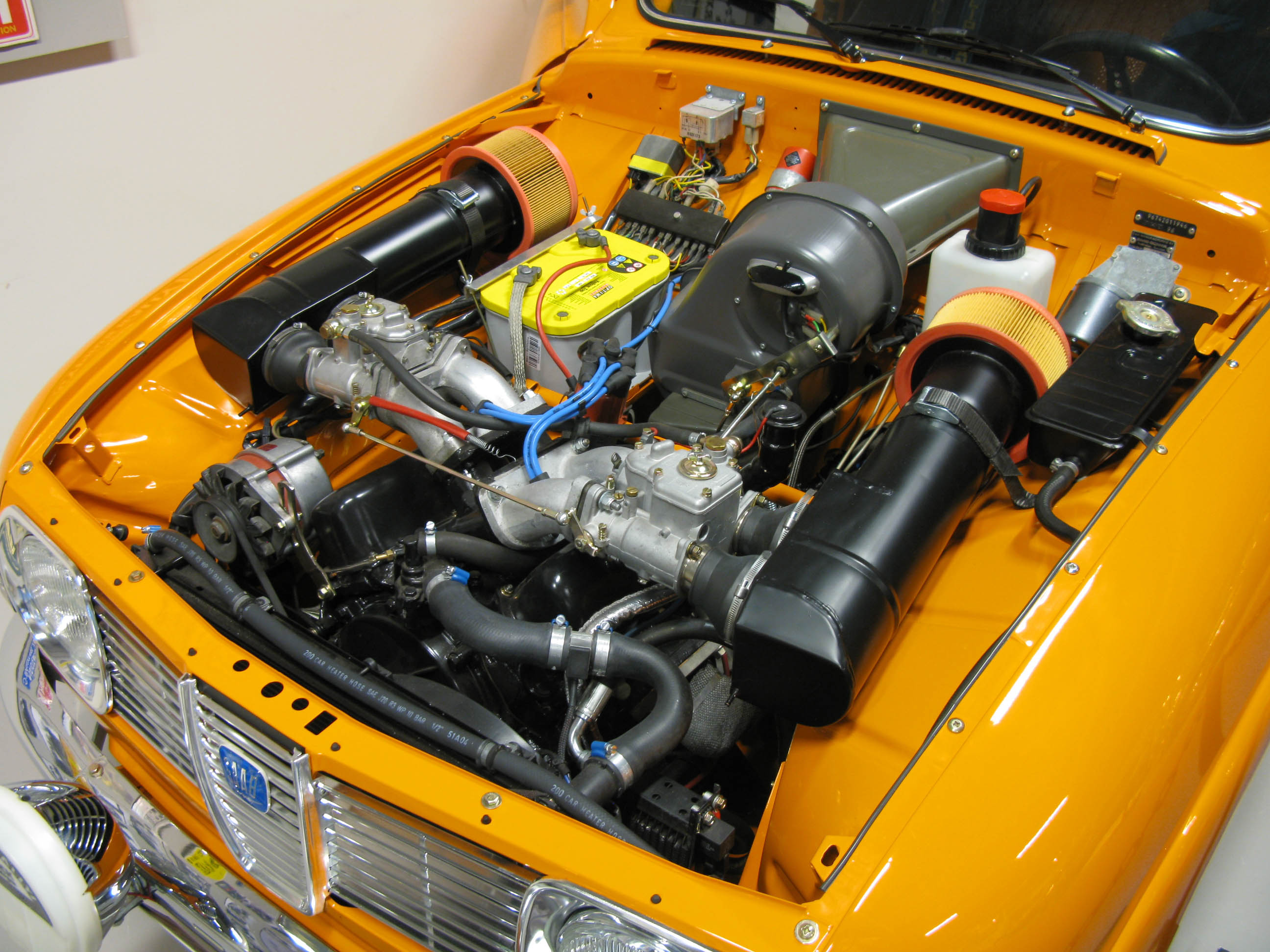
Saab V4 engine.

### Motor Slant-4
El motor slant-four era de origen Triumph Motor Company de Reino Unido. Era originalmente de 1.7 L, gasolina, cuatro cilindros en línea y 87 CV. Se utilizó por primera vez en 1968 para el Saab 99.

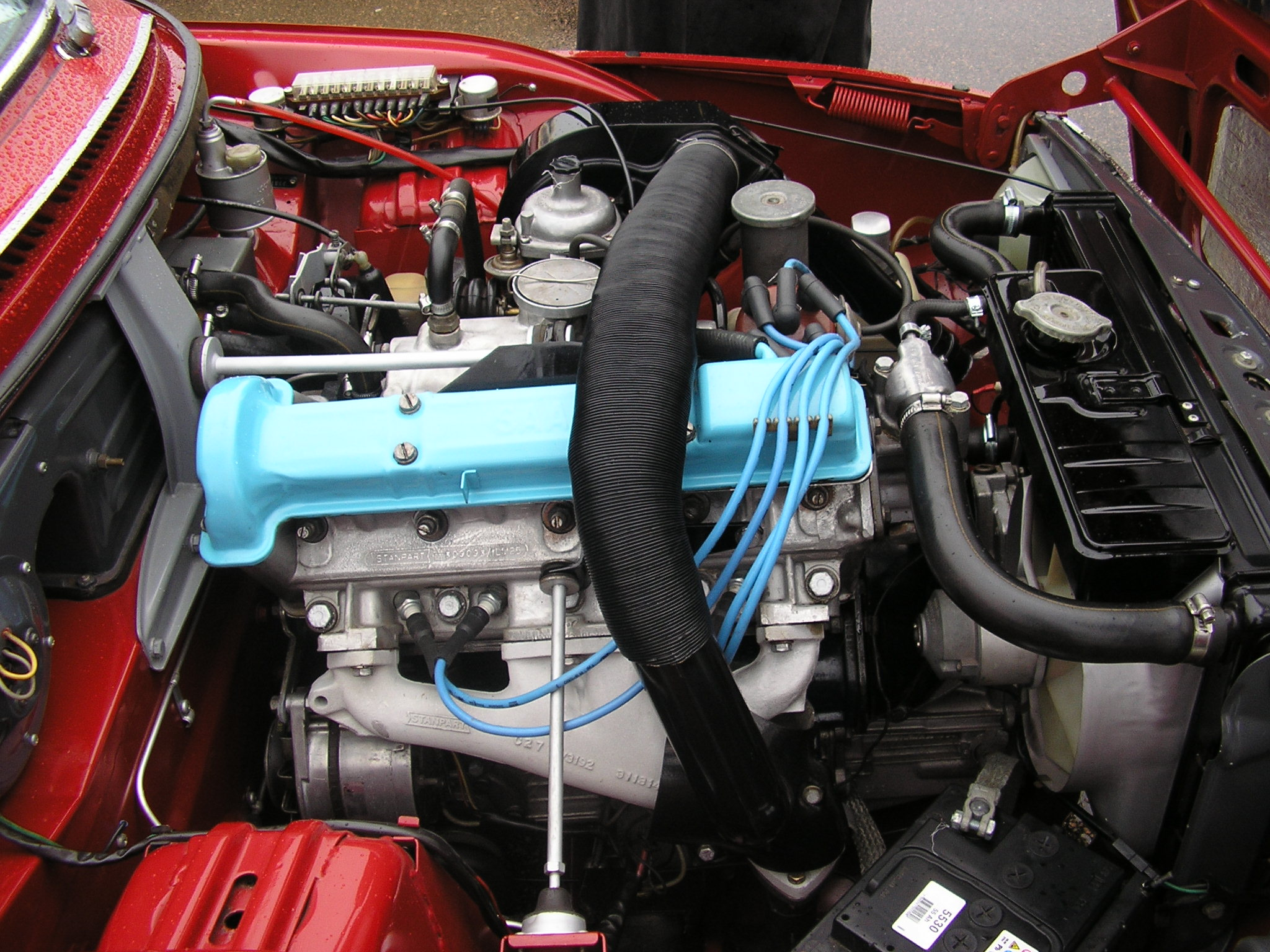
Slant-4 engine.

### Motor B
El motor Saab B era un motor de gasolina, de cuatro cilindros en línea, 2.0 L y 112 CV, desarrollado por Saab Automobile entre 1972 y 1981. Se trataba de un nuevo diseño del motor Triumph 1.7, que se utilizó en los modelos Saab 99 y 900. En la versión turbo del Saab 99, desarrollaba 145 CV y alcanzaba los 200km/h.

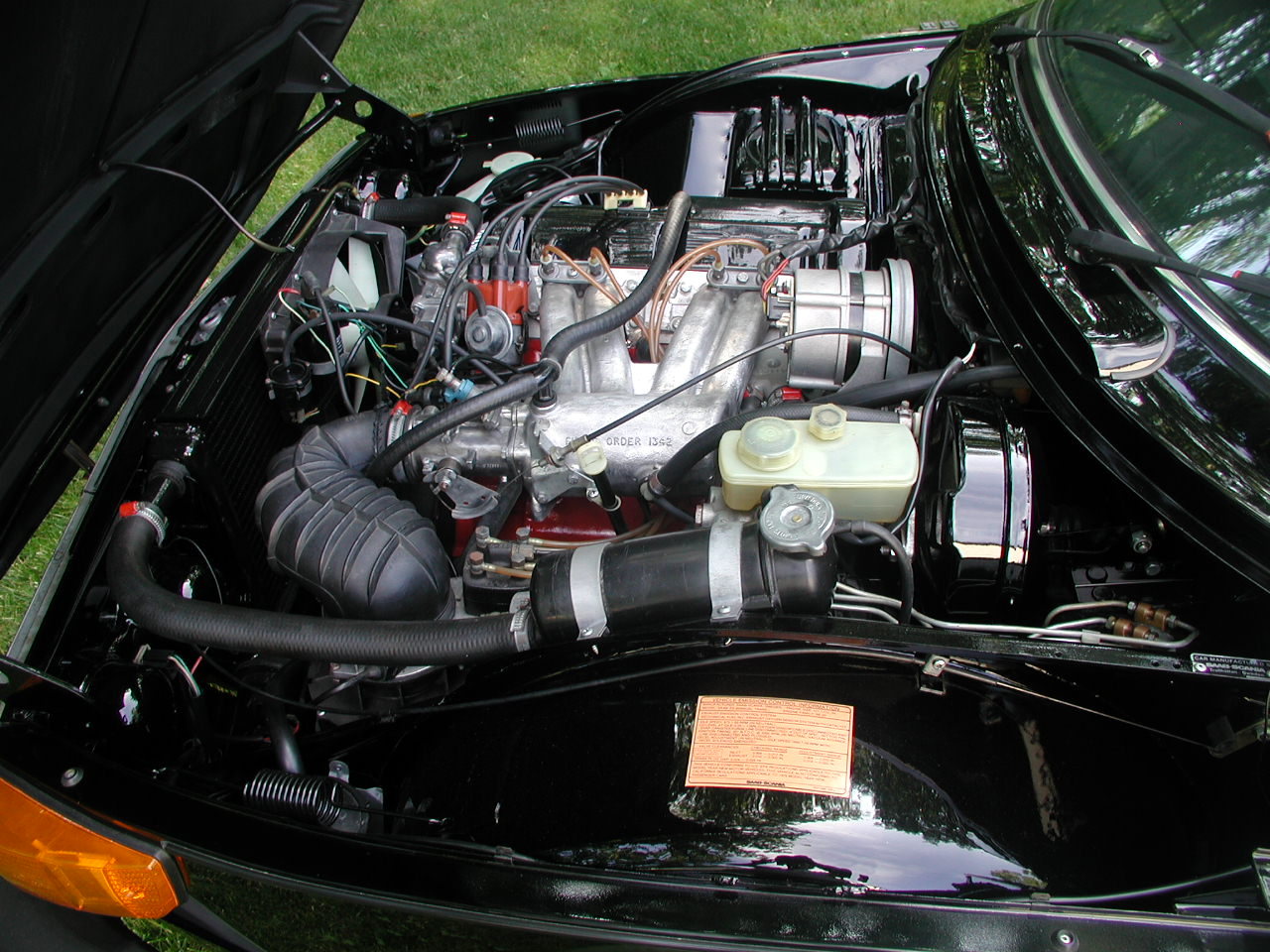
Saab motor B.

### Motor H
El motor Saab H fue un rediseño del motor Saab B, que a su vez se basó en el motor Triumph Slant-4. A pesar del nombre, no era un motor opuesto horizontalmente, sino un 4 cilindros en línea de 2.0 L, pues la H hacía referencia a alta compresión (High compression) utilizada para generar mayor potencia. El motor H se introdujo en 1981 en el Saab 900, continuó en uso en el 9000 y primeras generaciones de 9-3 y 9-5, hasta que el Saab 9-3 de segunda generación, del año 2003, cambió al motor GM Ecotec, dejando al Saab 9-5 como el único usuario del motor H. El último año de esta familia de motores fue el 2009.

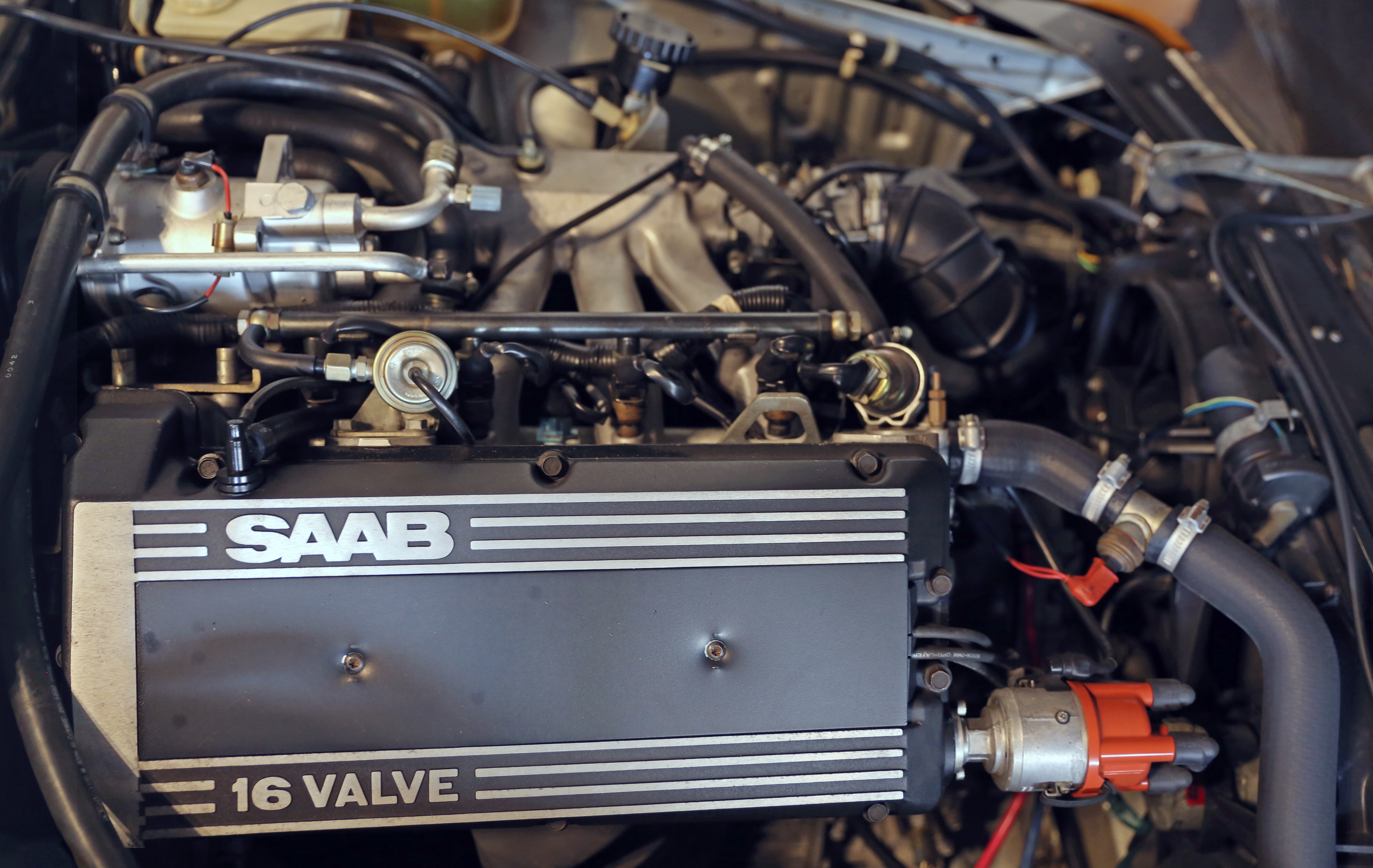
Motor H

### Motor V8
Se trataba de un motor V8 desarrollado para Saab Automobile por Saab-Valmet. Se construyeron cinco prototipos de motores, pero nunca fue puesto en producción. Cuando se lanzó el modelo Saab 99 en 1968, se barajó utilizar el V8, que formaba parte de la familia de motores Triumph, para el nuevo modelo. Pero finalmente los ingenieros de Saab prefirieron utilizar un motor más pequeño de cuatro cilindros en línea, también de Triumph Motor Company en el Reino Unido, y luego realizaron dos rediseños y perfeccionamientos de ese motor, con el motor Saab B de 1972 y el motor Saab H de 1981.

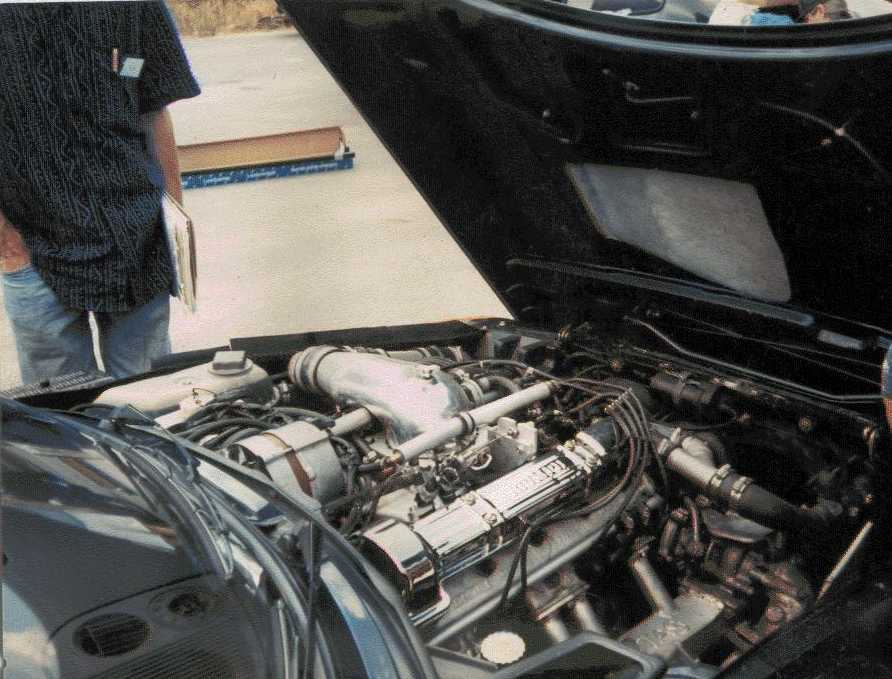
Saab V8

## Diseñadores

### Gunnar Ljungström (1905-1999)
Jefe del equipo de desarrollo de Saab Automobile desde el lanzamiento del Ursaab en 1946, hasta el Saab 99 de 1968. Era ingeniero y diseñador, especializado en aerodinámica e industria automotriz.

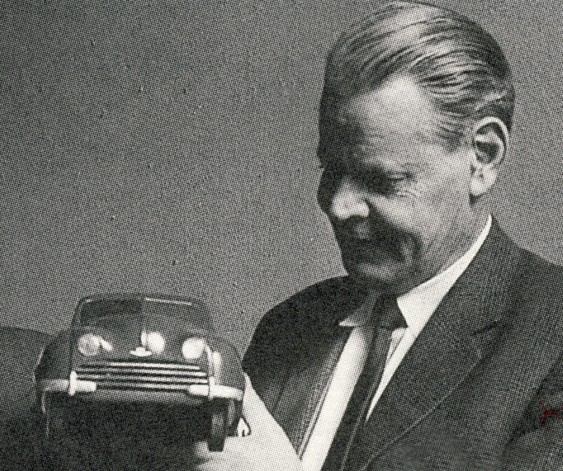
Sixten Sason

### Sixten Sason (1912–1967)
Fue el diseñador de los Saab 93, 95, 96, 99 y Sonett I. Muchos de los elementos de diseño que Sason utilizó en el nuevo 99 se utilizaron como directrices de los siguientes modelos de Saab en la década de 1990. Comenzó a trabajar para Saab, en el diseño de aviones, por lo que la influencia aeronáutica en los vehículos era notable.

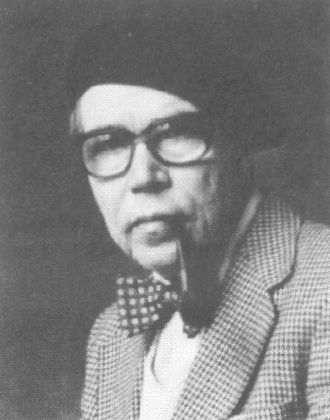
Gunnar A. Sjögren.

### Gunnar A. Sjögren (1920–1996)
Trabajó para Saab Automobile entre 1949-1984. Era un ingeniero sueco y su conocimiento sobre los coches era famoso y era capaz de dibujar con gran precisión la mayoría de los coches importantes de los últimos 40 o 50 años, especialmente si eran fabricados por Saab.

### Björn Envall (1942)
Se hizo cargo del trabajo de Sason en Saab, entre 1969 y 1992, al comenzar como su aprendiz, con el diseño del Saab 99 y el Saab Catherina. Entre sus diseños posteriores se encuentran el Saab EV-1, el Saab 98, el Saab 99 Combi Coupé, el Saab 900 y el Saab 900 convertible. También participó en el proyecto que llevó al Saab 9000. Hizo los dibujos originales de la última generación del Saab 900, en 1988, antes de la participación de General Motors en la compañía.

## Proyectos Experimentales

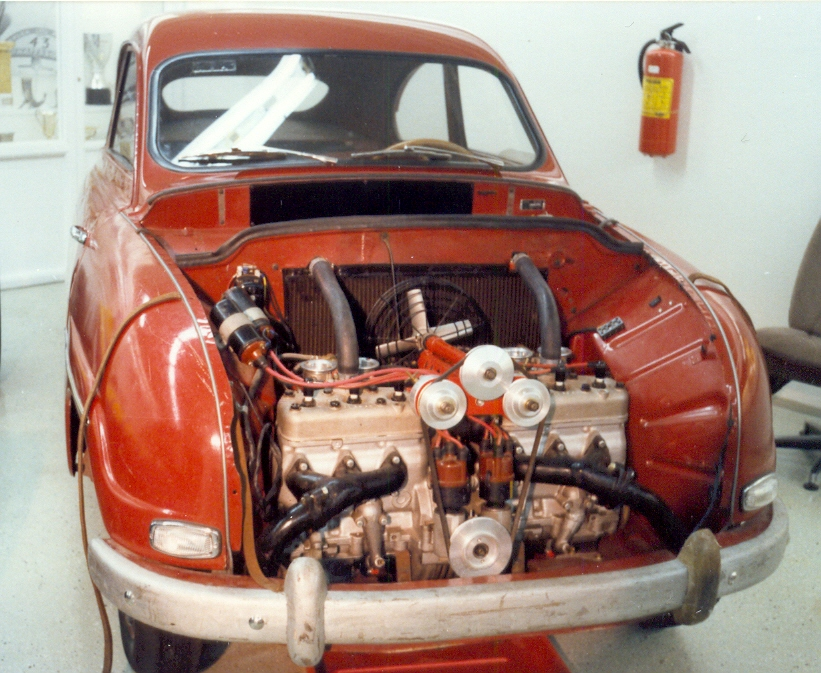
Saab Monstret (The Monster) -1959

### Saab Monstret (The Monster)
Fue un vehículo experimental desarrollado por Saab en los años 50, partiendo de un Saab 93 que fue enormemente aligerado. En su interior, se utilizaron dos motores tricilíndricos de dos tiempos y 750 cm³ cada uno, proporcionando en conjunto más de 138cv, llegando a alcanzar una velocidad cercana a los 200km/h. Este proyecto fue parte del trabajo de Saab en el deporte del motor y la necesidad de obtener más potencia de su motor de dos tiempos, pero finalmente fue abandonado. El Saab Monster restaurado está ahora en exhibición en el museo Saab en Trollhättan.

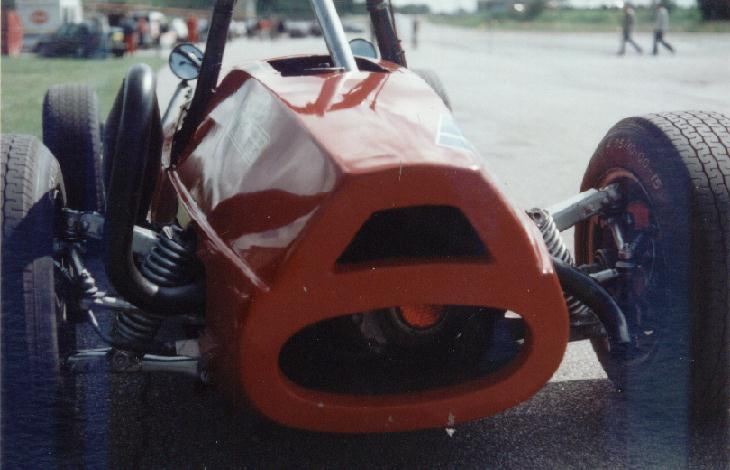
Saab Quantum IV -1963

### Saab Quantum
Fue una serie de cinco modelos de automóviles Saab construidos únicamente en los Estados Unidos de América. El Quantum I fue construido en 1959, con un chasis diseñado por Walter Kern. El Quantum II fue casi idéntico en todos los sentidos, aunque se construyó en 1960. Ambos Quantums corrieron en la clase modificada H del Sports Car Club of America (SCCA). Eran coches de carreras, no destinados a la producción en serie. Por el contrario, el Quantum III sí fue diseñado para ser un automóvil de producción en serie y fue presentado por primera vez en 1962 como deportivo biplaza. Pero finalmente sólo se construyeron unas pocas unidades, debido a que fue rechazado por Saab en Suecia. El quantum IV (1963) fue un coche de fórmula monoplaza y diseñado para la serie "Fórmula S" del Sports Car Club of America (SCCA). Finalmente el Quantum V (1965), tenía una carrocería modificada de un Ginetta y un motor de Saab de dos tiempos. Se construyó sólo una unidad que se conserva en USA.

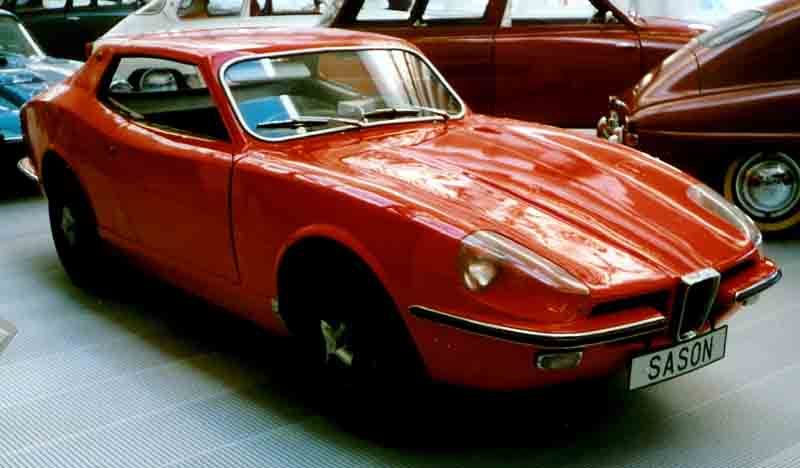
Saab Catherina-1964

### Saab Catherina
Fue un prototipo de automóvil de 1964, encargado por Saab, diseñado por Sixten Sason y fabricado en los talleres de Katrineholm, Suecia (de donde proviene su nombre). Su característica única era su parte superior de targa, que se podía guardar en el maletero del automóvil. Partiendo del diseño de un descapotable, con una 'barra estabilizadora' integral, que todavía era un concepto no utilizado en la industria automotriz, precediendo al Porsche 911 Targa de 1966, que fue el modelo que más adelante lo popularizó y le dio el nombre. Sason también diseñó algunas otras características inusuales para la Catherina, como unos faros montados en el techo para mayor alcance, pero no se incluyeron en el prototipo, debido a la necesidad de hacer que el automóvil fuera apto para la producción en serie. Después de probar el prototipo, Saab lo descartó y finalmente eligió otra base para su automóvil deportivo Sonett II. El Catherina terminó en exhibición en el museo SAAB en Trollhättan, pero Sason aprovechó algunas de sus señas de identidad, en el diseño posterior del Saab 99.

### Saab Paddan
En 1965, Saab decidió reemplazar el 96 con un nuevo automóvil moderno, que sería el 99. Como parte de este programa de desarrollo, se crearon los Saab Toads, construyéndose cuatro en total. Para que la nueva plataforma más amplia del 99 se pudiera probar sin llamar la atención de la prensa, la compañía utilizó un Saab 96, al que agregó 20 cm de acero nuevo para hacerlo más grande y ancho y ocultar en su interior la base y el motor del 99. La idea era que, dado que el 96 era común en las carreteras locales de alrededor de la fábrica de Saab, se podía probar sin llamar la atención de la prensa y la competencia. Cuando finalmente se creó la plataforma del primer 99, se le llamó Saab Daihatsu, para continuar ocultando su verdadera identidad, hasta su presentación.

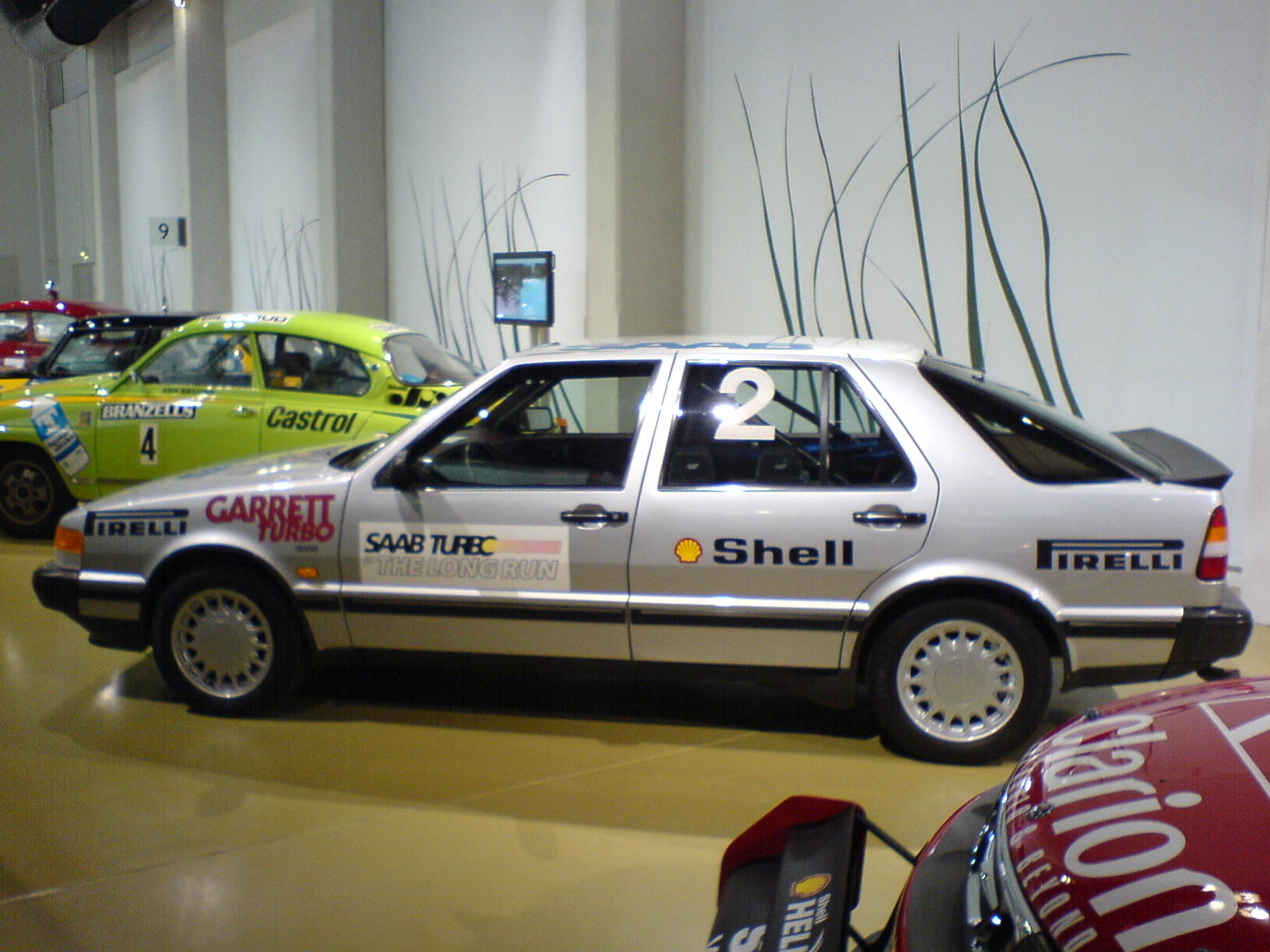
Saab 9000 Talladega -1986

### Saab 9000 Talladega
En los años 80, tres Saab 9000 Turbo de serie, elegidos al azar por la Federación Internacional del Automóvil (FIA), recorrieron 100.000Km a tope, a una media de 213 km/h, en una prueba de resistencia en la que sólo pararon para cambiar de piloto y repostar. Con ello consiguieron el récord mundial de fiabilidad y velocidad en vehículos de serie, en el circuito de Talladega, Alabama (EE. UU.).

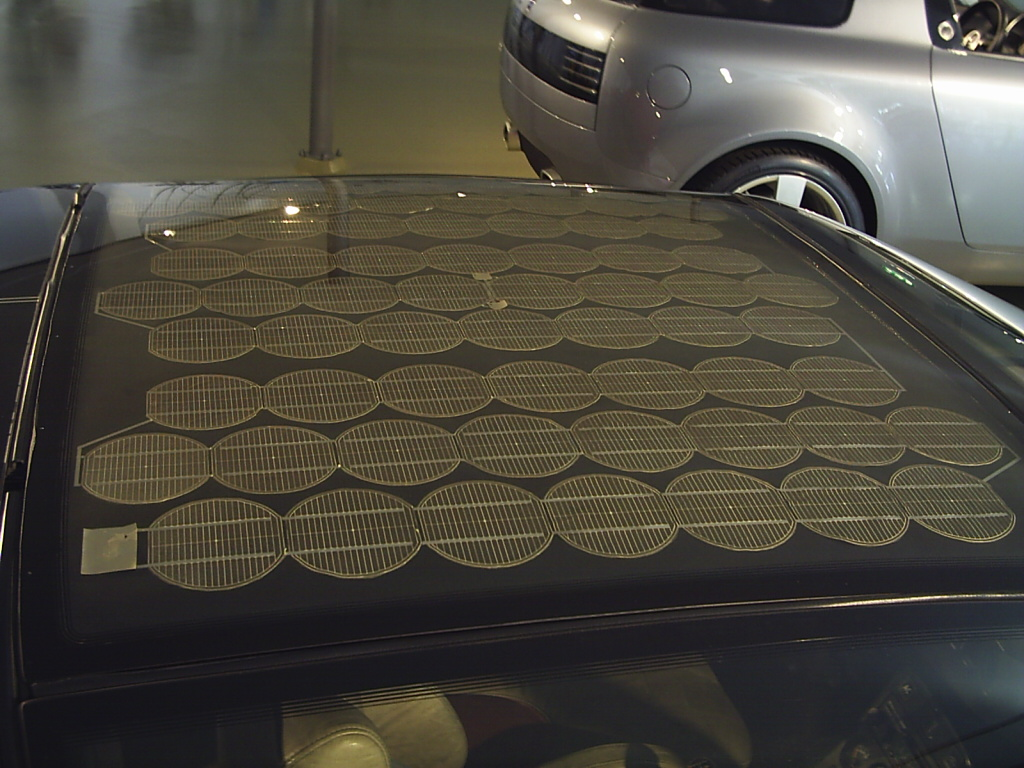
Panel solar en el techo de cristal del Saab EV-1.

### Saab EV-1

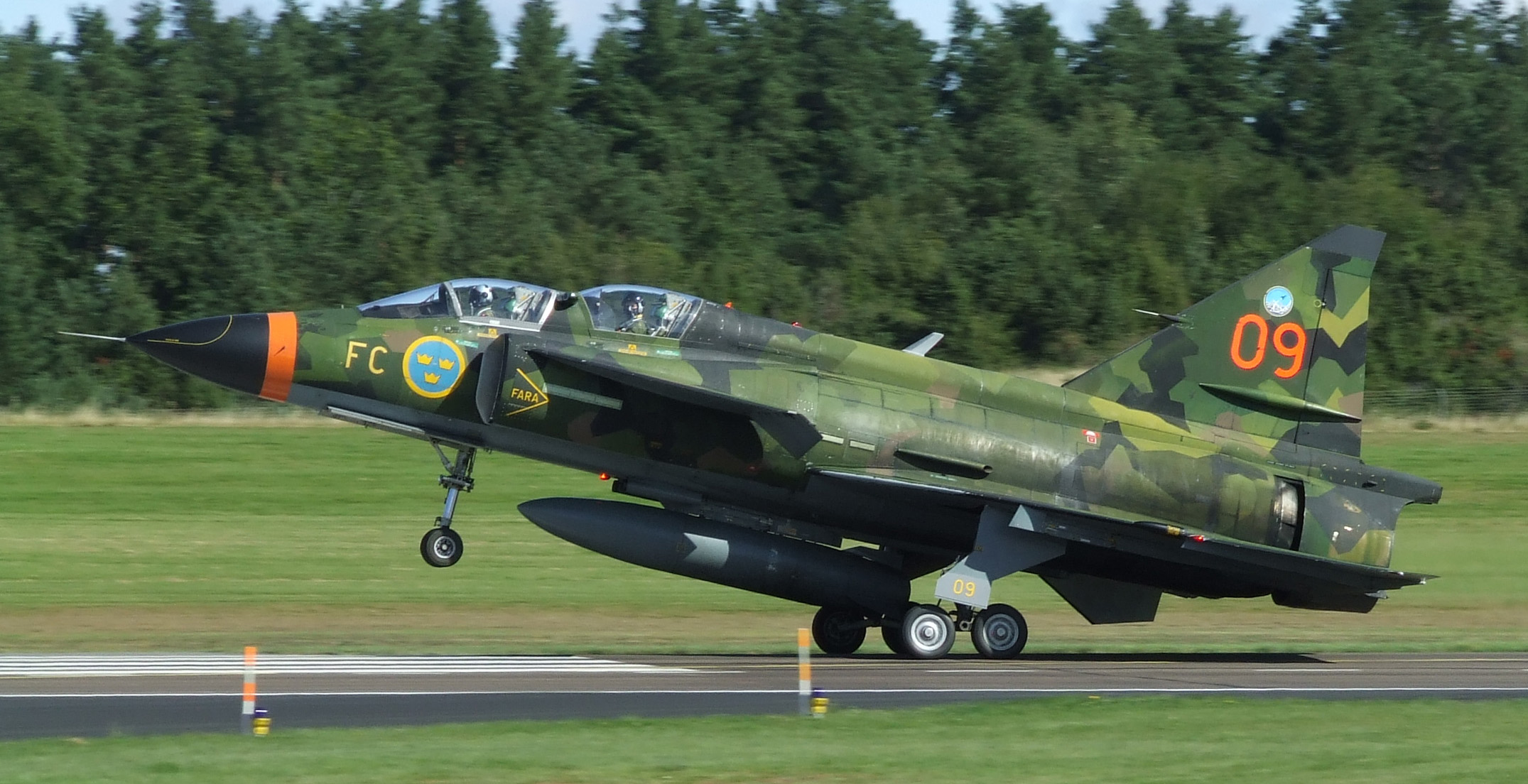
Avión Saab 37 Viggen.

Prototipo diseñado por Björn Envall en 1985, disponía de un techo totalmente acristalado, con un panel solar que permitía refrigerar el interior del vehículo aun estando parado, si éste se estacionaba al sol. El motor seguía siendo el 2 litros desarrollado por Saab, que fue adaptado para generar 285 CV, con una velocidad máxima de 270 km/h y una aceleración de 0 a 100km/h en 5.7 segundos. El EV-1 puede verse aparcado en la calle, en una de las secuencias de la película Regreso al Futuro II (Back to the Future Part II). 

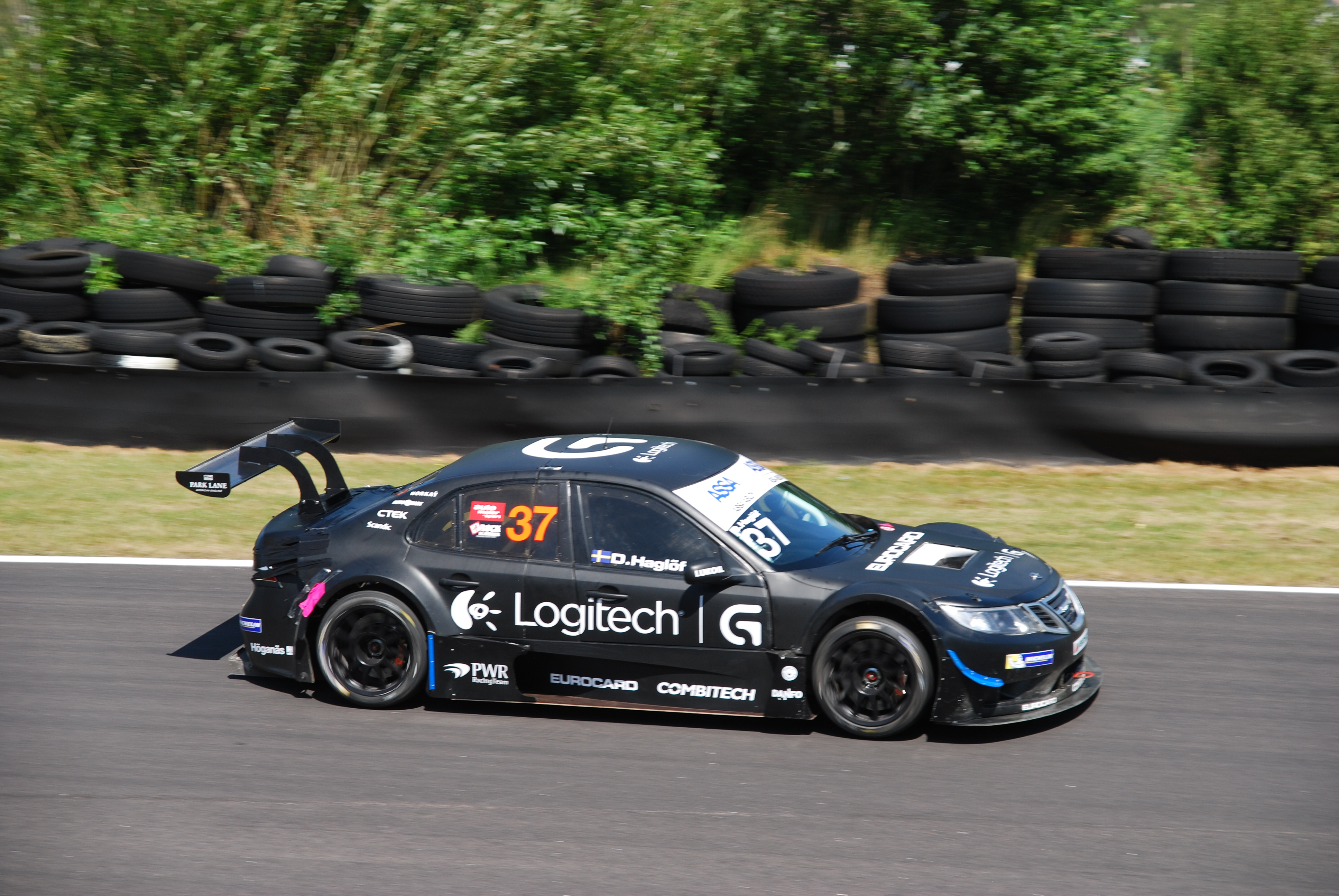
Saab 9-3 Viggen

### 9-3 Viggen Pike’s Peak
Se creó en el año 2000, partiendo de la base de un vehículo familiar, conservando el bloque motor y la culata originales, consiguió desarrollar 750cv (850cv en la versión posterior, Ecopower) con tracción total. En su debut, ese mismo año, consiguió el récord en la categoría Open Class de "la carrera hacia las nubes", mundialmente conocida como el rallycross Pikes Peak International Hill Climb. Saab se inspiró en su experiencia construyendo aviones de combate, concretamente en el Saab 37 Viggen de la Fuerza Aérea Sueca.

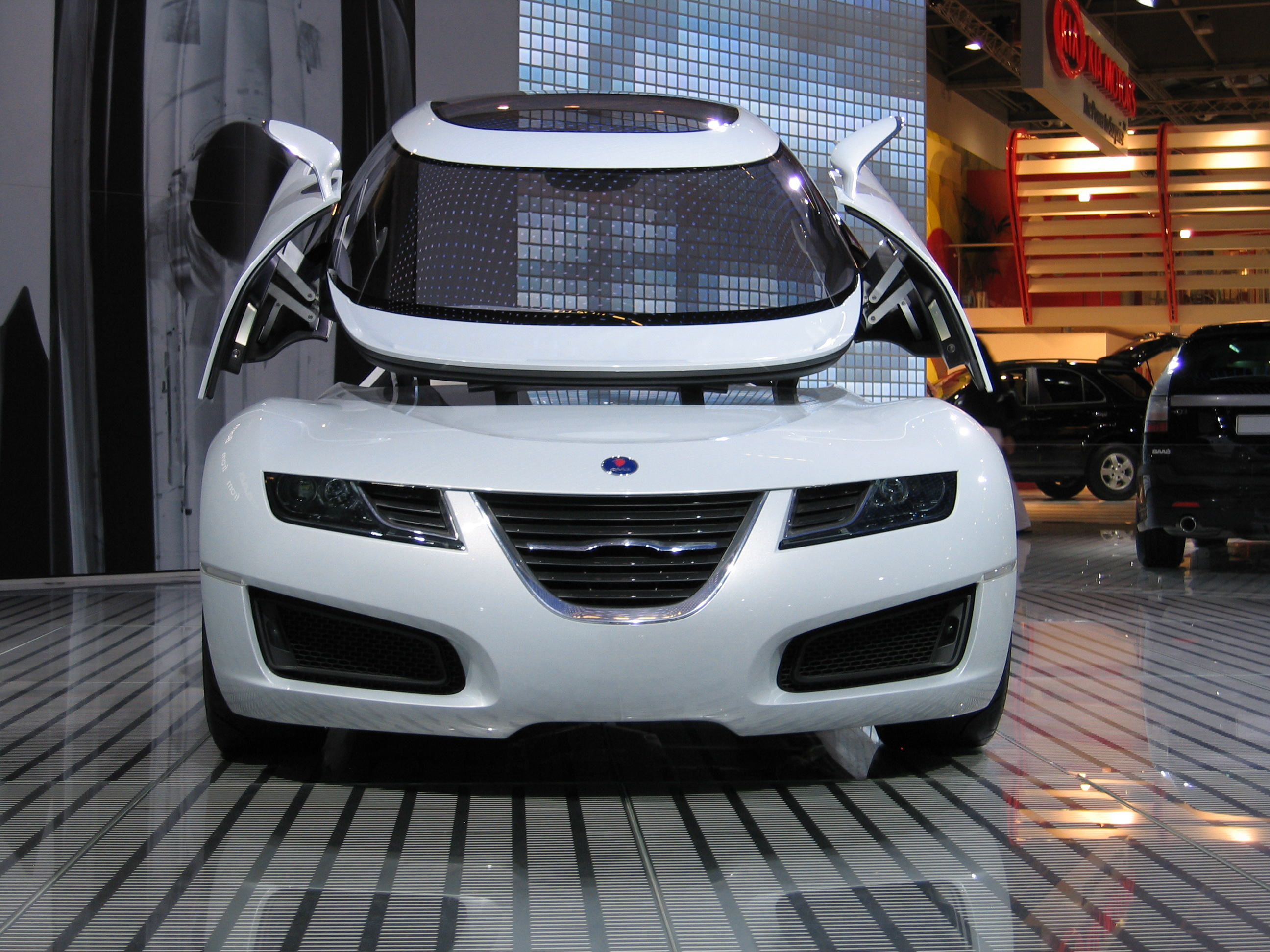
Apertura puertas Saab Aero-X.

### Saab Aero-X
Fue la fusión de toda la tecnología de Saab, pero sin las limitaciones que imponía un coche de serie. El motor era el 2.8 litros, V6 biturbo utilizado en el 9-5, que funcionando con etanol producía 650cv, con una caja de 7 velocidades y tracción total. El elemento de diseño más particular de la carrocería era el sistema de apertura de puertas y techo al mismo tiempo, también inspirado en el avión de combate Saab 39 Gripen.

### Friction Tester
Saab Automobile siguió ligada al mundo de la aviación de varias formas, entre otras la marca Saab fue la responsable de la fabricación de los vehículos que realizan los friction tester en muchos aeropuertos, entre ellos los aeropuertos españoles. En esta prueba un vehículo con dispositivos telemétricos especiales recorre las pistas de despegue/aterrizaje a gran velocidad para comprobar el óptimo estado del asfalto. En el caso de los aeropuertos españoles, Aena utilizó modelos 9-5 para hacer los test. Los coches llevaban acoplada una quinta rueda en la parte trasera que baja hasta el suelo con un sistema hidráulico. Esta quinta rueda que simula un tren de aterrizaje aéreo lleva asociado un sistema de telemetría, cuyos datos son recogidos y enviados a un ordenador para que los técnicos evalúen el estado de las pistas.

## Victorias de Saab en los Rallyes

### Saab 92

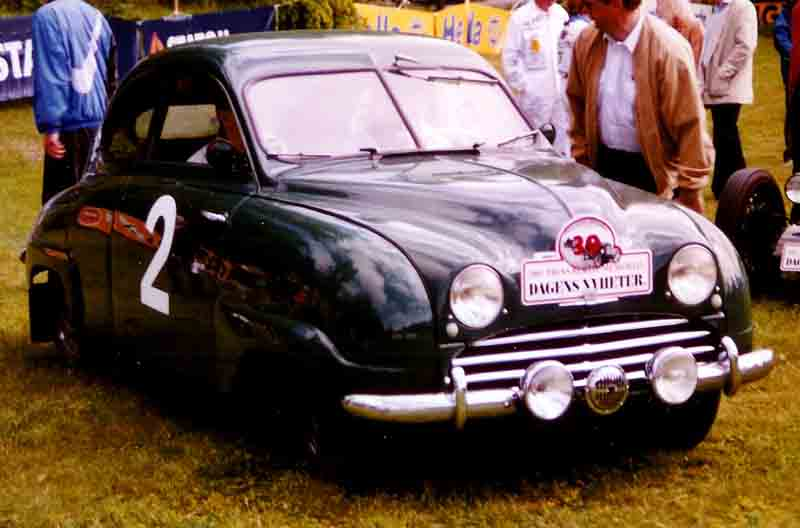
Saab 92 -1950.

#### 1950
La historia en los rallyes de Saab comenzó en ese año, con una victoria en el Rikspokalen, considerado el rallye más importante y duro de Suecia. Mellde ganó la clasificación general, Molander en la Categoría Femenina. Además junto a K.G. Svedberg obtuvieron el trofeo por equipos, por delante de otras marcas como Porsche.

#### 1952
- Rallye de Montecarlo, Copa de Damas, Greta Molander.

#### 1953
- Campeonato Europeo de Rallyes clase femenina, Greta Molander.
- Campeonato Nacional de Suecia de Rallyes, Mellde.[5]

### Saab 93

#### 1956

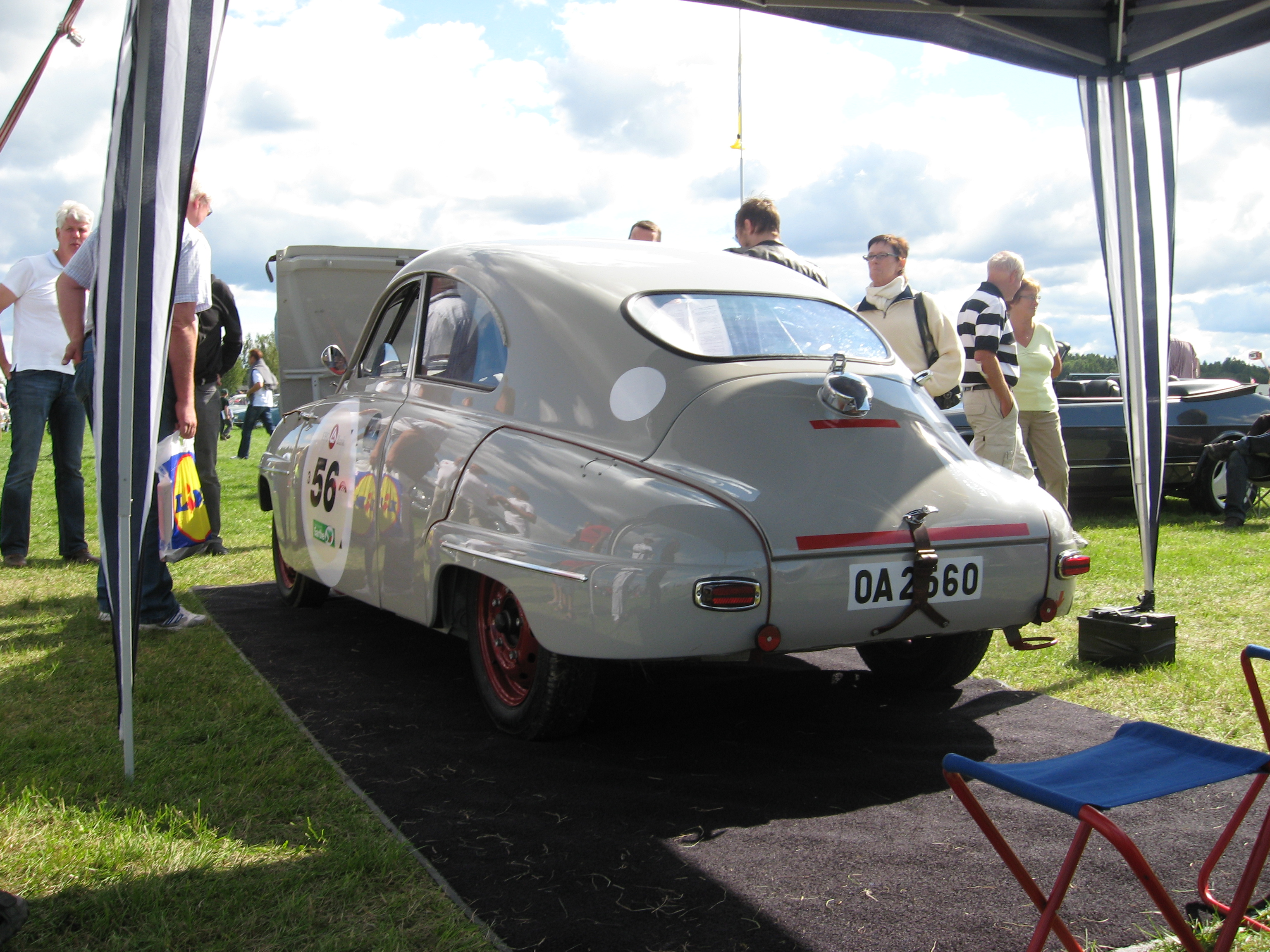
Saab 93 Lemans-1959.

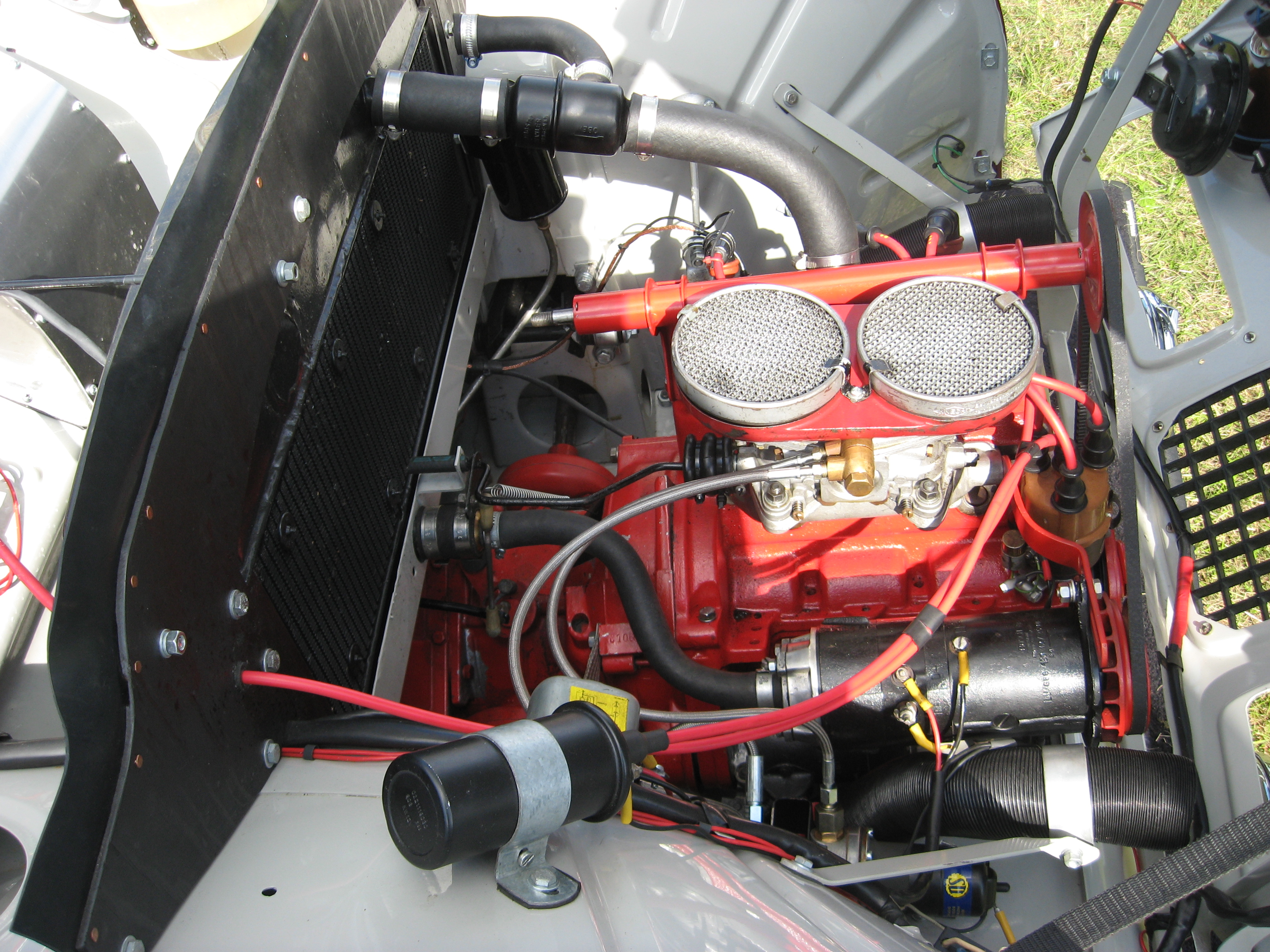
Saab 93 LeMans-1959.

- Wiesbaden Rallye, Alemania
- Rally Viking, Noruega
- Rikspokalen, Suecia
- Scandiatrofén, Suecia

#### 1957
- Mille Miglia, Italia
- GAMR - Great American Mountain Rallye, USA
- Neste Rally, Finlandia
- 1000 Lakes Rally, Finlandia
- Rallye Adriatique, Yugoslavia
- Lime Rock Rally, USA
- Rikspokalen, Suecia
- Finnish Snow Rallye, Finlandia

#### 1959
- 24 Hours of Le Mans

2nd in its class 

#### 1960
- Finnish Snow Rallye, Finlandia

### Saab 96

#### 1962-67
Erik Carlsson al volante de un SAAB 96 ganó el Rally RAC de Gran Bretaña desde 1960 hasta 1962 sin interrupción, y el Rally de Montecarlo de manera consecutiva en 1962 y 1963. Además venció en el rally de Acrópolis en Grecia el año 1961, en el de San Remo en 1964 y en el de República Checa en 1967, además de un relevante tercer lugar en el durísimo Baja 1000 de 1969, para vehículos todoterreno (el 96 fue adaptado para la ocasión). 
Una de las características que más gustaba a los pilotos del Saab, era su palanca de cambios adosada a la columna de dirección, facilitando la conducción a pesar de que en la versión de calle era una rareza poco vista, ya que su cambio era manual y no automático.

#### 1967-1976

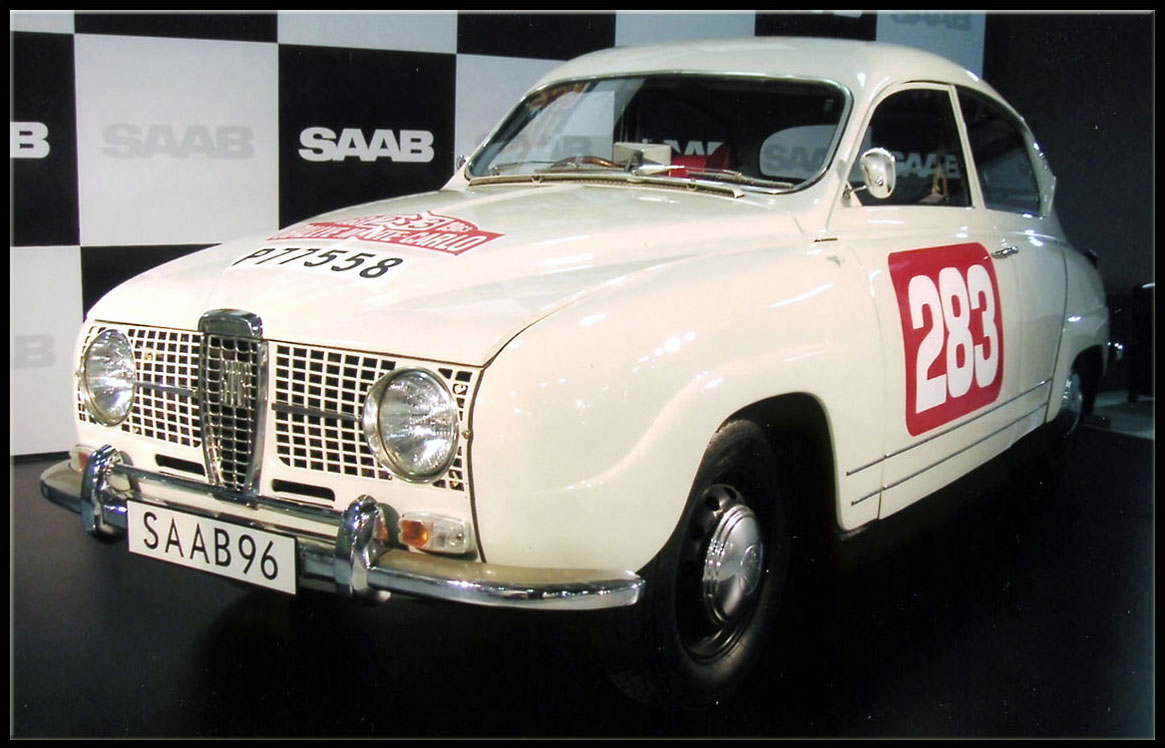
Saab 96 Monte Carlo Sport -1967.

Con la aparición del Saab 96 4 cilindros “V” de 4 tiempos en 1967, la historia de victorias en los rallyes continuó, obteniendo el título del Rally de Gran Bretaña en 1968 y 1971. El piloto Stig Blomqvist ganó el Rally de Suecia desde 1971 hasta 1973 a bordo de un 96 V4 y fue campeón de Suecia de rallyes en 1971, 73, 74, 75 y 1976, todos a bordo de un SAAB 96 V4.
El SAAB 96 se mantuvo en producción hasta 1980, en que sería reemplazado por el SAAB 99. Su motor 1.5 de 65cv, se aumentó en las versiones de rally, entregando 150cv en el aspirado y 200cv o 240cv en la versión Saab 96 RC turbo, que aceleraba de 0 a 100km/h en 5 segundos. Sus reducidas dimensiones y bajo peso, con sus ruedas pequeñas y la poca distancia entre sus ejes, lo hicieron maniobrable como ningún otro auto de rally, compitiendo cara a cara con otros modelos con mayor potencia. El Saab 96 sigue siendo recordado como un clásico de la historia de los rallyes.

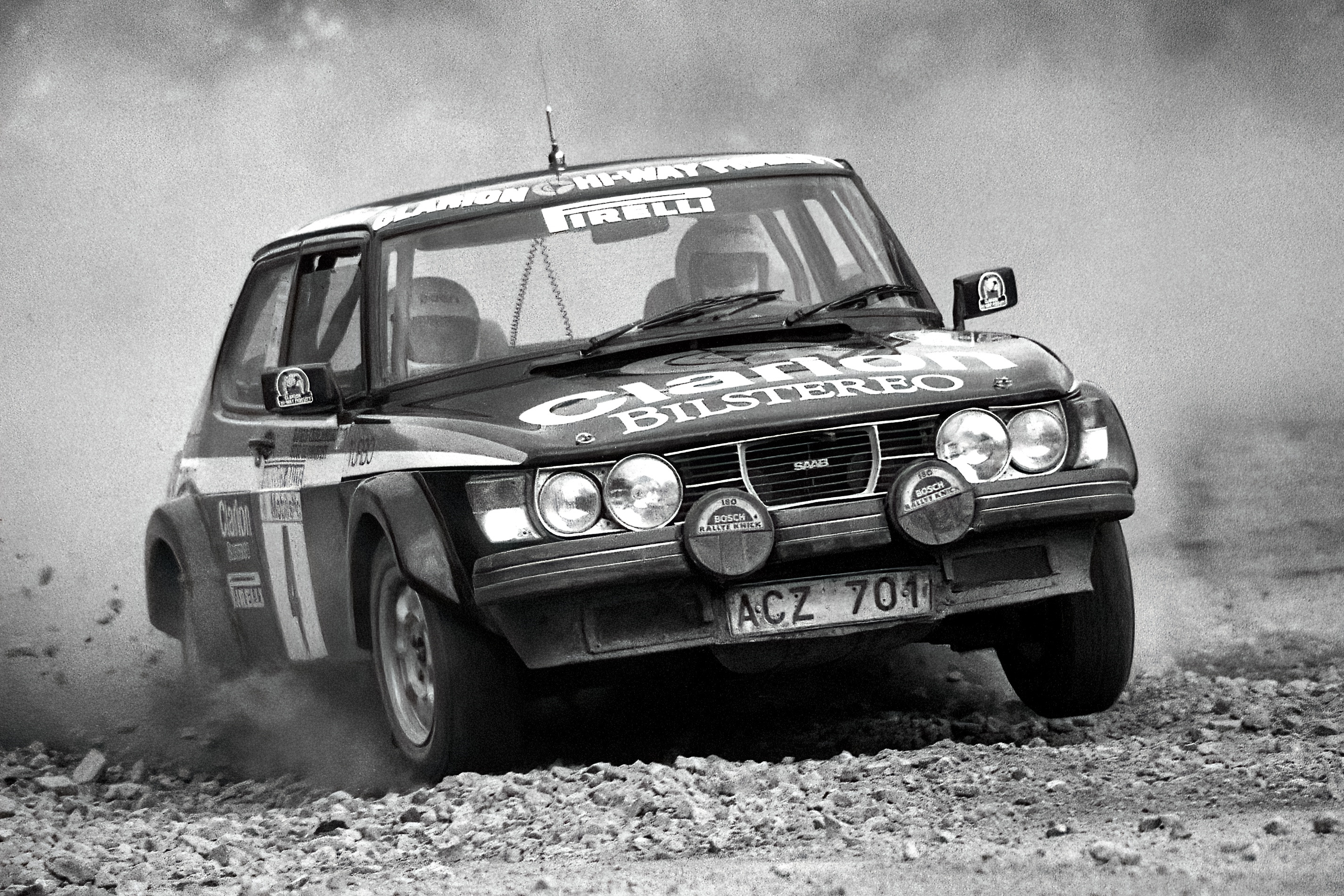
Stig Blomqvist y su Saab 99 turbo compitiendo en un Rallye -1980

### Saab 99

#### 1976-1980
Los éxitos del Saab 96 continuaron con su sucesor, el Saab 99, y en 1979 S. Blomqvist volvió a ganar el Rallye de Suecia con un 99 Turbo, convirtiéndose en el primer automóvil turboalimentado en vencer en una prueba del Campeonato del mundo de rallyes.